# Coro della cattedrale di Santa Maria del Fiore

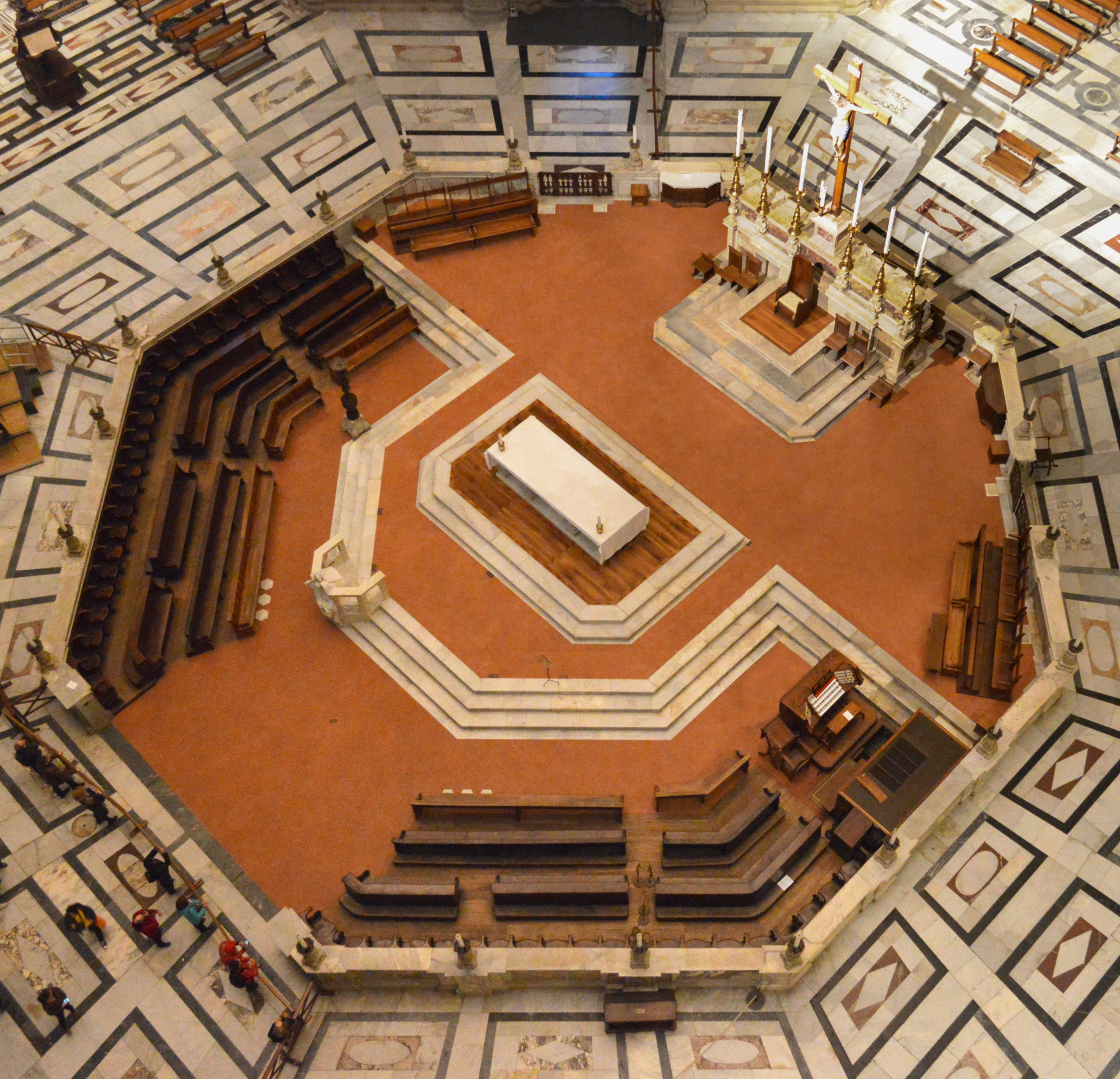
Veduta del coro dall'alto.

Il coro della cattedrale di Santa Maria del Fiore, comunemente anche chiamato nell'ambito della cattedrale l'ottagono per antonomasia, è situato al di sotto della cupola del Brunelleschi e costituisce l'area presbiterale del tempio, che accoglie l'altare maggiore e la cattedra arcivescovile.
Realizzato su progetto di Baccio Bandinelli e di Giuliano di Baccio d'Agnolo tra il 1547 e il 1572 in luogo di uno costruito nel 1520 da Nanni Unghero e Domenico di Francesco Baccelli, che a sua volta ne sostituiva uno più antico opera di Filippo Brunelleschi e risalente al 1437-1439, nel corso dei secoli il coro è stato oggetto di diverse modifiche e alterazioni che l'hanno portato all'attuale conformazione.

## Storia

### Il coro provvisorio del 1379

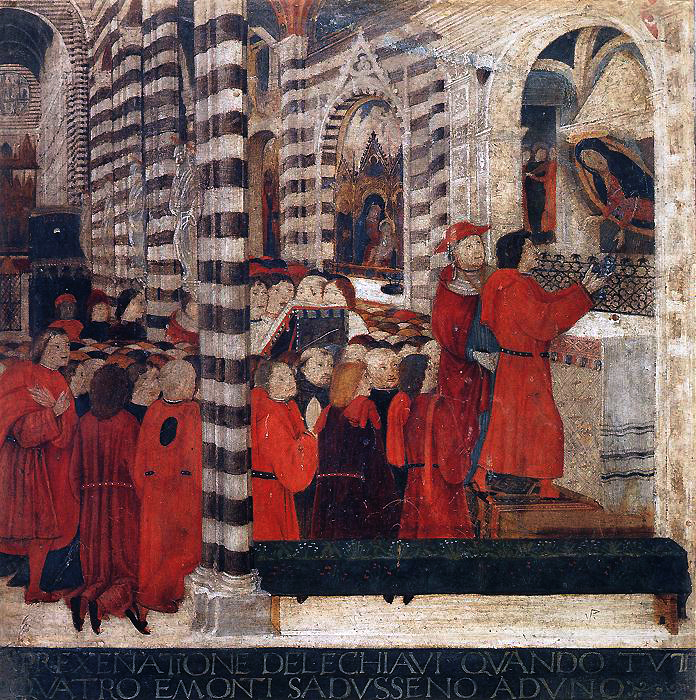
L'interno della cattedrale di Siena in una tavoletta di Biccherna del 1482 raffigurante l'Offerta delle chiavi della città alla Madonna: si notino (a sinistra, in secondo piano) l'altare maggiore e il coro nella loro posizione originaria al di sotto della cupola, come previsto per la cattedrale di Santa Maria del Fiore.

La costruzione della cattedrale di Santa Maria del Fiore di Firenze iniziò nel 1296 nell'area occupata dalla precedente cattedrale, dedicata a santa Reparata; la demolizione di quest'ultima avvenne in maniera progressiva e il suo presbiterio (rialzato come nella cattedrale di San Romolo a Fiesole per la presenza di una cripta sottostante, e situato nell'area della seconda campata della cattedrale attuale) continuò ad essere utilizzato regolarmente per le liturgie fino al 1375, quando venne demolita l'abside dell'antica chiesa.
Molto probabilmente, fin dall'originario progetto arnolfiano il coro avrebbe dovuto trovar luogo nello spazio sottostante la cupola, formando con quest'ultima un unico insieme avente la connotazione di presbiterio-santuario, soluzione analoga a quella adottata nella cattedrale di Santa Maria Assunta a Siena fino al 1506 in base ad una delibera del 1258. La Cronaca fiorentina, scritta negli ultimi anni della sua vita da Marchionne di Coppo Stefani (morto nel 1385) ma pubblicata soltanto nel 1781, riporta il più antico documento relativo al coro di Santa Maria del Fiore: esso risale al 1360 e contiene le indicazioni su come sarebbe dovuta essere completata la nuova chiesa, con l'altare maggiore che avrebbe trovato posto al centro dell'ottagono della crociera, intorno al quale si sarebbero sviluppate le tre tribune con cinque cappelle ciascuna. Inoltre, in base ad una delibera del 1366, a ridosso dei due pilastri tra cupola e navata, vi sarebbero dovuti essere due amboni (mai realizzati) destinati ad essere utilizzati per la lettura delle pericopi bibliche o come cantorie.

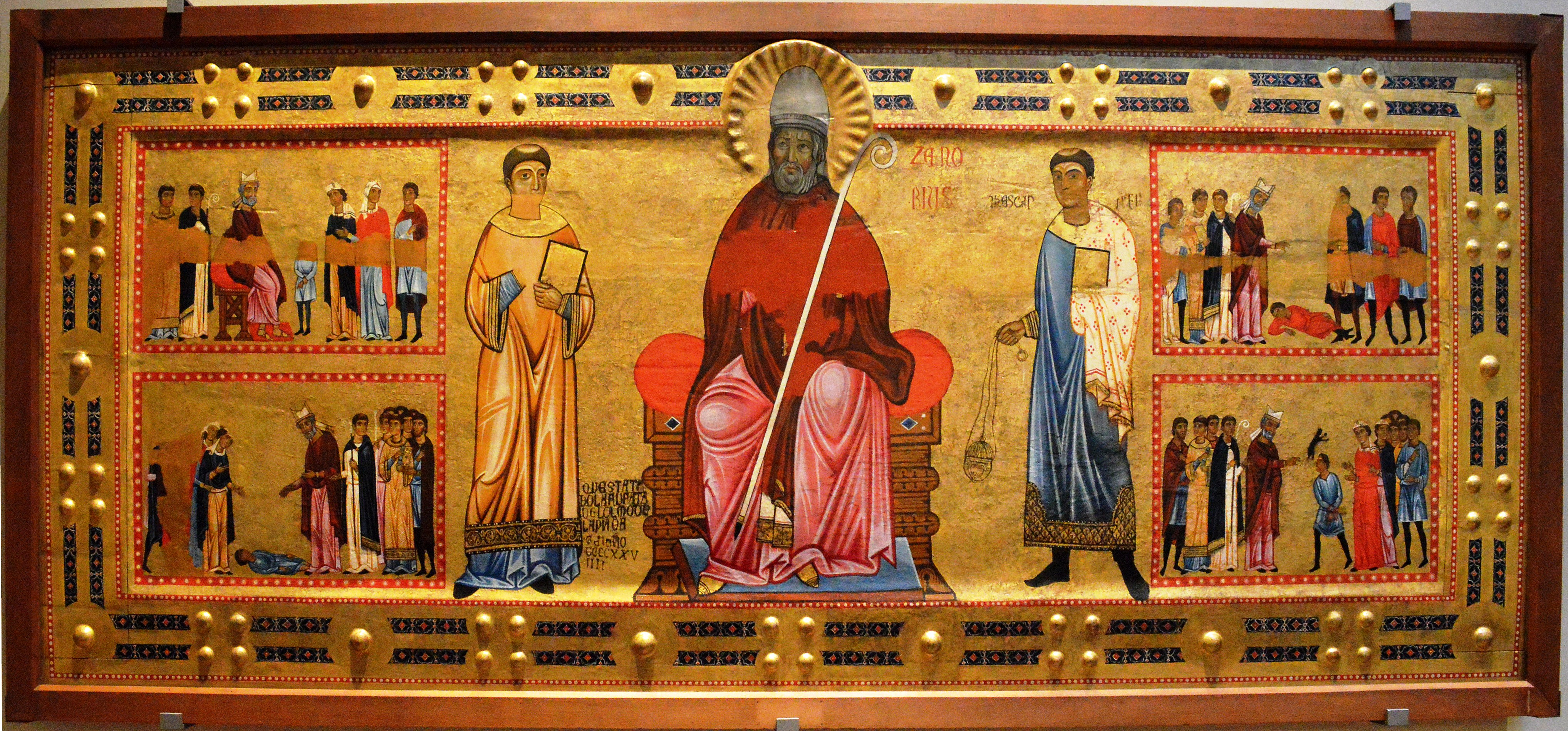
Il Dossale di San Zanobi del Maestro del Bigallo (anni 1240), posto sull'altare del coro provvisorio del 1379.

Dopo il completamento del piedicroce della nuova cattedrale (1378), nel 1379 venne allestito un presbiterio provvisorio nell'area della quarta campata della navata maggiore. A ridosso del tramezzo in legno che separava il piedicroce completato dal capocroce ancora in fase di costruzione, e probabilmente affiancato da due cantorie ottagonali, anch'esse in legno, ove trovavano luogo i cantori, si trovava l'altare maggiore, sormontato dal Dossale di San Zanobi, dipinto realizzato per Santa Reparata negli anni 1240 dal Maestro del Bigallo, successivamente sostituito da una nuova pala di soggetto ignoto, venduta nel 1441. All'interno del presbiterio provvisorio, che aveva pianta rettangolare, trovavano luogo anche gli stalli del coro e la custodia eucaristica (in posizione laterale); l'area era delimitata da una transenna lignea con grata realizzata nel 1383, che nel 1397 venne arricchita con novantanove roselline in metallo argentato.

### Il coro di Filippo Brunelleschi

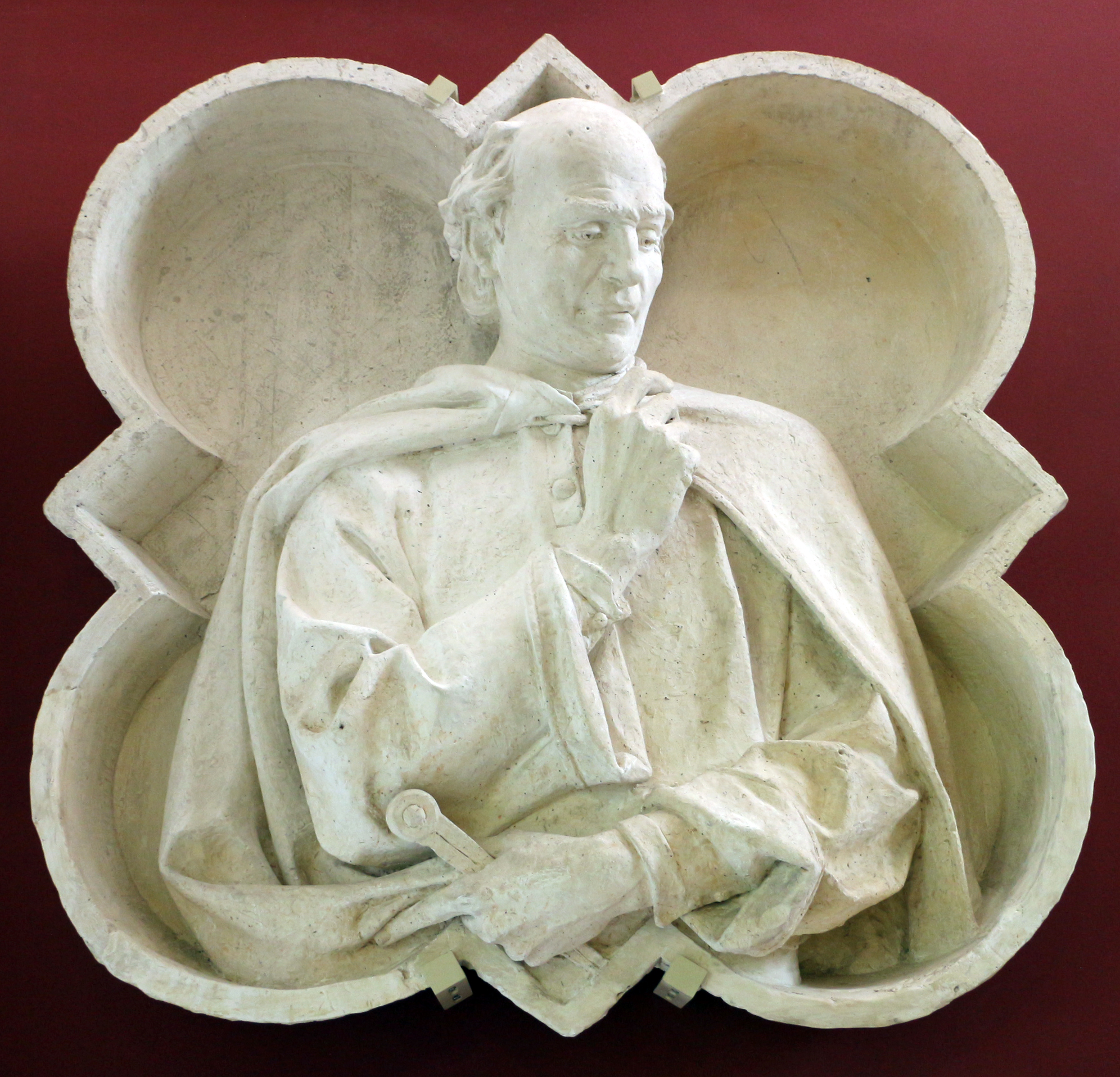
Filippo Brunelleschi in un gesso preparatorio di Giovanni Giovannetti (1883) per la facciata di Santa Maria del Fiore.

Dopo il completamento delle due calotte della cupola, avvenuto nel giugno 1434, Filippo Brunelleschi, Lorenzo Ghiberti e il falegname Agnolo d'Arezzo presentarono tre modelli per la realizzazione di un nuovo coro. Nel giugno 1435 vennero eletti sei cittadini affinché esaminassero i tre progetti e stabilissero il luogo in cui sarebbe dovuto sorgere il coro. Essi nel novembre successivo, in un rapporto agli operai, rifiutarono il modello di Ghiberti in quanto prevedeva l'altare maggiore al centro dell'ottagono, ove invece avrebbe dovuto trovar luogo il badalone; vennero invece approvati gli altri due e fu stabilito che iniziasse la costruzione del presbiterio secondo questi (probabilmente in quanto presentavano un impianto simile). Vennero tuttavia richieste delle modifiche: a Brunelleschi di abbassare il parapetto, ridurre il numero di gradini e portare i due ordini di stalli a tre, con la conseguente necessità di aumentare il diametro dell'ottagono; ad Agnolo d'Arezzo di arretrare l'altare maggiore e renderlo mobile insieme ai suoi gradini, non essendo ancora la commissione giunta ad una decisione sul luogo in cui esso avrebbe dovuto essere collocato in pianta stabile. Nel marzo 1436, in vista della consacrazione della cattedrale (avvenuta il 25 dello stesso mese e presieduta da papa Eugenio IV), venne demolito il coro del 1380 e probabilmente ne venne realizzato uno provvisorio con recinto al di sotto della cupola in attesa che fosse costruito quello definitivo in marmo. L'anno successivo gli operai commissionarono un grande modello a grandezza naturale dell'altare maggiore, che venne utilizzato durante le liturgie, mentre risale al 1437-1439 la costruzione del recinto ligneo su progetto di Filippo Brunelleschi che avvenne ampliando l'area in vista della sessione finale del Concilio di Basilea, Ferrara e Firenze (1431-1439), per accogliere la corte pontificia e le tribune provvisorie per i cantori, nonché il pulpito (installato al centro dell'ottagono) dal quale venne proclamata l'unione tra la Chiesa cattolica e la Chiesa ortodossa.

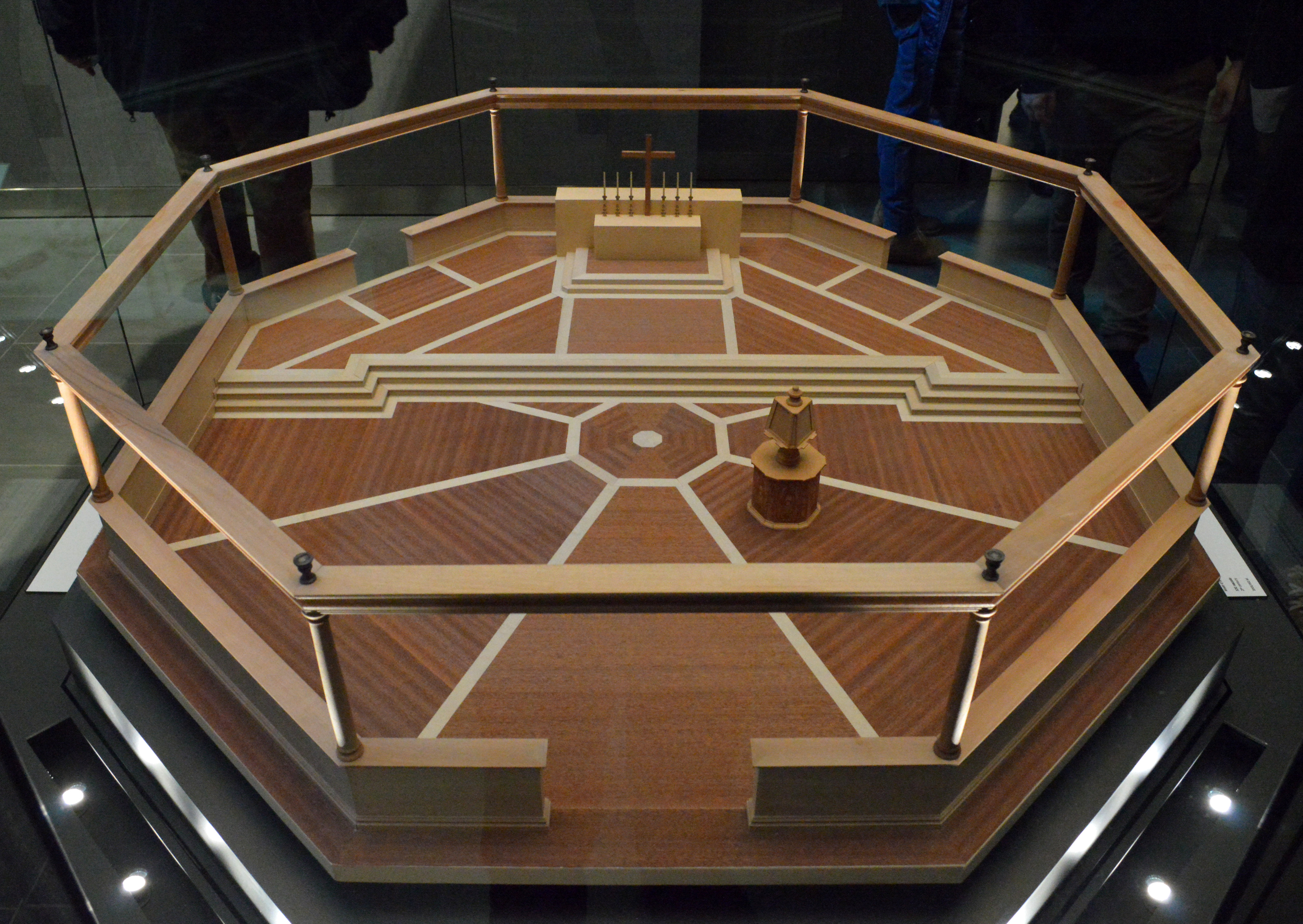
Modello ligneo di Franco Gizdulich (2009) del coro di Filippo Brunelleschi, esposto presso il Museo dell'Opera del Duomo.

Il coro del Brunelleschi era interamente realizzato in assi di abete lasciate grezze, ed aveva forma ottagonale. Era delimitato da una transenna decorata con modanature e da un architrave continuo sormontato da candelieri o statue di angeli che, sorretto da colonne, formava una sorta di pergula centrica analoga alle soluzioni adottate per i presbiteri delle basiliche fiorentine della Santissima Annunziata e di San Miniato al Monte; tale tipologia di recinzione derivava dalla tradizione paleocristiana (con un probabile riferimento al presbiterio dell'antica basilica di San Pietro in Vaticano dal momento che papa Eugenio IV da più di un anno risiedeva a Firenze) e riprendeva quella (analoga e anch'essa a pianta ottagonale) che racchiudeva in origine il fonte battesimale del battistero di San Giovanni. Nei pressi del centro dell'ottagono, ai piedi dei gradini dell'altare, era posizionato il badalone, mentre l'altare maggiore era sopraelevato e posto a ridosso del lato orientale, come raffigurato nella Medaglia della congiura dei Pazzi di Bertoldo di Giovanni (1478); nel 1456 all'interno dell'altare, in un tabernacolo appositamente realizzato e finanziato anche dall'allora arcivescovo Antonino Pierozzi, venne posizionata una croce-reliquiario acquistata nel luglio 1454 su disposizione dei consoli dell'Arte della Lana, proveniente da Costantinopoli e contenente numerose reliquie, tra cui frammenti degli strumenti della Passione di Gesù e della Vera Croce, che ivi rimase fino al 1476, quando fu trasferita nella cappella della Croce.

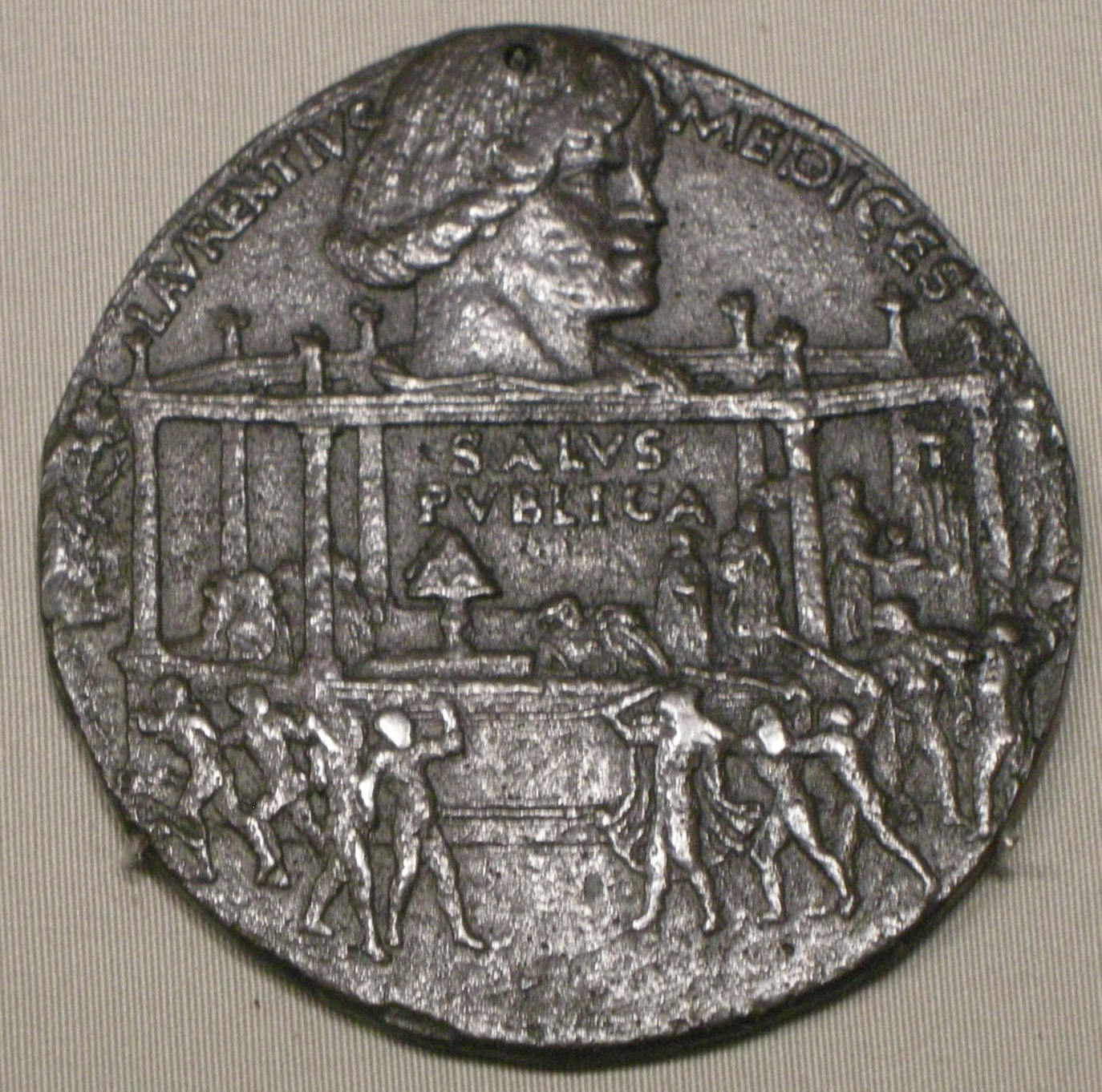
La Medaglia della congiura dei Pazzi di Bertoldo di Giovanni (1478) con raffigurato in scala il coro di Filippo Brunelleschi ripreso da sud: si notino la recinzione del 1439, il badalone al centro e l'altare maggiore del 1437 all'estrema destra.

Nel 1439 o nel 1440 l'Arte della Lana (dal 1331 delegato permanente del comune di Firenze presso l'Opera di Santa Maria del Fiore per l'amministrazione dei sussidi comunali, e all'interno della quale venivano scelti operai e camerlengo) approvò un modello presentato da Filippo Brunelleschi che ricalcava il coro già esistente e stabilì che venisse realizzato in maniera permanente e a tal scopo vennero acquistati nel corso degli anni dei materiali appositi; tuttavia la costruzione di quest'ultimo venne ostacolata dalla mancanza di fondi dovuta al completamento della cattedrale, in primis alla costruzione della lanterna della cupola. Già nel 1447 Piero di Cosimo de' Medici si fece promotore della costruzione di un nuovo coro, cui seguì nel 1454 un progetto elaborato da Antonio Manetti Ciaccheri, capomastro della cattedrale, mai edificato; nel 1471 suo figlio Lorenzo commissionò ad Andrea del Verrocchio, Giuliano da Maiano, al Francione e al Monciatto la realizzazione di numerose sculture in marmo e bronzo per adornare una nuova struttura permanente, mai realizzate. Il coro del Brunelleschi (che venne successivamente dipinto di verde per mascherarne la vera materia di cui era fatto) nel corso degli anni venne arricchito con numerosi arredi: con un baldacchino al di sopra dell'altare (1454), un piedistallo in marmo per il crocifisso coordinato ai candelabri (1463), una nuova e più degna cattedra vescovile (1471), un drappo con stelle dipinte appeso all'architrave dietro agli scranni dei canonici (1491). Nel 1494 i reggenti della repubblica di Firenze ipotizzarono la demolizione della struttura brunelleschiana, fatiscente, e l'apertura in suo luogo di una confessione per accogliere le spoglie mortali di san Zanobi; in quello stesso anno i gradini dell'altare vennero rifatti in pietra, mentre tra il 1485 e il 1504 furono studiate diverse soluzioni per porre un tabernacolo sull'altare maggiore (con la partecipazione anche di Andrea Sansovino che ne propose uno marmoreo riccamente decorato), delle quali però nessuna venne approvata in quanto la presenza di quest'ultimo avrebbe complicato le quotidiane ufficiature corali con i vari atti di venerazione nei confronti del Santissimo Sacramento. Nel luglio 1509 Giovanni di Benedetto da Maiano vendette alla cattedrale un crocifisso ligneo scolpito da suo padre (morto nel 1497) che venne posto in asse con l'altare, al di sopra dell'architrave, che Lorenzo di Credi dipinse in policromia nel 1510 in occasione della sostituzione del tratto di architrave soprastante l'altare con un arco, alla sommità del quale venne posto il crocifisso. Probabilmente, per le sue grandi dimensioni che lo rendevano inadatto alle altre chiese fiorentine, si trattava di una commissione fatta appositamente dall'Opera di Santa Maria del Fiore all'artista, rimasta incompiuta alla sua morte e completata, dopo l'acquisto, con la policromia e la corona di spine.

### Il coro di Nanni Unghero e Domenico di Francesco Baccelli

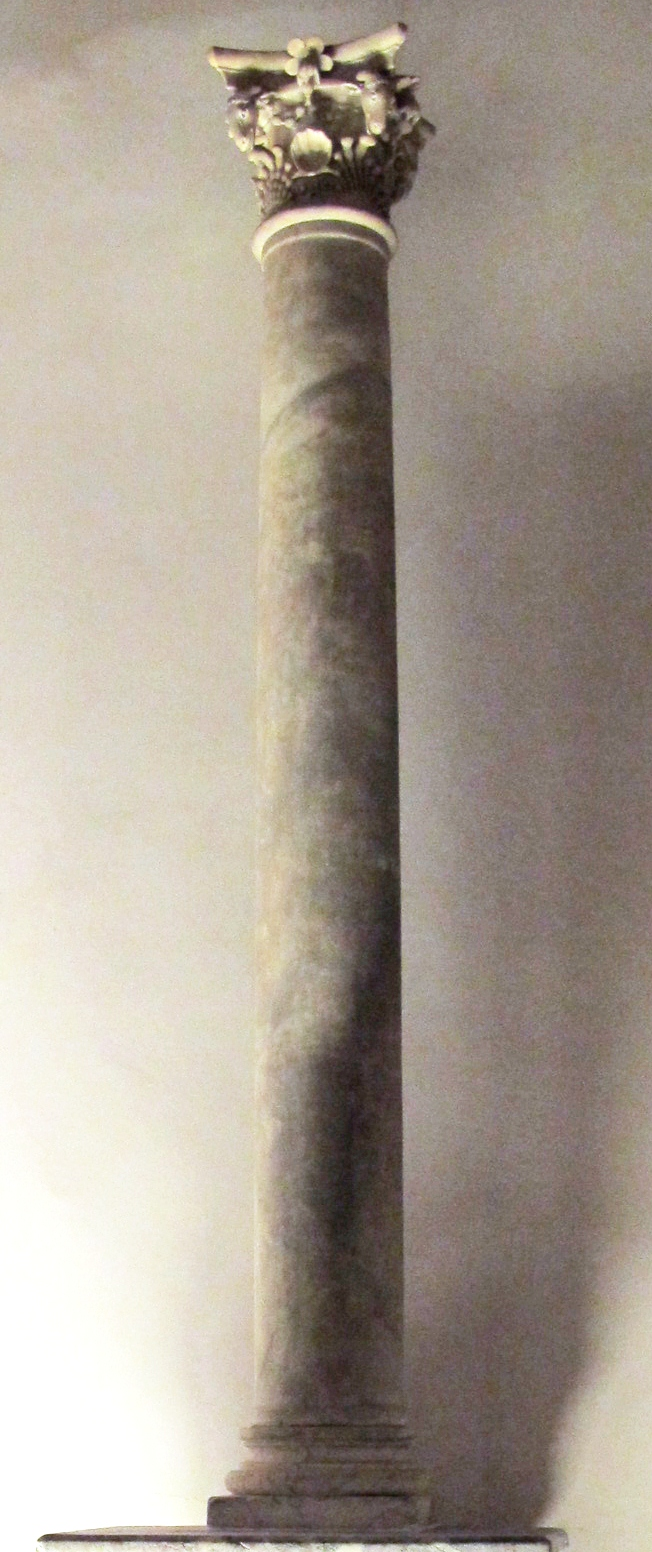
Una delle colonne marmoree provenienti dal coro del 1520, col capitello decorato con rilievi a forma di conchiglia.

Nel 1519, essendo il coro brunelleschiano in cattive condizioni, l'Arte della Lana su spinta di papa Leone X (figlio di Lorenzo il Magnifico, eletto al soglio pontificio nel 1513) ordinò che fosse demolito e ne venisse realizzato uno nuovo; l'opera venne commissionata a Nanni Unghero e a Baccio d'Agnolo, capomastro della cattedrale di Santa Maria del Fiore, che cedette l'incarico a Domenico di Francesco Baccelli.
Il nuovo coro, terminato nell'ottobre 1520, era in legno di pioppo bianco dipinto a finto marmo e presentava caratteristiche analoghe a quello quattrocentesco: a pianta ottagonale, era delimitato da un parapetto sul quale correva un architrave sorretto da colonne ioniche (quattro per lato) che si interrompeva solo in corrispondenza dell'ingresso e dell'altare, dove formava un arco a tutto sesto e sul quale trovavano luogo dieci candelabri lignei dipinti per lato; ciascuna delle due arcate era probabilmente sorretta da due coppie di colonne lisce in marmo (alte 1,69 m e già esposte presso il Museo dell'Opera del Duomo), con capitelli compositi decorati a coppie rispettivamente con sculture raffiguranti delfini, teste di ariete e conchiglie, foglie di acanto e palmette. Il presbiterio era sopraelevato di tre gradini rispetto al resto del coro (che invece era posto al livello della navata) e l'altare era a sua volta preceduto da altri tre gradini; su di esso vi erano sei candelieri e un crocifisso in ottone, alle spalle dei quali c'era un drappo che recava dipinto l'IHS. Venne realizzato anche un nuovo badalone in legno di noce, decorato in parte ad intarsio, in parte ad intaglio, e sormontato da una scultura dell'Agnus Dei.

### Il coro di Baccio Bandinelli e Giuliano di Baccio d'Agnolo
(Baccio Bandinelli, lettera a Cosimo I de' Medici del 7 dicembre 1547.)

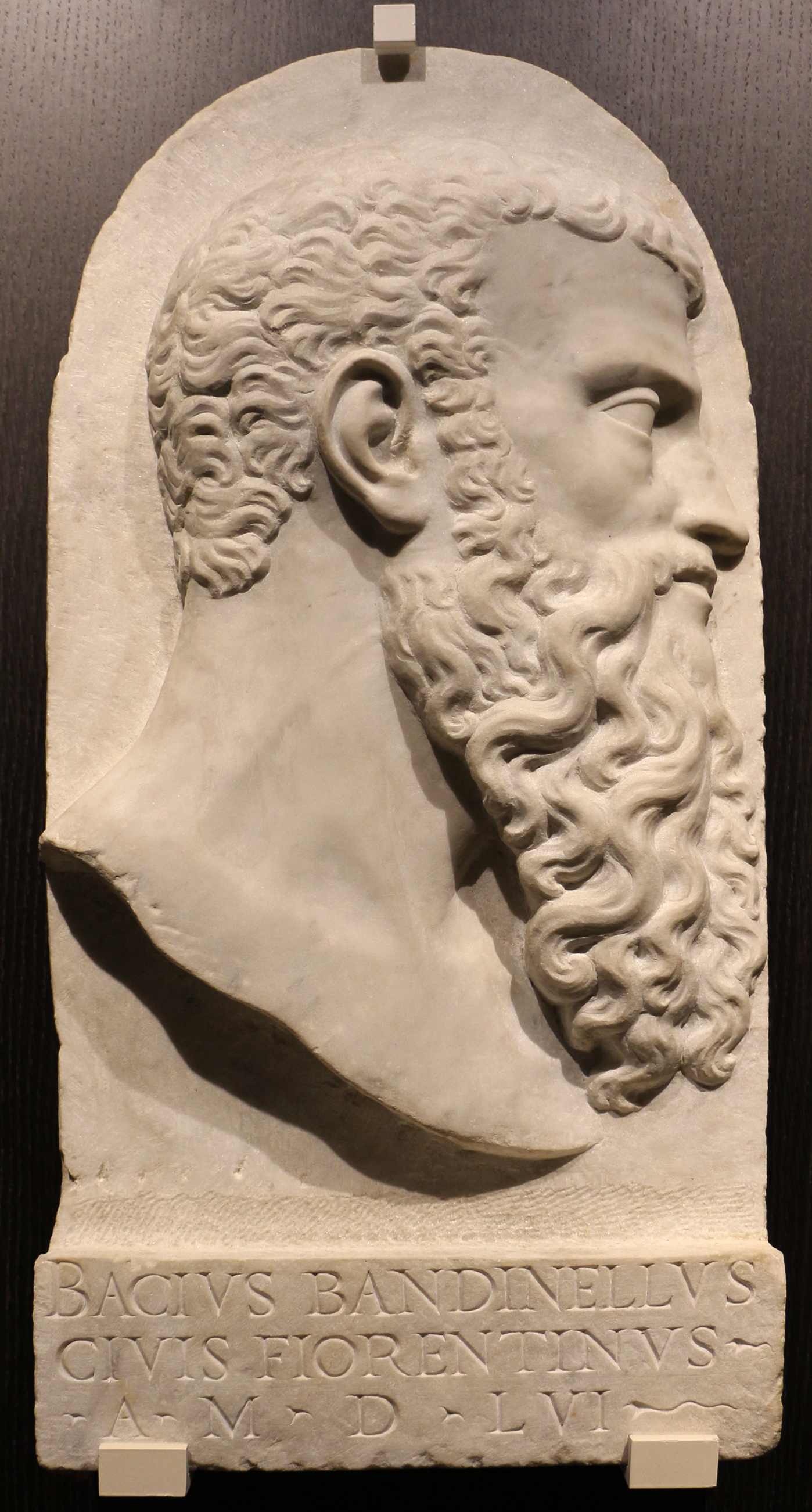
Autoritratto di Baccio Bandinelli (1556) proveniente dal coro di Santa Maria del Fiore e ora presso il Museo dell'Opera del Duomo di Firenze; la scultura era originariamente posizionata al di sotto della statua di Dio Padre benedicente, alle spalle dell'altare maggiore, e venne rimossa nel 1842.

Nel 1537 Cosimo I de' Medici divenne duca di Firenze e volle a corte lo scultore Baccio Bandinelli, fiorentino ma in quegli anni molto attivo a Roma; Bandinelli insistette presso il sovrano affinché gli venisse commissionata la costruzione di un nuovo e più degno coro per la cattedrale; Cosimo però glielo vietò espressamente in una lettera del dicembre 1546, obbligando lo scultore a portare a termine prima il monumento funebre di Giovanni delle Bande Nere (iniziato nel 1540) e la decorazione del Salone dei Cinquecento di Palazzo Vecchio (iniziata nel 1542 ma portata a termine dopo il 1554 da Giorgio Vasari). L'artista, che nel 1540 era stato posto da Cosimo nell'ambito dell'Opera di Santa Maria del Fiore al di sopra degli operai (che di fatto furono esautorati della loro autorità), invece, nel 1547 fece acquistare all'Opera di Santa Maria del Fiore grandi quantità di marmi e ottenne ufficialmente la commissione con approvazione da parte del duca. Il progetto, presentato in un modellino, venne redatto dal Bandinelli insieme a Giuliano di Baccio d'Agnolo (capomastro della cattedrale dal 1543; i due artisti avevano già collaborato in Palazzo Vecchio nella realizzazione della tribuna dell'Udienza tra il 1542 e il 1543). Fu probabilmente Baccio Bandinelli, fra i due, a rivestire un ruolo progettuale più decisivo, avvalendosi di Giuliano di Baccio d'Agnolo per la progettazione architettonica e la realizzazione di modelli lignei e di eventuali riproduzioni posticce del risultato finale in attesa della realizzazione del coro.
I lavori di costruzione, demolito il coro ligneo, iniziarono nell'ottobre dello stesso anno a partire dall'area dell'altare e proseguirono ben oltre la morte dello scultore, avvenuta nel 1560; del resto, egli stesso si rivelò presto insoddisfatto del risultato e preferì dedicarsi ad altre opere, tanto che nel 1559 Cosimo I gli tolse la commissione e affidò la direzione dei lavori a Bartolomeo Ammannati e Francesco da Sangallo (che a sua volta aveva presentato un suo disegno innovativo per l'altare maggiore, non realizzato, con un gruppo scultoreo ispirato alla Trinità di Masaccio), capomastri del duomo, che li portarono a compimento il 14 giugno 1572 rimanendo fedeli al progetto del 1547 (la loro grande innovazione fu l'introduzione della breccia medicea, preferita nel 1566, in seguito alla scoperta di una cava nei pressi di Seravezza); tuttavia l'altare maggiore non fu consacrato che l'8 ottobre 1604 (o 1614) dall'arcivescovo di Firenze Alessandro Marzi Medici poiché la mensa era stata danneggiata dalla caduta di pezzi di marmo dalla soprastante cupola in seguito ad un fulmine che l'aveva colpita nella notte tra il 26 e il 27 gennaio 1601.

#### Architettura

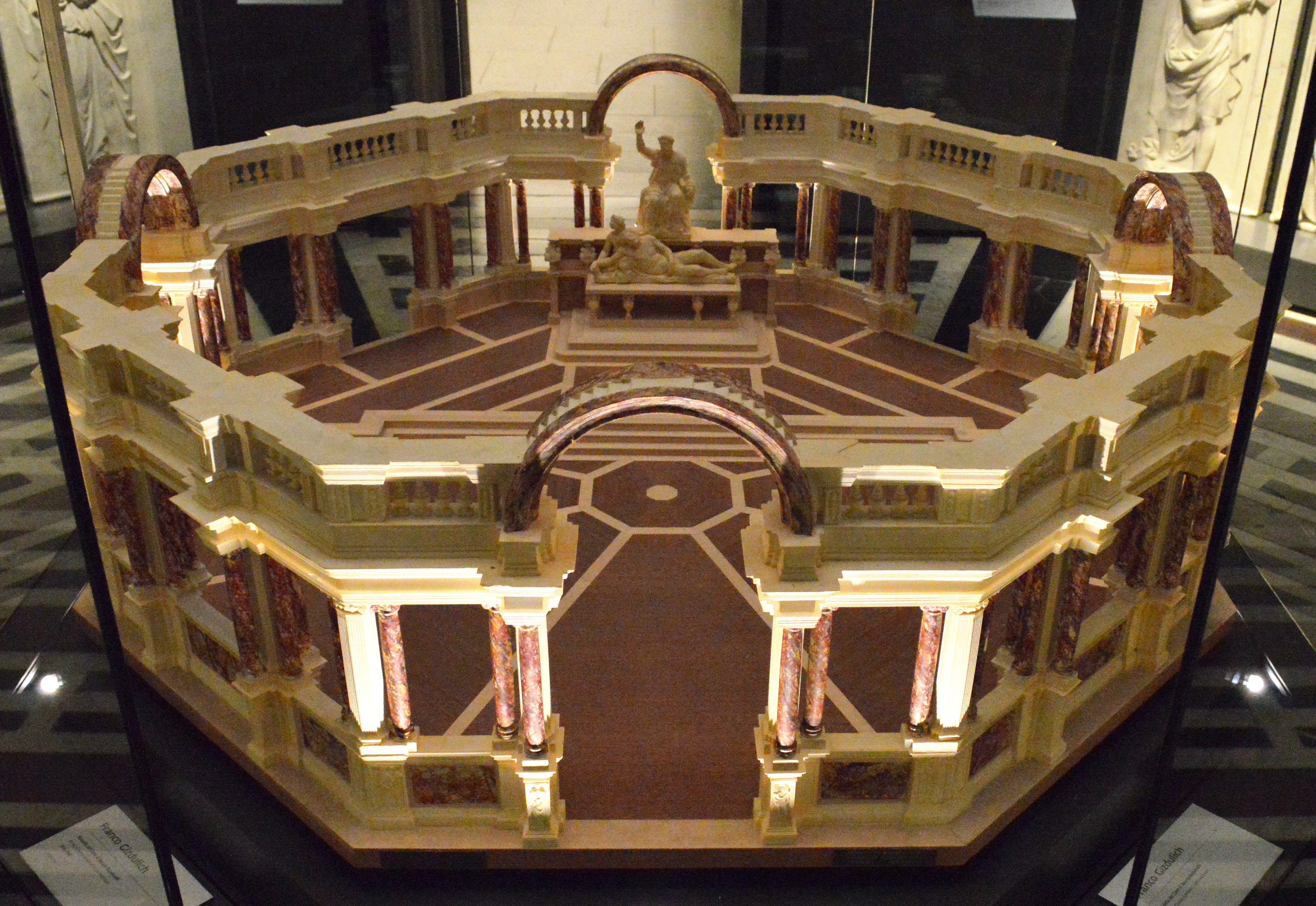
Modello ligneo di Franco Gizdulich (1997) del coro di Baccio Bandinelli e Giuliano di Baccio d'Agnolo, esposto presso il Museo dell'Opera del Duomo.

Il coro di Baccio Bandinelli e Giuliano di Baccio d'Agnolo riprendeva lo schema di quello di Filippo Brunelleschi arricchendolo con elementi architettonici e sculture di derivazione classica. Ciascuno degli otto lati venne tripartito in sezioni verticali da pilastri scanalati ionici (cuneiformi gli angolari, cruciformi i mediani) posti tra colonne lisce (due in corrispondenza dei pilastri angolari, quattro in corrispondenza dei pilastri mediani) appartenenti allo stesso ordine architettonico e realizzate nel 1569 in breccia medicea (in luogo del marmo di Carrara di quelle originarie, scanaltate e rudentate, rimosse e collocate nel monastero della Santissima Concezione in via della Scala), con capitelli a doppia voluta caratterizzati da una ricca decorazione con elementi vegetali; probabilmente, l'idea originaria prevedeva che le colonne e i pilastri dovessero appartenere all'ordine corinzio, in analogia con la decorazione a foglie di acanto delle mensole della cimasa del lato est della recinzione; solo in un secondo momento si sarebbe optato per l'utilizzo dell'ordine ionico. Sul colonnato poggiava l'architrave con fregio liscio e cornicione, sormontato da un attico balaustrato e interrotto in corrispondenza dei campi centrali dei quattro lati maggiori dove vi era un arco a tutto sesto, a imitazione del coro del 1520; tali arcate avevano l'intradosso decorato con lacunari quadrangolari ciascuno con al centro un fiore a rilievo, l'estradosso sagomato a gradini per il posizionamento e il raggiungimento da parte degli addetti delle lampade. Lungo tutta la balaustra di coronamento, trovava luogo «una grillanda di candellieri per quasi incoronare di lumi il coro».

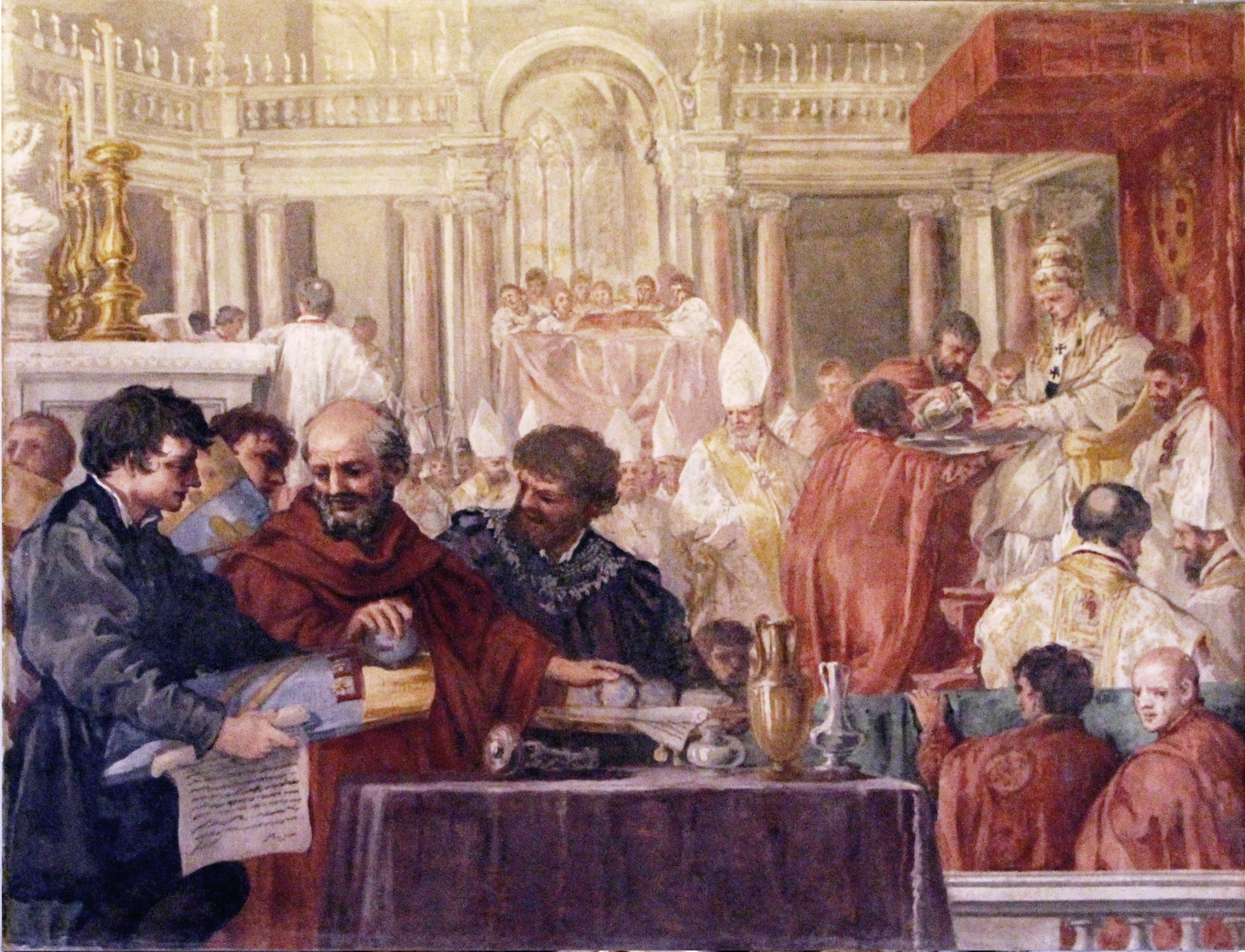
Pietro da Cortona, Investitura di Buonarroto Buonarroti a conte palatino da parte di papa Leone X (1637 circa). La scena è anacronisticamente ambientata nel coro bandinelliano: sono visibili all'estrema sinistra l'altare maggiore e, al centro, il pulpito-cantoria che si trovava al di sotto dell'arcata meridionale del colonnato.

I materiali utilizzati per il colonnato furono il marmo di Carrara e la breccia medicea: il primo venne impiegato integralmente per i ventiquattro pilastri (otto a cuneo e sedici cruciformi) e la balaustra, insieme alla seconda per l'architrave, e la breccia da sola per le settantadue colonne e i quattro archi. Secondo il disegno originario, la bicromia doveva essere resa tramite l'accostamento di marmo bianco e marmo nero, quest'ultimo utilizzato per i fusti delle colonne dei pilastri e per il fregio liscio. L'elaborata architettura raggiungeva, dal pavimento, un'altezza di 10 braccia e 2/3 (6,22 m) alla sommità della balaustra, e di 12 braccia (7 m) in corrispondenza dell'apice dei quattro archi. L'altare maggiore venne dapprima realizzato in legno a grandezza naturale tra il 1552 e il 1558, e solo successivamente in marmo. Ai lati dell'ingresso principale, rivolti ad ovest verso la navata centrale, avrebbero dovuto trovar luogo due pulpiti, mai realizzati, in luogo dei quali ne vennero installati due provvisori al di sotto degli archi meridionale e settentrionale, utilizzati come cantorie; secondo un'altra ipotesi, alla cattedrale di Santa Maria del Fiore sarebbero stati destinati dopo il 1564 (forse con funzione di cantorie) i due pulpiti della basilica di San Lorenzo (detti della Passione e della Resurrezione per le scene raffigurate e realizzati da Donatello dopo il 1460), i capitelli delle cui colonne di sostegno presentano forti analogie con quelle del colonnato bandinelliano e che, per dimensioni, sarebbero potuti essere alloggiati al di sotto delle arcate dei lati sud e nord. Già nel 1518 Michelangelo Buonarroti aveva realizzato alcuni schizzi per uno o due amboni gemelli presumibilmente destinati alla cattedrale; di forma ottagonale o semiottagonale (ispirata a quella del duecentesco pergamo del battistero di Pisa di Nicola Pisano), ne è stata ipotizzata la collocazione a ridosso delle pareti a lato delle porte di accesso delle sacrestie, e quindi al di fuori del coro.

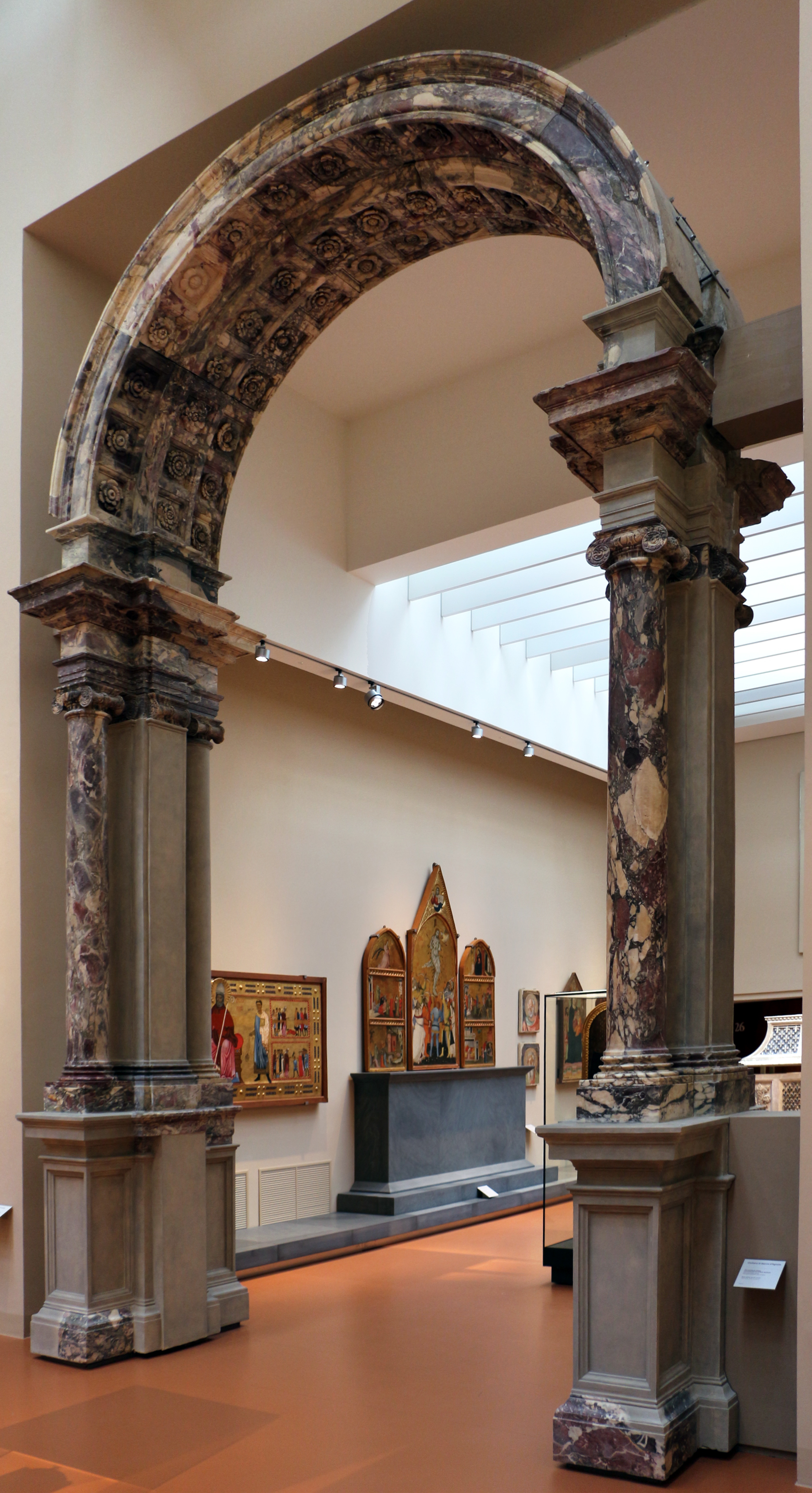
L'arco orientale, con i vari elementi in breccia medicea, rimontato nel Museo dell'Opera del Duomo.

Il nuovo coro, con la sua elaborata e fastosa architettura, non doveva essere più soltanto il cuore liturgico della cattedrale, ma anche degna cornice alla presenza del sovrano durante le celebrazioni che si svolgevano al suo interno, religiose e non (come la proclamazione di Cosimo I de' Medici a granduca nel 1569 o la consegna del Toson d'Oro nel 1546 a Cosimo I e nel 1585 a Francesco I). Anche per questo in Santa Maria del Fiore venne effettuata l'operazione inversa a quella operata da Giorgio Vasari per volere di Cosimo I nelle basiliche fiorentine di Santa Maria Novella (1565), Santa Croce (1567) e Santa Maria del Carmine (1568), dove demolì i rispettivi pontili-tramezzi a norma del Concilio di Trento. Inoltre, con la sua monumentalità, il coro voleva celebrare la tradizione cattolica, difesa e ribadita dal Concilio Tridentino i cui lavori ebbero luogo a più riprese tra il 1545 (due anni prima che iniziasse la costruzione del coro) al 1563. È probabile che, attraverso la costruzione del maestoso nuovo coro in linea con la teologia dell'epoca e la «spiritualità moderna che si andava formando al Concilio», Cosimo I (pur non essendovi alcun esplicito riferimento alla sua persona, nonostante inizialmente Baccio Bandinelli lo avrebbe voluto raffigurare con atteggiamento orante in una statua a tutto tondo da affiancarsi al Cristo morto) abbia voluto presentare sé stesso come defensor fidei, traendo onore dal suo ruolo di protettore dell'ortodossia cattolica piuttosto che da quello di principe o mecenate.
Il coro di Baccio Bandinelli e Giuliano di Baccio d'Agnolo fu verosimilmente preso a modello da Guglielmo della Porta (che probabilmente non lo vide mai di persona, ma lo conobbe attraverso la minuziosa descrizione fornita dal Vasari nella sua opera) per una proposta di progetto per l'altare maggiore della basilica di San Pietro in Vaticano, che, come nel duomo di Firenze, avrebbe trovato luogo al di sotto della cupola, all'interno di un'area recintata ottagonale decorata con numerose statue a tutto tondo, nella quale vi sarebbero stati anche gli stalli lignei del coro dei canonici.

#### Sculture

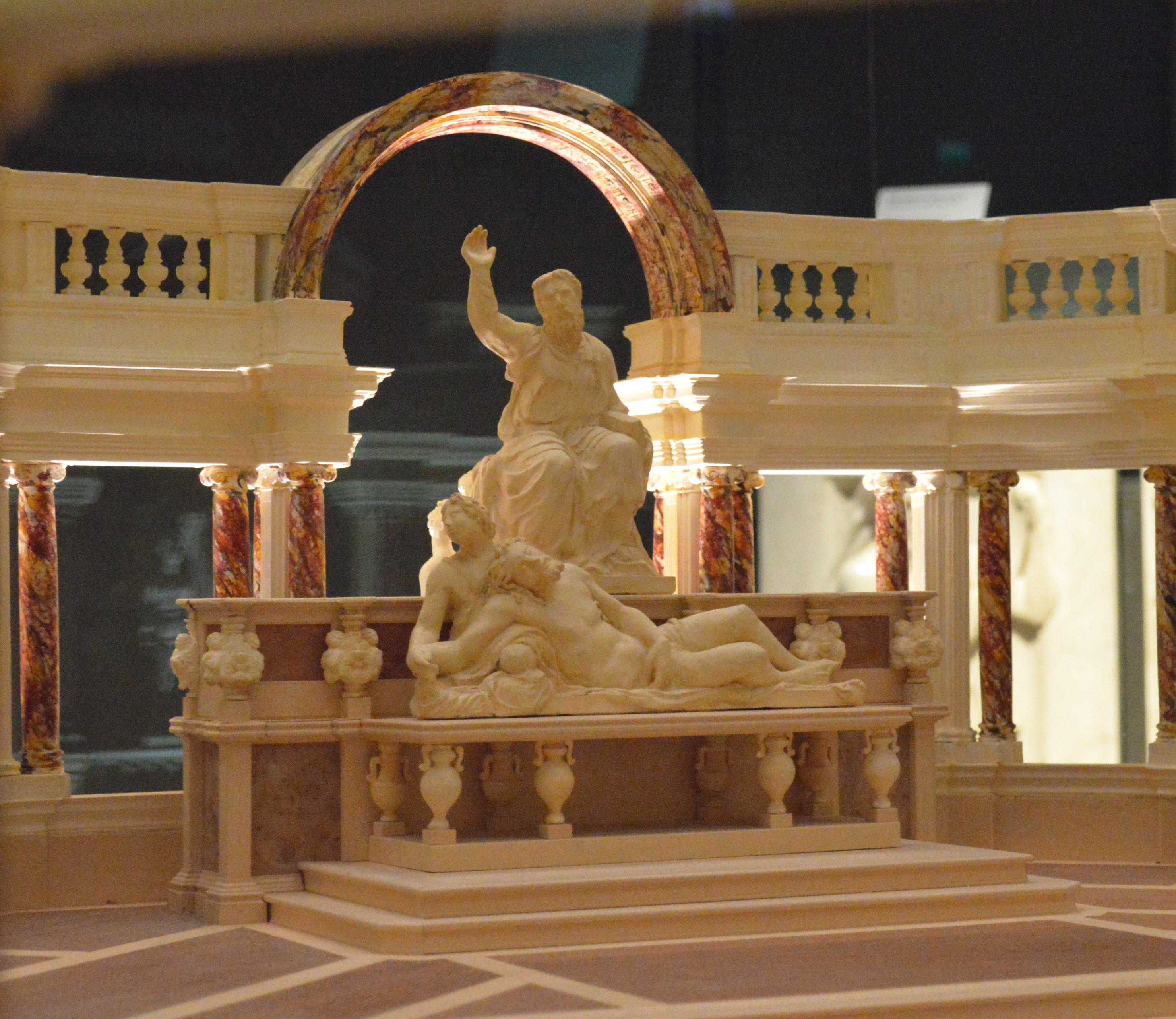
L'altare maggiore (dal modello di Franco Gizdulich) con le statue del Cristo morto e di Dio Padre.

L'intero apparato scultoreo del coro, secondo l'idea originaria del Bandinelli, doveva trattare temi che erano stati al centro delle prime sessioni del Concilio di Trento, quali il battesimo e l'eucaristia, e la figura di Adamo: lungo la transenna dovevano alternarsi un ciclo di bassorilievi in bronzo con Scene dell'Antico Testamento (commissionati inizialmente al Bandinelli, poi a Benvenuto Cellini nel 1556, ma di fatto mai realizzati e su proposta di quest'ultimo sostituiti, dopo la morte del Bandinelli, da specchiature in breccia medicea) e bassorilievi marmorei con Profeti, Apostoli e Santi posti alla base delle colonne e dei pilastri; inoltre, alle spalle dell'altare maggiore e rivolti verso l'esterno (in direzione della cappella di San Zanobi e quindi del tabernacolo), doveva esserci un gruppo scultoreo con Adamo ed Eva e l'albero del peccato, in marmo di Carrara; sull'altare, invece, dovevano essere collocati dei bassorilievi con Scene della Passione di Cristo (sul dossale, previsti in bronzo), un Cristo morto sorretto da un angelo sulla mensa (realizzato nel 1551-1552) e Dio Padre benedicente (1556), nonché degli angeli reggicandelabro realizzati solo in terracotta; la mensa era costituita da due livelli posti a due quote leggermente diverse, dei quali quello anteriore (posto più in basso) era utilizzato per la celebrazione della messa e poggiava su quattro coppie di balaustri a forma di anfora, mentre quello posteriore (posto più in alto) accoglieva la statua di Cristo morto e formava un unico parallelepipedo marmoreo che poggiava direttamente sui gradini. Sull'apice dell'arcata orientale, alle spalle dell'altare maggiore, venne collocato il Crocifisso di Benedetto da Maiano. La realizzazione di un primitivo gruppo di Adamo ed Eva iniziò nel 1547 contemporaneamente a quella della prima statua di Dio Padre che, giudicata insoddisfacente dall'artista e rifiutata dalla committenza, rimase non terminata e, dopo la morte del Bandinelli, trasformata in Giove e collocata nel parco della villa Medicea di Pratolino per volere di Francesco I de' Medici, e poi spostata nel Giardino di Boboli e modificata sotto Ferdinando III di Lorena; mentre il Dio Padre rifiutato traeva ispirazione dalle conoscenze archeologiche di Baccio Bandinelli e dal Mosè di Michelangelo (1513-1515), quello definitivo si rifaceva al San Giovanni Evangelista scolpito da Donatello nel 1408-1415 per la facciata della cattedrale.

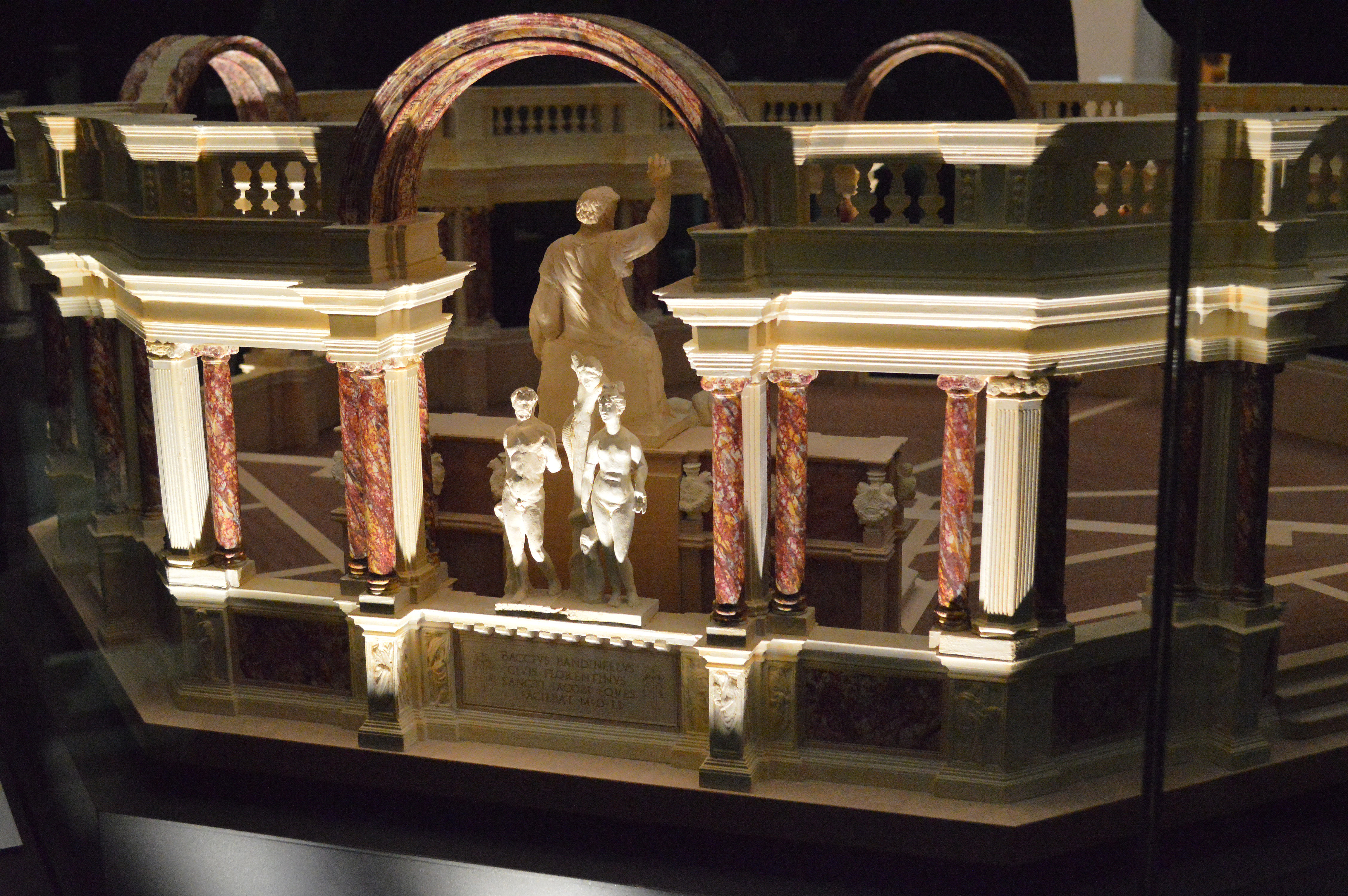
Il lato orientale del coro (dal modello di Franco Gizdulich), con al di sotto dell'arco il gruppo scultoreo dei progenitori.

La statua di Adamo, terminata nel 1548 e considerata troppo stretta di fianchi, venne trasformata in Bacco e portata nella camera del duca, mentre quella di Eva (caratterizzata da una postura seduta) in Cerere e donata insieme ad un Apollo precedentemente realizzato ad Eleonora di Toledo, consorte di Cosimo I; entrambe le statue furono poi collocate nelle nicchie esterne della grotta del Buontalenti a Boboli. Successivamente venne realizzato un nuovo gruppo scultoreo, scoperto ancora da rifinire nel marzo del 1549 e terminato nel 1551; la composizione della scena e la postura di Adamo ed Eva richiamavano l'analogo mosaico del Peccato originale della cupola del battistero (terzo ordine, spicchio nord-est), di artista di ambito cimabuesco e risalente al 1280-1285 circa. Per la realizzazione dell'Albero del peccato, Baccio Bandinelli utilizzò come modello un vero tronco ramificato di pioppo, custodito presso il Museo del Bargello e fortemente danneggiato dall'alluvione del 4 novembre 1966. Secondo il progetto originario, la scultura avrebbe dovuto essere realizzata in bronzo; in un secondo momento si optò per l'utilizzo del rame sia per i minori costi di fusione, sia per la capacità di questo materiale di mantenere più a lungo la doratura. Poco prima che venisse portata a termine, lo scultore la rifece ex novo in marmo, venendo così meno l'idea iniziale di bicromia ottenuta con l'accostamento di elementi in materiali eterogenei, probabilmente derivata dalle opere di Donatello. Bandinelli avrebbe voluto chiudere l'arco orientale del coro con una lastra in marmo nero posta alle spalle del gruppo scultoreo dei progenitori per nascondere il retro dell'altare maggiore con la scaletta di servizio per raggiungere il piano del dossale, e della statua di Dio Padre; tale elemento fu oggetto di un preventivo, ma non venne mai realizzato. La statua di Cristo morto doveva essere accompagnata da due sculture di Angeli, delle quali non venne mai realizzata quella recante gli strumenti della Passione. I bassorilievi con Scene della Passione e i due angeli reggicandelabro furono fatti in terracotta dorata e stucco da Vincenzo de' Rossi (secondo Giorgio Vasari) o Santi Buglioni (secondo i documenti di archivio) e rimasero in cattedrale fino al 1601, quando vennero danneggiati da un fulmine, e si trovano presso il Museo del Bargello.
Nel corso dei secoli successivi il coro cinquecentesco non subì modifiche sostanziali ad eccezione della rimozione del gruppo scultoreo di Adamo ed Eva e l'albero del peccato, voluta nel 1722 dal granduca Cosimo III de' Medici a causa della totale nudità delle figure, successivamente rimpiazzato dalla Pietà Bandini di Michelangelo Buonarroti (1547-1555 circa, acquistata dal granduca nel 1647). Le sculture del Bandinelli trovarono dapprima collocazione all'interno della nicchia della parete meridionale del salone dei Cinquecento di Palazzo Vecchio, e a partire dal 1868 nel Bargello.

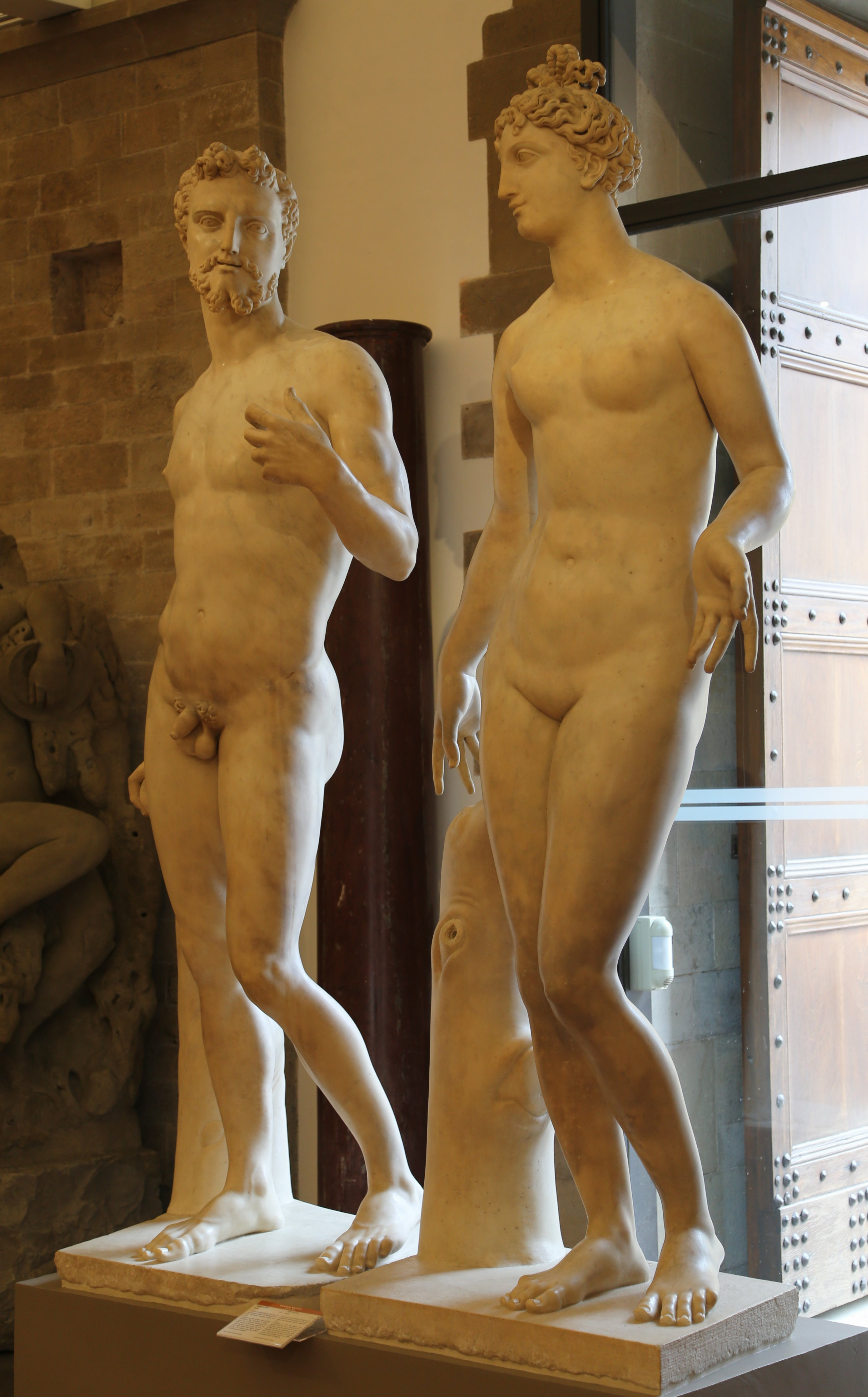
Adamo ed Eva, nel Museo del Bargello
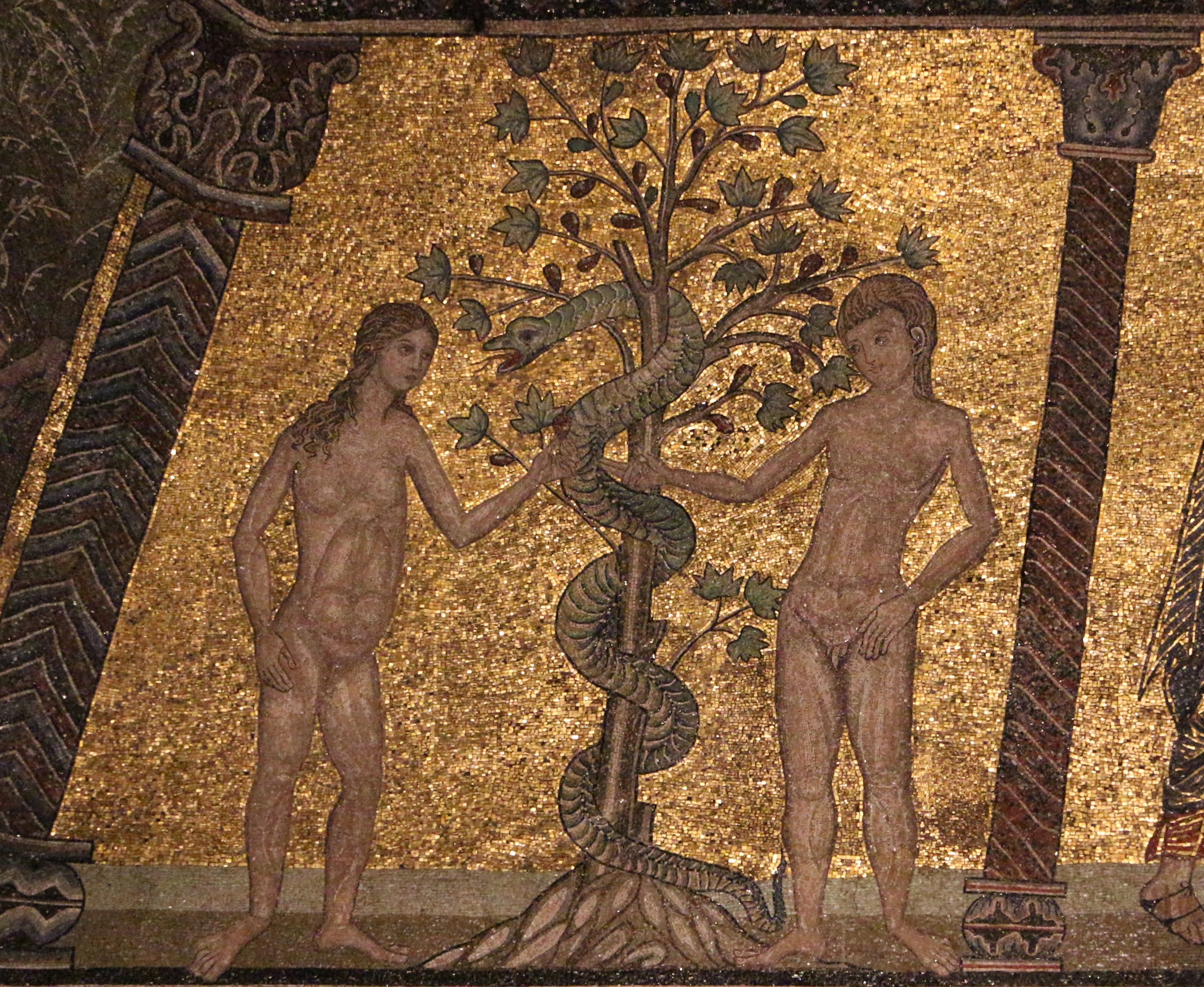
Peccato originale (mosaico della cupola del battistero)
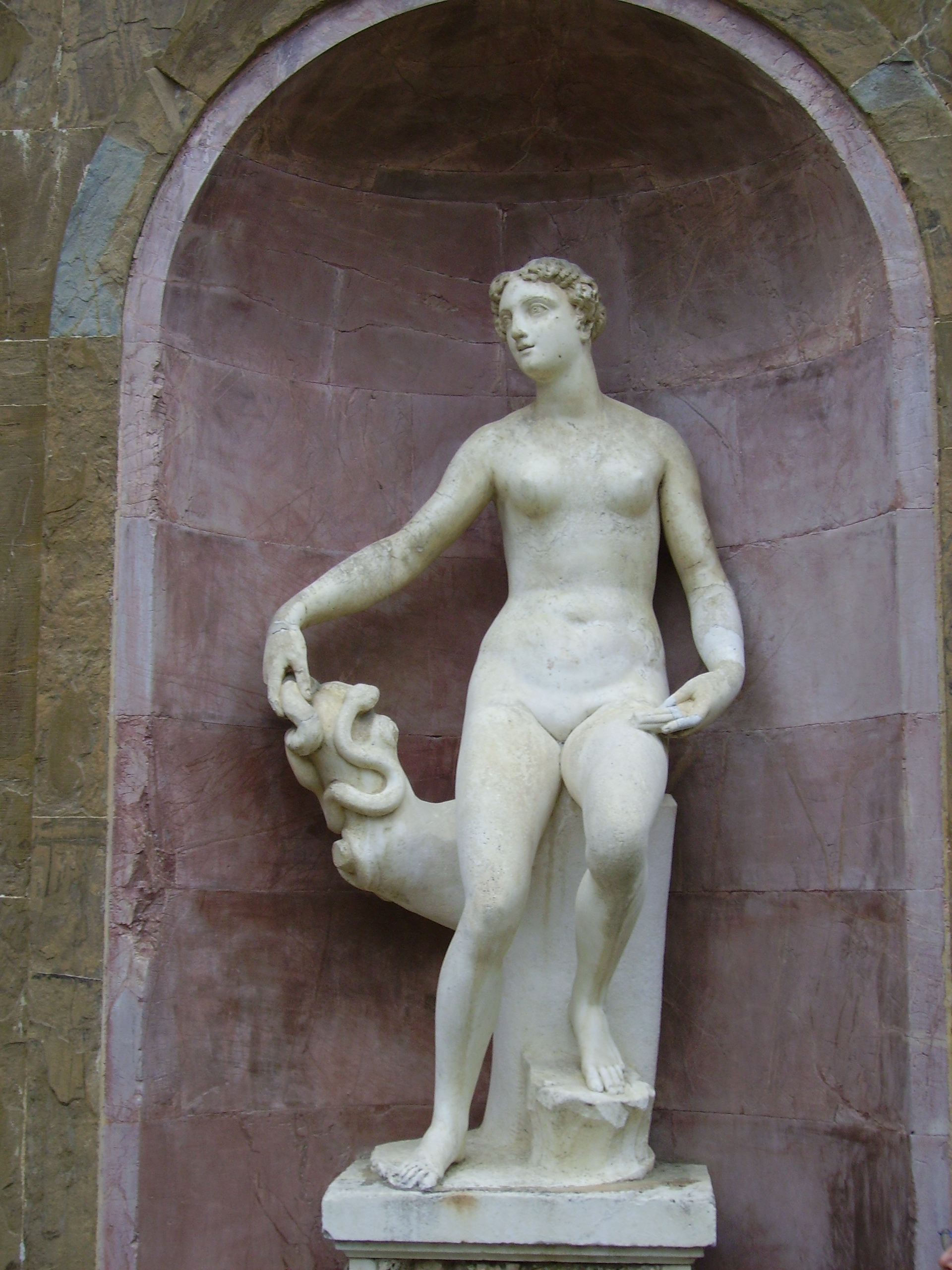
Cerere (già Eva), nel Giardino di Boboli
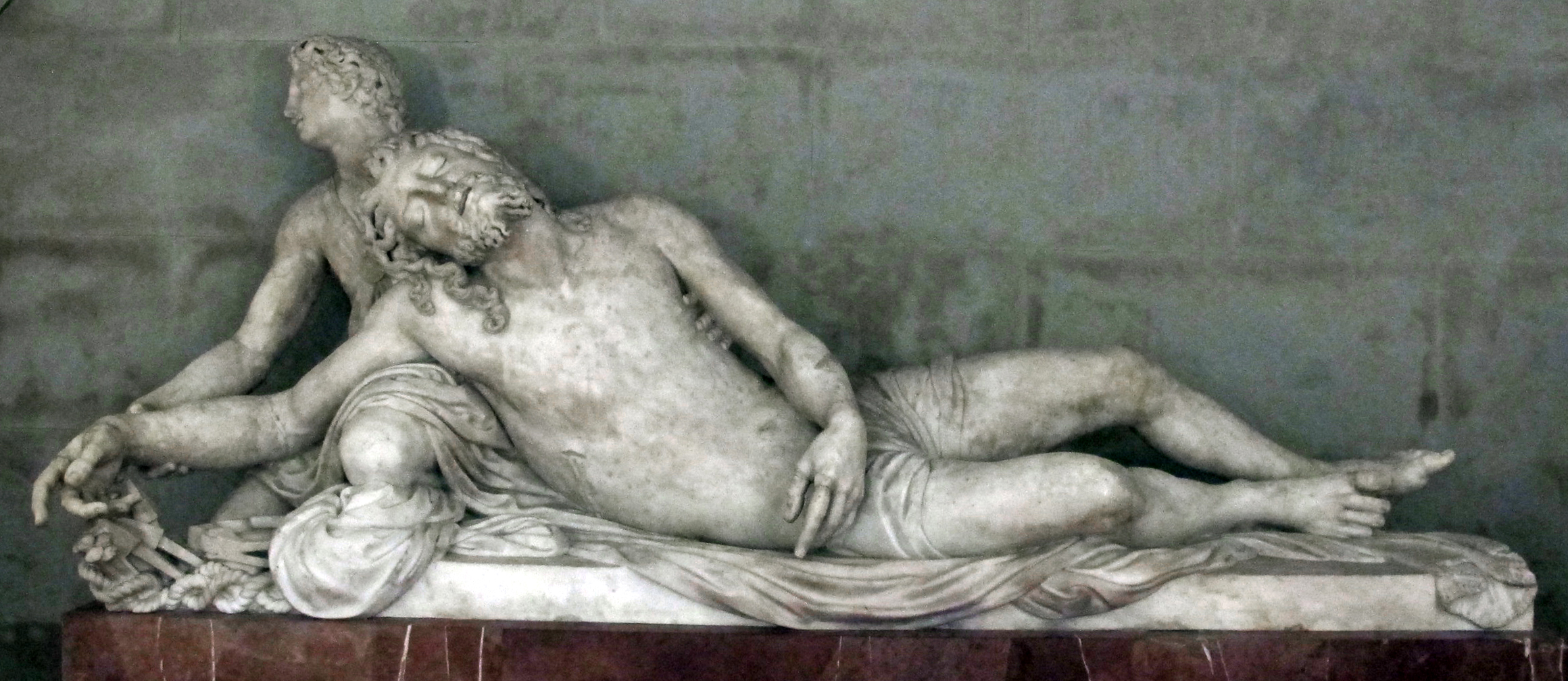
Cristo morto, nella cripta di Santa Croce
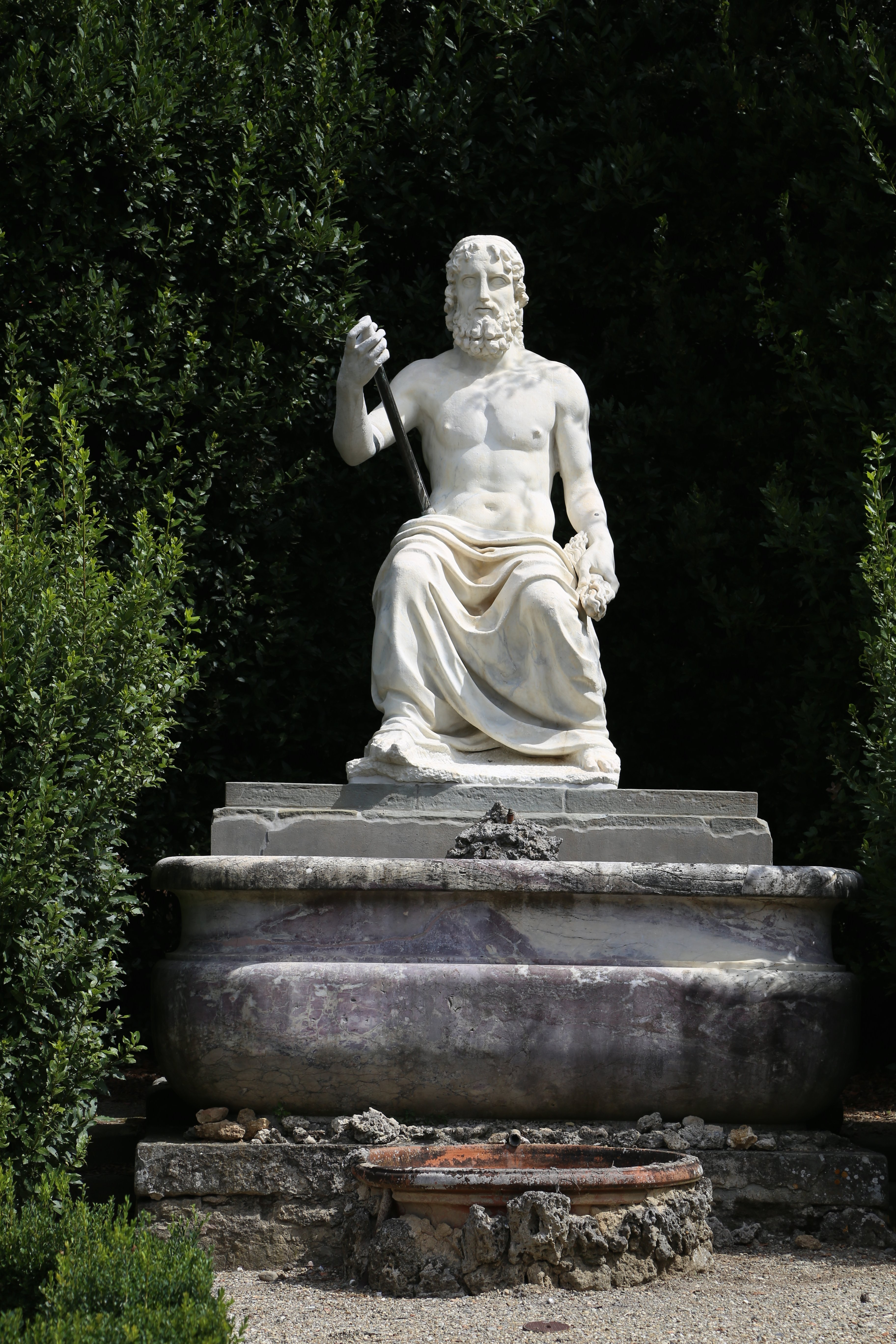
Giove (già Dio Padre), nel Giardino di Boboli
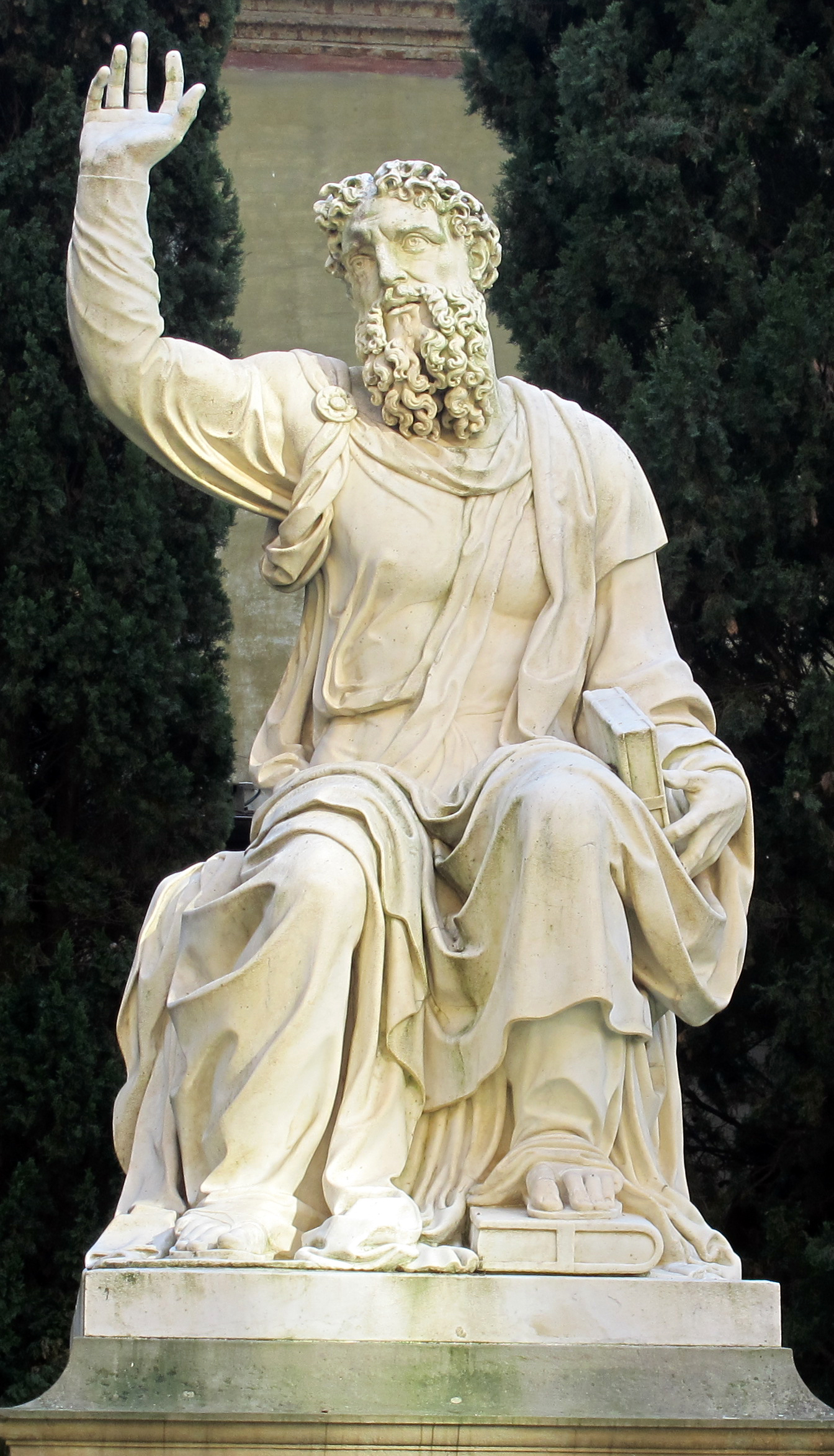
Dio Padre, nel chiostro grande di Santa Croce

#### Temi teologici

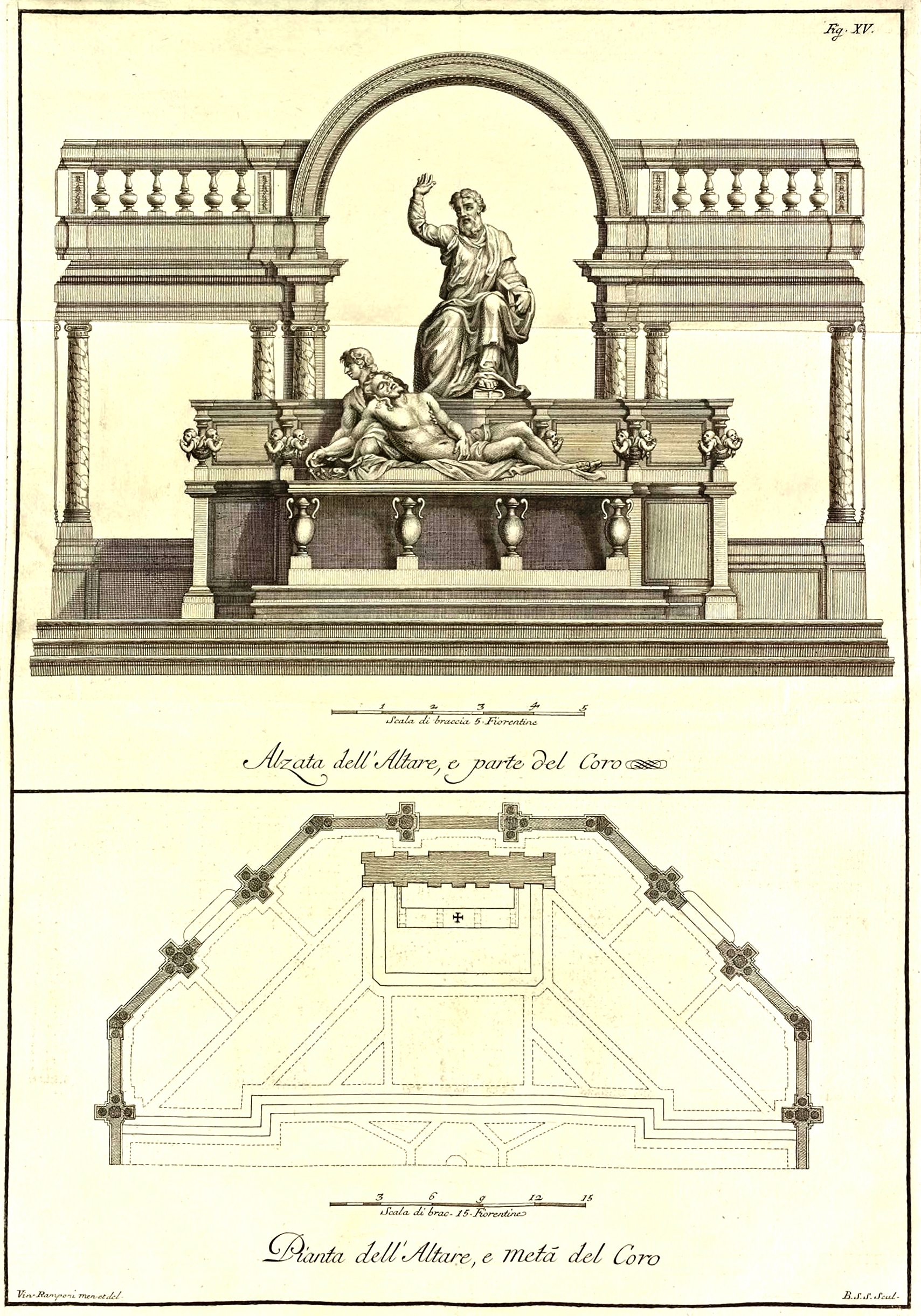
L'altare cinquecentesco con le statue del Cristo morto e di Dio Padre, e la pianta del presbiterio nel suo assetto originario in un'incisione di Bernardo Sansone Sgrilli.

Il coro, ideato in base a linee guida di tipo teologico, venne concepito come "teatro sacramentale" sotto il chiaro influsso dei decreti del Concilio di Trento che si svolgeva in quegli anni. Un analogo apparato iconografico venne adottato in quegli stessi anni dal Pontormo nella realizzazione del perduto ciclo di affreschi del coro di San Lorenzo a Firenze (1546-1559) che al momento della scopritura ricevette numerose e aspre critiche e che, a differenza dell'ortodossia cattolica cui si rifaceva l'opera del Bandinelli, si ispirava alla dottrina di Juan de Valdés, molto vicino al pensiero di Erasmo da Rotterdam. La forma stessa del coro di Santa Maria del Fiore ha un significato particolare: è ottagonale, con un forte richiamo al Battesimo, che toglie il peccato originale. Esso, insieme al battistero di San Giovanni costituisce un iter simbolico che ripropone il cammino di fede nella vita di ciascun cristiano, dal fonte battesimale all'altare dell'Eucaristia; lo stesso sacrificio di Cristo è il nuovo battesimo, mediante il quale viene cancellato il peccato.
Uno dei temi teologici trattati era quello dell'Eucaristia e della presenza reale di Cristo all'interno del pane e vino consacrati, messa in dubbio in area protestante (in particolare da Huldrych Zwingli) e affermata come dogma dal decreto dell'11 ottobre 1551 (XIII sessione). La statua di Cristo morto presentato al di fuori del contesto del Calvario, adagiato direttamente sulla mensa dell'altare (il luogo deputato al compiersi della transustanziazione), voleva sottolineare sia l'umanità di Gesù, sia la sua presenza sacramentale e fisica (non semplicemente spiritualmente o a modo di segno esteriore, come invece sostenevano alcune correnti ereticali) nelle specie eucaristiche.
L'altare e il retrostante gruppo scultoreo dei progenitori costituivano un unico insieme caratterizzato da un significato teologico ben preciso: la purificazione del peccato di Adamo ed Eva (simbolo di quello dell'umanità intera) avviene attraverso il sacrificio supremo di Cristo, nuovo Adamo, offerto a Dio Padre in espiazione (in riferimento a Rm 5,12-19). I progenitori erano raffigurati prima di entrare nello stato di peccato, pertanto caratterizzati da una particolare bellezza che voleva riflettere all'esterno la condizione interiore dell'anima, recuperabile dopo il peccato soltanto attraverso il sacrificio espiatorio di Cristo; anche per questo, erano rivolti verso l'altare di San Zanobi, sede della custodia eucaristica, per sottolineare ulteriormente l'intimo legame tra la felice colpa di Adamo e la venuta, morte e resurrezione di Gesù Redentore. I Profeti, Apostoli e Santi sono stati interpretati come «testimoni storici del peccato umano e dell'umano bisogno d'un Salvatore», e della venuta redentiva di quest'ultimo; inoltre, l'accostamento tra le scene tratte della Sacra Scrittura non realizzate e personaggi anche non scritturistici (come i generici Santi) avrebbe voluto sottolineare, in polemica con il protestantesimo, la trasmissione della Rivelazione non soltanto presente nella Bibbia, ma anche mediante la Tradizione, in accordo con il primo decreto tridentino dell'8 aprile 1546 (IV sessione).

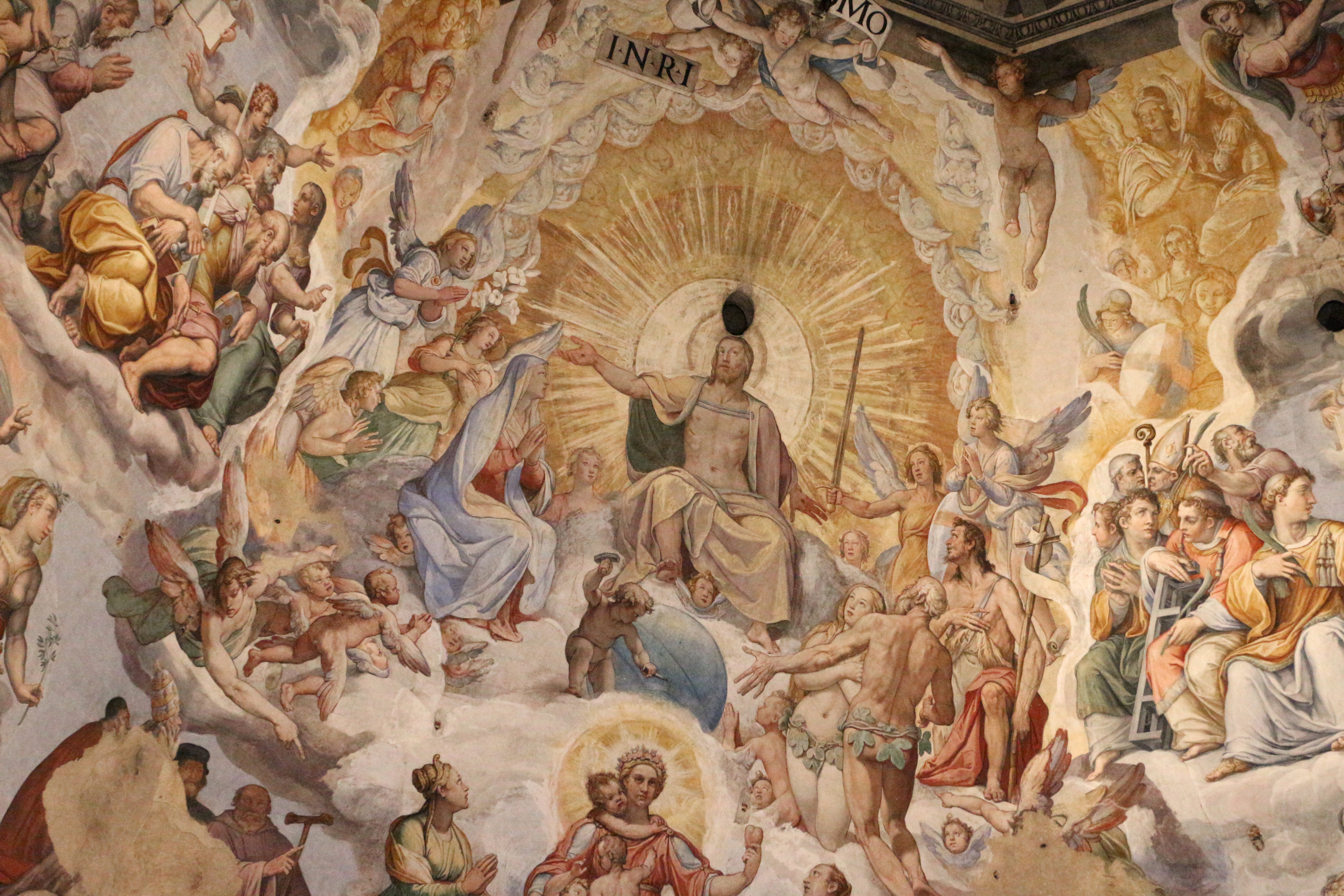
Particolare degli affreschi della vela orientale della calotta interna della cupola, con Cristo risorto tra san Giovanni Battista (a destra), Adamo ed Eva (in basso a destra) e la Madonna intercedente (a sinistra).

Vi era poi una stretta correlazione tra gli elementi del coro e la decorazione a fresco della soprastante calotta interna della cupola raffigurante il Giudizio universale, realizzata da Giorgio Vasari (1572-1574) e Federico Zuccari (1576-1579) che lavorarono in base ad un progetto iconografico redatto dal monaco benedettino e filologo Vincenzo Borghini, uomo di fiducia di Cosimo I e consigliere del Vasari. Tale concordanza tra area presbiterale e affresco probabilmente non era presente nel progetto (poi divenuto operativo) del Borghini, ma di fatto si è venuta a stabilire a posteriori. Coro e cupola si presentano complementari: sulla mensa dell'altare è posta la statua di Cristo morto (caratterizzato da un corpo atletico e da un'espressione del volto ancora impregnata della vita appena perduta), mentre in asse con questa, sulla vela orientale della calotta, sono raffigurati la Carità (che non avrà mai fine) e, più in alto, Cristo risorto trionfante e circondato dalla schiera dei beati, ovvero coloro che sono a lui uniti nella risurrezione dopo aver vissuto una vita simile alla sua, nutrendosi del suo Corpo e del suo Sangue. Ugualmente, nell'affresco è assente la figura di Dio Padre (presente soltanto implicitamente dalla luce che entra dalla lanterna, mentre era visibile nella statua che sormontava il dossale dell'altare, caratterizzata da un atteggiamento al contempo benedicente ed irato, riferimento al decreto del Concilio di Trento sul peccato originale del 17 giugno 1546 (V sessione).
All'interno del coro, unico riferimento alla Vergine Maria (raffigurata nell'affresco della cupola mentre intercede presso Gesù risorto nella vela soprastante l'altare maggiore) era l'ordine ionico del colonnato. Tale ordine architettonico venne infatti scelto in quanto tradizionalmente simboleggiante la femminilità (come teorizzato da Sebastiano Serlio nel quarto dei suoi I Sette libri dell'architettura, pubblicato per primo nel 1537), andando così le colonne e i pilastri a formare una corona muliebre all'altare del sacrificio di Cristo, un grembo architettonico e femmineo alla severità maschile ed eroica del Cristo morto e di Dio Padre. Può essere considerato un riferimento alla Madonna anche la forma stessa del coro, derivata dalla cupola con la quale condivide la simbologia mariologica: l'ottagono, come in esempi di architetture sacre analoghe precedenti alla cattedrale di Firenze, vuole difatti richiamare gli antichi martyria come testimonianze della fede dei credenti, e simboleggiare anche il grembo di Maria che è divenuta cooperatrice nella salvezza permettendo a Dio di incarnarsi dentro di sé.

#### Critiche
(Alfonso de' Pazzi, Per Baccio Bandinelli scultore.)

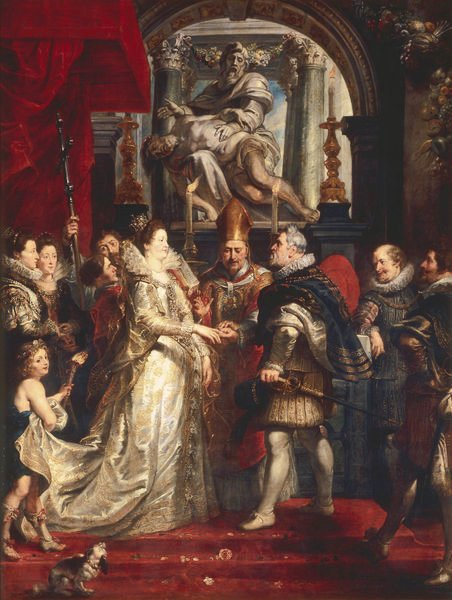
Peter Paul Rubens, Matrimonio di Maria de' Medici ed Enrico IV (1622-1625): la cerimonia ebbe luogo all'interno del coro della cattedrale di Santa Maria del Fiore, che viene liberamente rielaborato dal pittore pur restando fedele ai suoi elementi costitutivi essenziali (colonnato marmoreo e statue di Cristo morto e Dio Padre sull'altare).

Baccio Bandinelli ricevette aspre critiche per il coro da numerosi suoi contemporanei: lo stesso Giorgio Vasari, ne Le vite de' più eccellenti pittori, scultori e architettori, ne biasimò l'architettura considerandola sgraziata e sproporzionata.
In generale, vennero considerati troppo ingombranti per l'interno della cattedrale sia l'apparato architettonico, sia quello scultoreo; quest'ultimo venne inoltre accusato di essere paganeggiante, in controtendenza con la fede e la devozione delle quali era latrice la Riforma Cattolica. Il Cristo morto, simile ad un atletico eroe «stanco e afflitto», venne definito da Vincenzo Borghini «grasso et fresco et per diverla in una parola somigl' a ogni altra cosa che a Christo morto». Comparvero anche componimenti in versi scritti da vari fiorentini contemporanei al Bandinelli, tra i quali Alfonso de' Pazzi (A Baccio Bandinelli scultore e Per Baccio Bandinelli scultore) e Anton Francesco Grazzini (che in Contro Baccio Bandinelli scultore per le sue statue fatte nel coro della Metropolitana di Firenze definì il gruppo scultoreo dell'altare e quello dei progenitori «quattro birboni storpiati, e rattratti» e propose di farne realizzare da Bartolomeo Ammannati di nuovi raffiguranti il medesimo soggetto, mentre in Sopra il Cristo del Bandinello criticò le dimensioni da gigante di Gesù tanto da affermare ironicamente: «se lo Dio Padre è del figliol maggiore, non entrerrà 'n Santa Maria del Fiore») e anche degli anonimi. Furono in particolare oggetto di sonetti e componimenti satirici le statue di Adamo ed Eva, all'interno di uno dei quali si affermava che «sì come Adamo et Eva, avendo con la loro disubbidienza vituperato il paradiso, meritorono d'essere cacciati, così queste figure vituperando la terra, meritano d'essere cacciate fuora di chiesa». Nella seconda metà del XVIII secolo, Antonio Canova si pronunciò a favore della rimozione delle sculture dell'altare maggiore e del recinto, mentre il suo amico e storico dell'arte Leopoldo Cicognara le considerava tra i più interessanti prodotti dell'arte moderna.
Baccio Bandinelli, come scrisse lo stesso Vasari, «poco si curava del dire altrui e del biasimo che per ciò gli fusse dato»; le numerose critiche, dovute anche al carattere arrogante e iroso dell'artista, tuttavia non trovò in esse un nuovo sprone a portare a termine le numerose opere cui aveva iniziato a lavorare (quali il monumento funebre di Giovanni delle Bande Nere, la tribuna dell'Udienza in Palazzo Vecchio e il coro), «ma attendeva a farsi ricco et a comprare possessioni». Secondo lo storico fu anzi l'arrivo a Firenze di Benvenuto Cellini (1554) e la feroce inimicizia fra i due a spingere il Bandinelli al portare a termine le statue dell'altare.

### Le modifiche di Gaetano Baccani

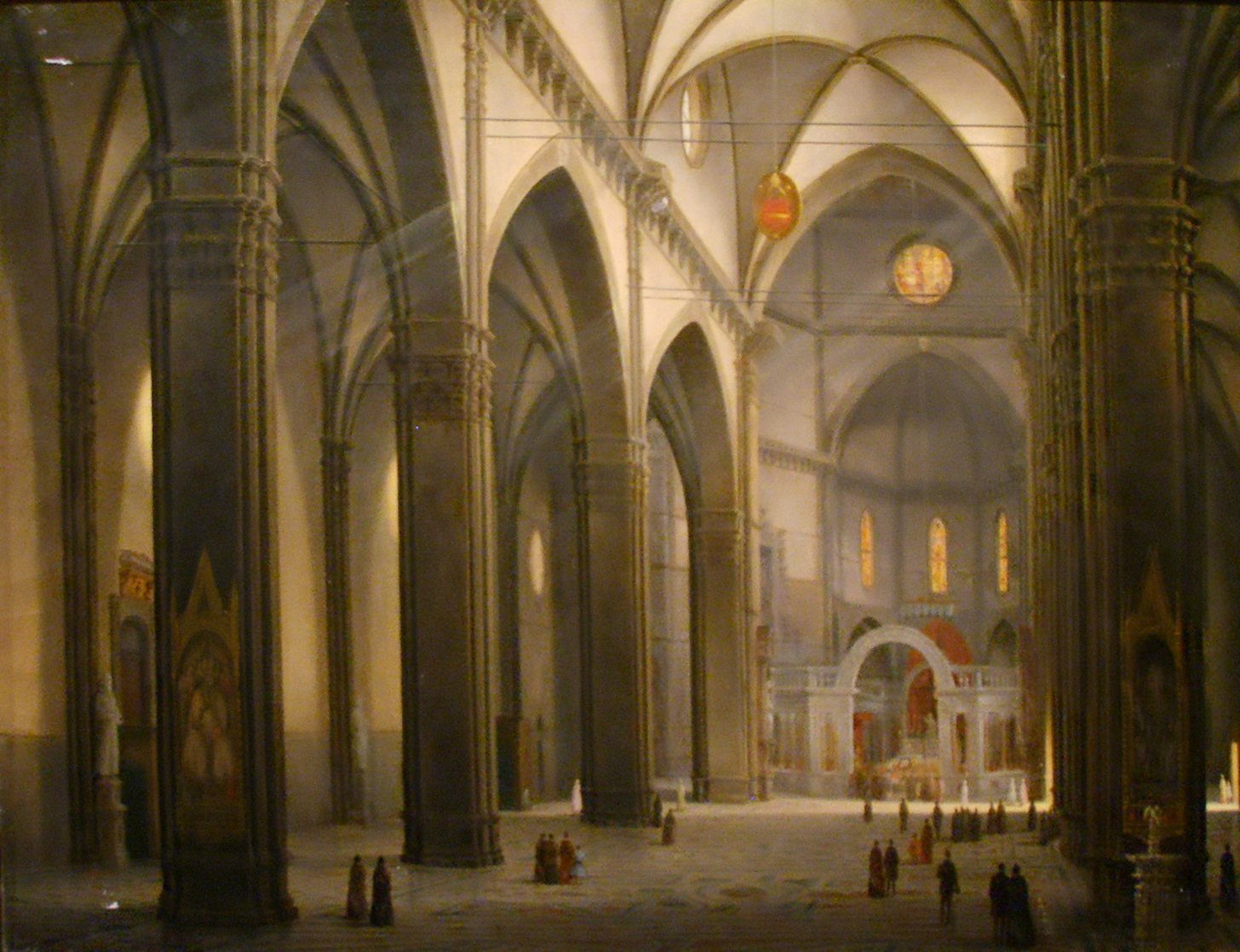
L'interno della cattedrale prima delle modifiche di Gaetano Baccani in un dipinto di Franco Borbottoni, con il coro cinquecentesco ancora nella sua interezza.

A partire dal 1838 la cattedrale di Santa Maria del Fiore venne sottoposta ad un radicale intervento di restauro interno condotto da Gaetano Baccani, architetto dell'Opera dal 1824; i lavori, caratterizzati da un doppio intento di consolidamento della struttura e ripristino della stessa in chiave puristica, non furono eseguiti in base a criteri storico-filologici bensì con un approccio di tipo meramente estetico, con lo scopo di uniformare tutte le decorazioni alla struttura gotica della chiesa secondo una rigida simmetria.
Nel marzo 1842 si concluse e venne presentata la prima fase della ristrutturazione e, nell'ottobre successivo, Baccani presentò all'Opera di Santa Maria del Fiore un progetto per il rifacimento del coro cinquecentesco, considerato estraneo e d'ingombro nella ritrovata purezza delle forme della cattedrale gotica. I deputati dell'Opera, aventi in merito il medesimo parere, indirizzarono al granduca Leopoldo II di Toscana una lettera nella quale caldeggiarono la proposta dell'architetto, ovvero quella di limitarsi a smantellare l'architettura di Giuliano di Baccio d'Agnolo (ad eccezione del parapetto) e a modificare la conformazione della parte anteriore del presbiterio conferendogli una pianta a forma di esagono irregolare, lasciando al loro posto il coro, l'altare maggiore e la transenna. Al granduca arrivarono anche progetti di altri architetti che, pur concordi con il Baccani sulla necessità di smantellare l'ingombrante coro bandinelliano, preferivano alla soluzione di rimozione parziale una ben più radicale, con lo spostamento dell'intera area presbiterale tra il settore orientale dell'ottagono della cupola e la tribuna di San Zanobi, con l'altare maggiore situato in posizione avanzata, e gli stalli del coro alle sue spalle. La rimozione del coro dal centro dell'ottagono era stata paventata già nel XVI secolo dal cardinale Francesco Soderini (che avrebbe voluto costruire al suo posto una cripta con confessione per accogliere il corpo di san Zanobi) e poi, alla fine del secolo successivo, da Gian Lorenzo Bernini (cui seguì un disegno di Gherardo Silvani), che propose di riutilizzarne i marmi per arricchire le cappelle laterali.

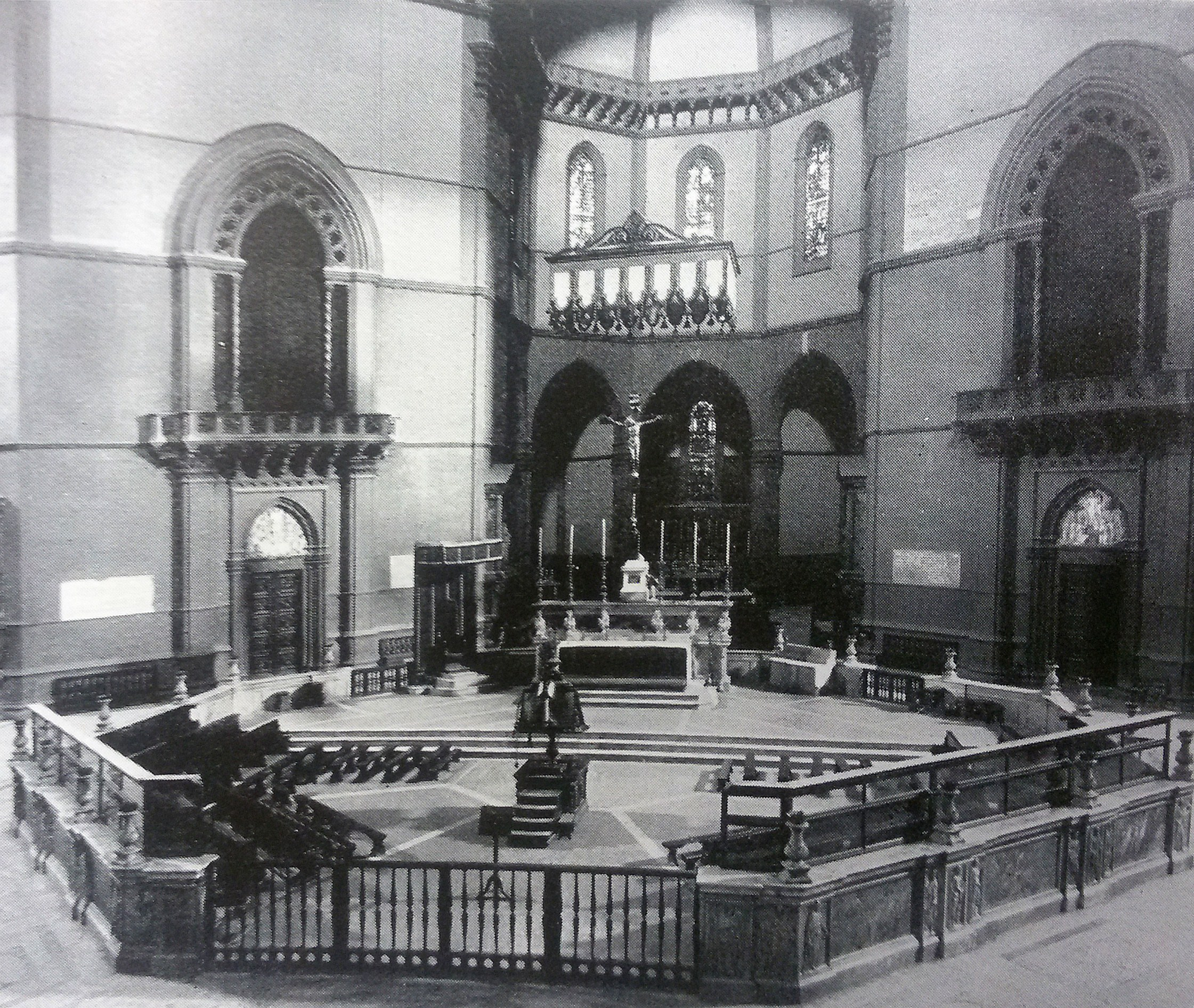
Il coro dopo le modifiche di Gaetano Baccani in una fotografia storica (scattata entro il 1918), con l'altare maggiore sormontato dal baldacchino in tessuto, la cattedra del XV secolo anch'essa con baldacchino e il badalone al centro del coro.

Tra i vari progetti venne scelto quello di Gaetano Baccani ed ebbe inizio, prima ancora dell'approvazione ufficiale da parte del granduca, con la demolizione dell'architrave con le colonne e i pilastri, voluta dai deputati dell'Opera e già portata a termine il 4 febbraio 1843, quando Leopoldo II visitò la cattedrale e lodò il lavoro compiuto. I vari elementi che costituivano il colonnato furono immagazzinati presso l'Accademia delle belle arti di Firenze in vista di un'eventuale vendita, effettuata nel 1866 e solo relativamente ad una minima parte del materiale; mentre gran parte dei pezzi restanti andò perduta., uno dei quattro archi con relativi pilastri e colonne venne ricomposto ed esposto all'interno del Museo dell'Opera del Duomo, dapprima come monumentale cornice alla statua di Bonifacio VIII di Arnolfo di Cambio, e a partire dal 2015 al di sopra del passaggio tra la sala delle navate e quella delle cantorie. Il Baccani ricevette dunque l'incarico di proseguire l'opera apportando però un'importante modifica: il progetto originario del 1842 prevedeva l'esaltazione delle due statue del Cristo morto e di Dio Padre poste sull'altare maggiore (per quest'ultima il Baccani ideò un nuovo e più alto piedistallo) anche mediante la demolizione di gran parte della sezione di transenna del lato occidentale dell'ottagono (poi effettuata); i deputati dell'Opera, invece, richiesero la rimozione anche delle due statue dell'altare, ritenute opere minori di Baccio Bandinelli e fuori luogo dopo la demolizione del colonnato (in particolare, in merito al Cristo morto venne fatta nuovamente presente la problematica del suo ingombro di gran parte della mensa), al posto delle quali venne collocato il crocifisso ligneo di Benedetto da Maiano; venne anche installato al di sopra della mensa un baldacchino in tessuto con struttura lignea, che pendeva dalla cupola. L'ultima mutilazione dell'impianto cinquecentesco venne perpetrata agli inizi degli anni 1850 con la demolizione dei risalti aggettanti delle colonne perpendicolari ai pilastri centrali di ogni lato (in corrispondenza delle quali la transenna sporgeva verso l'esterno) e la conseguente rimozione di ventiquattro degli ottantotto bassorilievi (esposti anch'essi all'interno del Museo fin dal 1891, anno della sua apertura); sul recinto vennero collocate ventidue torciere in stucco, di gusto neorinascimentale, che secondo il progetto originario avrebbero dovuto essere realizzate in bronzo o ferro battuto; al centro dell'ottagono rimase il badalone ligneo, successivamente spostato nella tribuna della Santa Croce. Le modifiche di Gaetano Baccani all'intero edificio e in particolare al coro non furono esenti da aspre critiche, in particolare dopo la caduta del granducato di Toscana. In merito al coro, venne da una parte lamentata la sua mancata rimozione totale, dall'altra criticata la sua riduzione in altezza e visibilità che avrebbe ridotto l'ottagono sotto la cupola ad una «piazza». Eugenio Cecconi, arcivescovo di Firenze dal 1874 al 1888, durante il suo ministero consacrò nuovamente l'altare maggiore in onore della Vergine Maria Assunta, inserendo all'interno della mensa reliquie della Madonna e delle sante e martiri Cristina, Felicita e Reparata.

### Le proposte e le alterazioni novecentesche

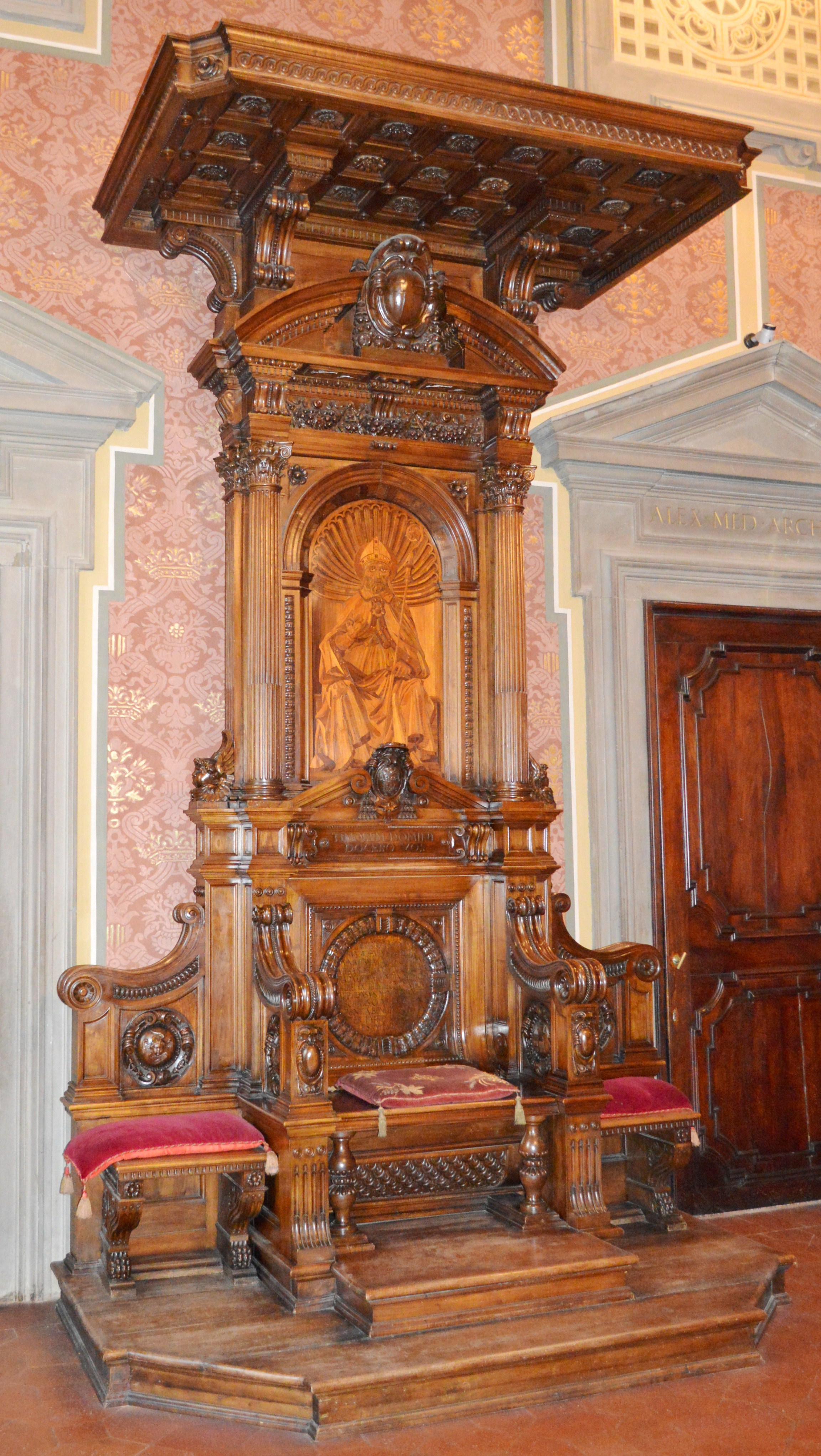
La cattedra donata al cardinale arcivescovo Alfonso Maria Mistrangelo nel 1918, attualmente presso il palazzo Arcivescovile.

Nel 1916 i parroci della città di Firenze deliberarono di offrire alla cattedrale come omaggio all'arcivescovo e neocardinale Alfonso Maria Mistrangelo, Sch.P. una nuova cattedra in sostituzione di quella precedente, tradizionalmente appartenuta a sant'Antonino Pierozzi (arcivescovo di Firenze dal 1446 al 1459) e costituita da un semplice seggio che veniva ricoperto con stoffe nei colori corrispondenti ai vari tempi liturgici. L'incarico di disegnarla venne affidato all'architetto Giuseppe Castellucci, che ideò una cattedra di dimensioni monumentali ispirata all'arte della seconda metà del XVI secolo, da collocarsi (come quella precedente) a ridosso del lato nord-est del coro; egli propose anche di ricostruire alle sue spalle l'unico arco superstite (quello orientale) del coro di Baccio Bandinelli e Giuliano di Baccio d'Agnolo, sia come cornice alla sede vescovile, sia come testimonianza dell'originario coronamento architettonico del recinto. In seguito all'opposizione della Commissione Conservatrice del Ministero della pubblica istruzione, Castellucci rinunciò all'arco (poiché esso non sarebbe più stato nella collocazione originaria e veniva considerato fuori contesto senza il resto del colonnato) e, come richiesto, progettò una cattedra di più modeste dimensioni; a questo ne seguì uno nuovo, chiaramente ispirato alle tarsie della sacrestia delle Messe, che divenne operativo. La cattedra, inaugurata il 22 gennaio 1918 (venticinquesimo anniversario di consacrazione dell'arcivescovo Mistrangelo), consisteva in tre sedili decorati sugli schienali e sui braccioli con sei tondi a rilievo raffiguranti rispettivamente (da sinistra a destra) gli stemmi del Capitolo Metropolitano, del Quartiere di Santo Spirito, del Quartiere di Santa Maria Novella, del Quartiere di San Giovanni, del Quartiere di Santa Croce e il logo del clero fiorentino (inedito ed utilizzato solo in tale occasione); sullo schienale del seggio centrale vi era la seguente iscrizione, sormontata dal motto e dallo stemma del cardinale Mistrangelo:
(Epigrafe sullo schienale del seggio centrale.)
Nella parte superiore della cattedra, corrispondente al sedile riservato all'arcivescovo, vi era raffigurato ad intarsio San Zanobi, rielaborazione della sezione centrale della tarsia con San Zanobi tra i santi Eugenio e Crescenzio della parete est della sacrestia delle Messe della cattedrale, realizzata da Giuliano da Maiano nel 1463; tale immagine era inserita tra due colonne corinzie scanalate e rudentate e sormontato da un architrave con fregio a festoni, sul quale poggiava un timpano curvo spezzato, con al centro a rilievo la croce del popolo di Firenze. La composizione terminava in alto con un baldacchino cassettonato aggettante.

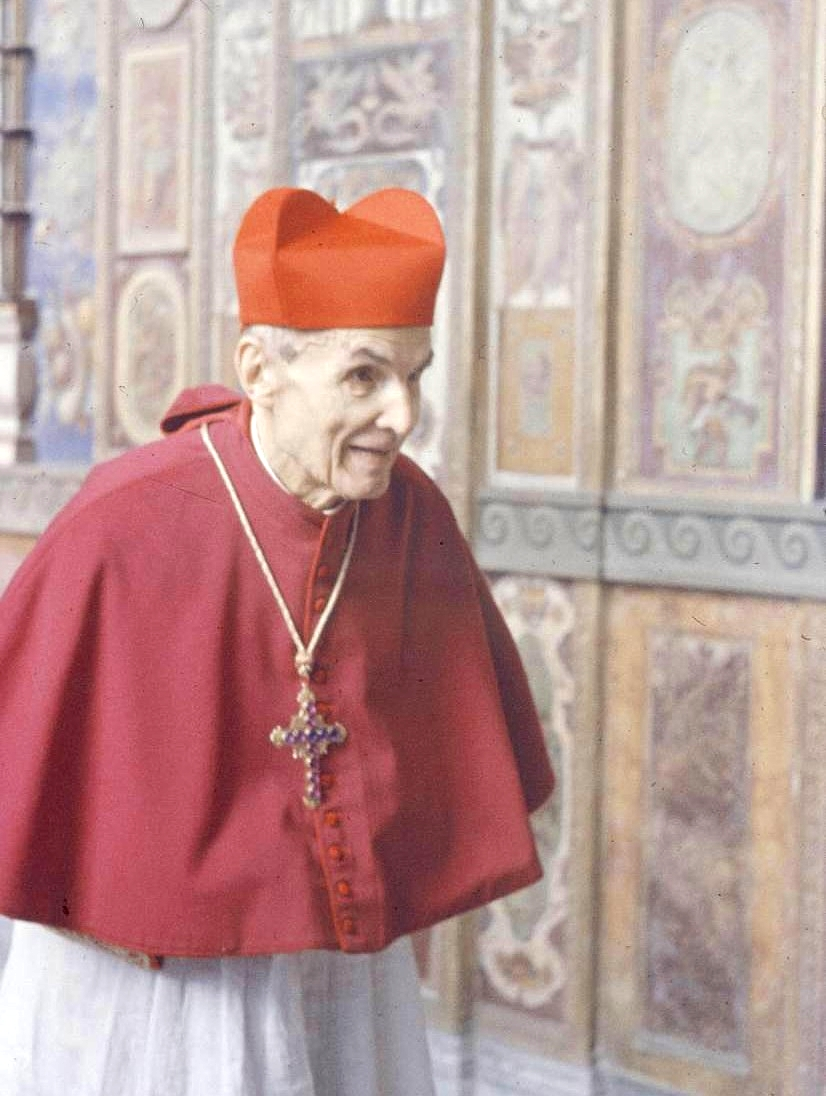
Il cardinale arcivescovo Elia Dalla Costa, promotore per tutti gli anni 1950 di un radicale rifacimento dell'area presbiterale del coro che venne attuato in maniera meno invasiva nei due decenni successivi.

Le critiche nei confronti dell'intervento di Gaetano Baccani proseguirono anche nei primi decenni del XX secolo, senza però che il coro fosse oggetto di ulteriori modifiche. Nel 1944 l'architetto dell'Opera di Santa Maria del Fiore Rodolfo Sabatini presentò un progetto, intitolato Fantasia riformatrice in Santa Maria del Fiore, che però non venne realizzato: esso consisteva nella rimozione dell'altare maggiore bandinelliano e la creazione di uno nuovo, situato al centro dell'ottagono, rialzato di alcuni gradini e avente la mensa poggiante su colonnine; al di sopra di quest'ultimo avrebbe trovato luogo un ciborio, con su ciascun lato archi a tutto sesto decorati a bassorilievo poggianti su pilastri con capitelli analoghi a quelli della facciata, e copertura costituita da una cuspide a base ottagonale con tamburo formato da una teoria di colonnine. Lo stesso architetto redasse un secondo progetto per volere del cardinale arcivescovo di Firenze Elia Dalla Costa nel 1954: anch'esso prevedeva il mantenimento in loco del recinto cinquecentesco e la realizzazione di un nuovo altare maggiore neorinascimentale posto al centro dell'ottagono, privo di ciborio; alle sue spalle avrebbe trovato luogo la cattedra lignea, affiancata dagli stalli del coro.
Nel 1959 l'ingegnere Antonio Sabatini presentò un ulteriore progetto che, non potendo demolire completamente l'opera bandinelliana considerata d'intralcio alla liturgia e limitante nell'ottica della progettazione e realizzazione di adeguamenti dell'area al culto, prevedeva anch'esso un nuovo altare al centro dell'ottagono, il coro dei canonici simmetricamente posto ai suoi lati, la cattedra del 1918 al posto dell'altare cinquecentesco e quest'ultimo collocato in una nuova cripta da costruirsi al di sotto del coro. Tale ambiente, destinato ad accogliere le sepolture degli arcivescovi, sarebbe stato accessibile grazie a due rampe di scale poste ai lati della cattedra e avrebbe presentato una pianta circolare con calotta in cemento armato sorretta da otto pilastri quadrangolari che avrebbero così formato un deambulatorio al di sopra del quale, nell'intercapedine tra il suo soffitto e il pavimento del presbiterio, vi sarebbero stati dei locali da adibirsi a magazzino e sacrestia ordinaria. Antonio Sabatini fece due proposte: la prima prevedeva il presbiterio rialzato di tre gradini e l'altare di due, la seconda il primo di un gradino e il secondo di quattro. Il progetto del 1959 venne favorevolmente accolto dal cardinale Dalla Costa e dalla curia diocesana ma venne fermamente osteggiato dal soprintendente Alfredo Barbacci, e non fu realizzato. Nel 1961 venne installato all'interno del coro uno dei due primitivi corpi del nuovo organo a canne (Mascioni, opus 805) sacrificando alcuni degli stalli del lato meridionale; di fronte ad esso, venne posizionata la consolle maggiore dello strumento, a tre tastiere. L'organo nella sua interezza venne fortemente danneggiato dall'alluvione del 4 novembre 1966 e fu oggetto di un importante intervento di ricostruzione conclusosi nel 1967.
Il dibattito sul coro proseguì e venne percepito come urgente soprattutto in seguito al Concilio Vaticano II, interessando anche esponenti del mondo politico. Nel 1965 venne installato al centro del coro un altare mobile in legno, costituito da una mensa sorretta da coppie di colonnine scanalate agli angoli, posto su una pedana mobile di tre gradini rivestita in panno rosso; nello stesso anno venne presentato al cardinale arcivescovo Ermenegildo Florit, promotore di una sistemazione definitiva dell'area presbiterale della cattedrale come di quella del battistero di San Giovanni, un nuovo progetto da parte del soprintendente Guido Morozzi che riprendeva quello di Antonio Sabatini, lasciando però il dossale dell'altare cinquecentesco (privato della mensa) al suo posto. Un'analoga proposta (priva della cripta) venne presentata all'Opera di Santa Maria del Fiore nel 1967 da Lando Bartoli.

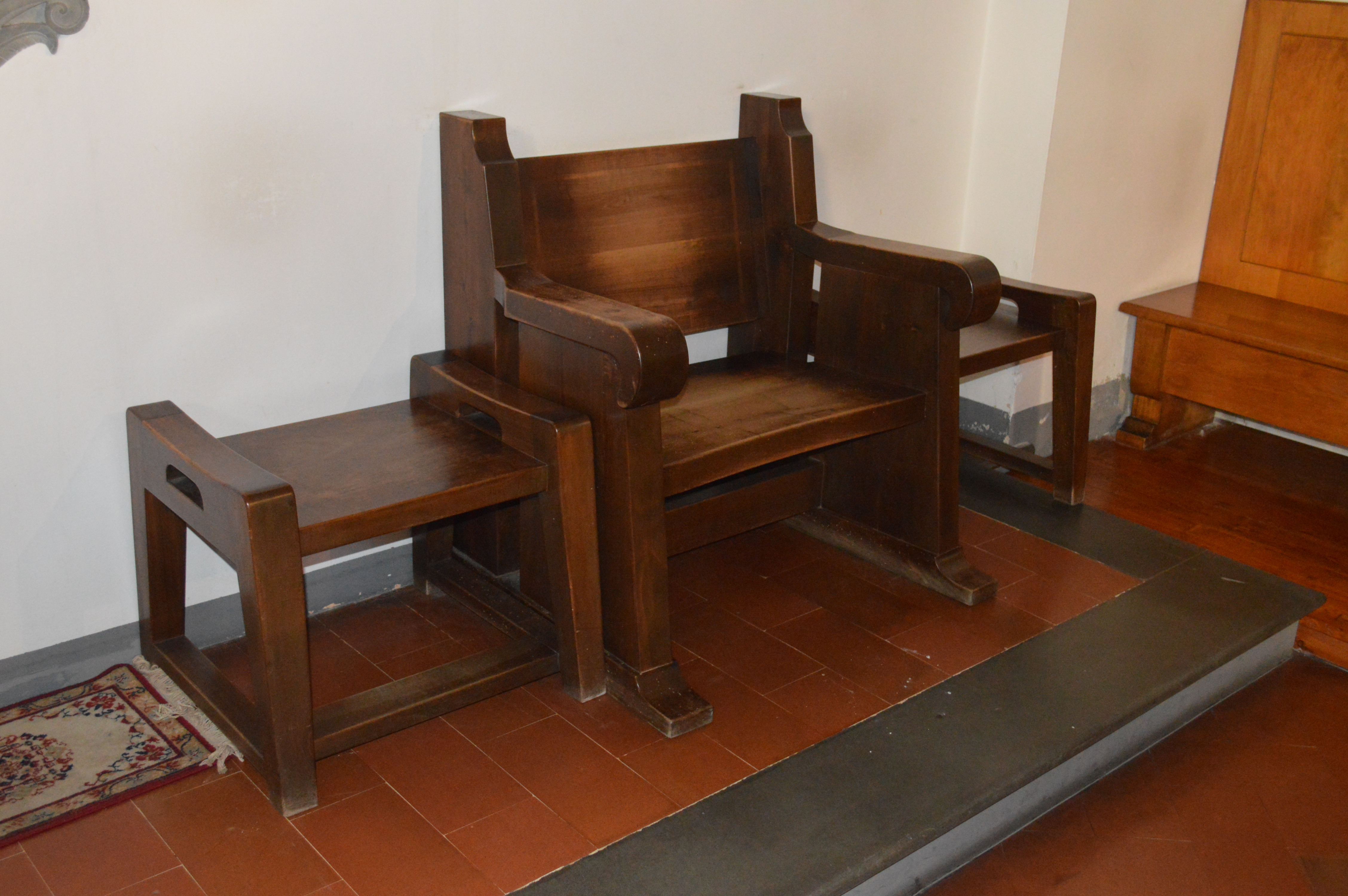
La cattedra provvisoria della seconda metà degli anni 1980 con i relativi sgabelli, attualmente nella cappella maggiore del seminario arcivescovile fiorentino.

Nell'ottobre 1966 l'assetto dell'area presbiterale subì un'importante modifica: fu rimossa la credenza lignea a forma di altare (posta a ridosso del lato sud-est) che recava le sette mitrie aurifregiate simboleggianti le altrettante diocesi suffraganee dell'arcidiocesi di Firenze; la mensa cinquecentesca dell'altare venne demolita e al suo posto installata la cattedra del 1918, privata della parte superiore dello schienale e del baldacchino; le otto anfore bandinelliane vennero utilizzate per sostenere la mensa (in legno dipinto a finto marmo) di un nuovo altare provvisorio posizionato al centro del presbiterio, su una struttura mobile a tre gradini, che venne utilizzato da papa Paolo VI durante la messa della notte di Natale celebrata nella cattedrale il 24 dicembre dello stesso anno. Dopo l'alluvione del 4 novembre la cattedra novecentesca venne rimossa e rimontata nella sua interezza nella sala del trono del palazzo Arcivescovile, dove fu utilizzata da Paolo VI per l'udienza con le autorità civili, religiose e militari prima della succitata celebrazione eucaristica; in suo luogo vennero inizialmente utilizzate varie poltrone, poi, nella seconda metà degli anni 1980, fu installata una cattedra provvisoria di fattura moderna e in legno massello di noce, che a sua volta venne sostituita nel 1990 con quella utilizzata fino al 1918, e portata nella cappella maggiore del seminario maggiore arcivescovile. Nel 1973 sotto la supervisione del soprintendente Guido Morozzi e del presidente dell'Opera di Santa Maria del Fiore Pio Galliano Boldrini venne rifatta la pavimentazione, con il conseguente stravolgimento della conformazione originaria dei vari livelli e delle scale: l'area presbiterale venne protesa in avanti e, al centro del coro, fu posizionato sopraelevato su tre gradini isolati il nuovo altare maggiore, consacrato il 21 giugno 1973 (solennità del Corpus Domini) dal cardinale arcivescovo di Firenze Ermenegildo Florit, realizzando ponendo al di sopra delle anfore cinquecentesche una mensa marmorea, all'interno della quale vennero inserite le reliquie di santi fiorentini.

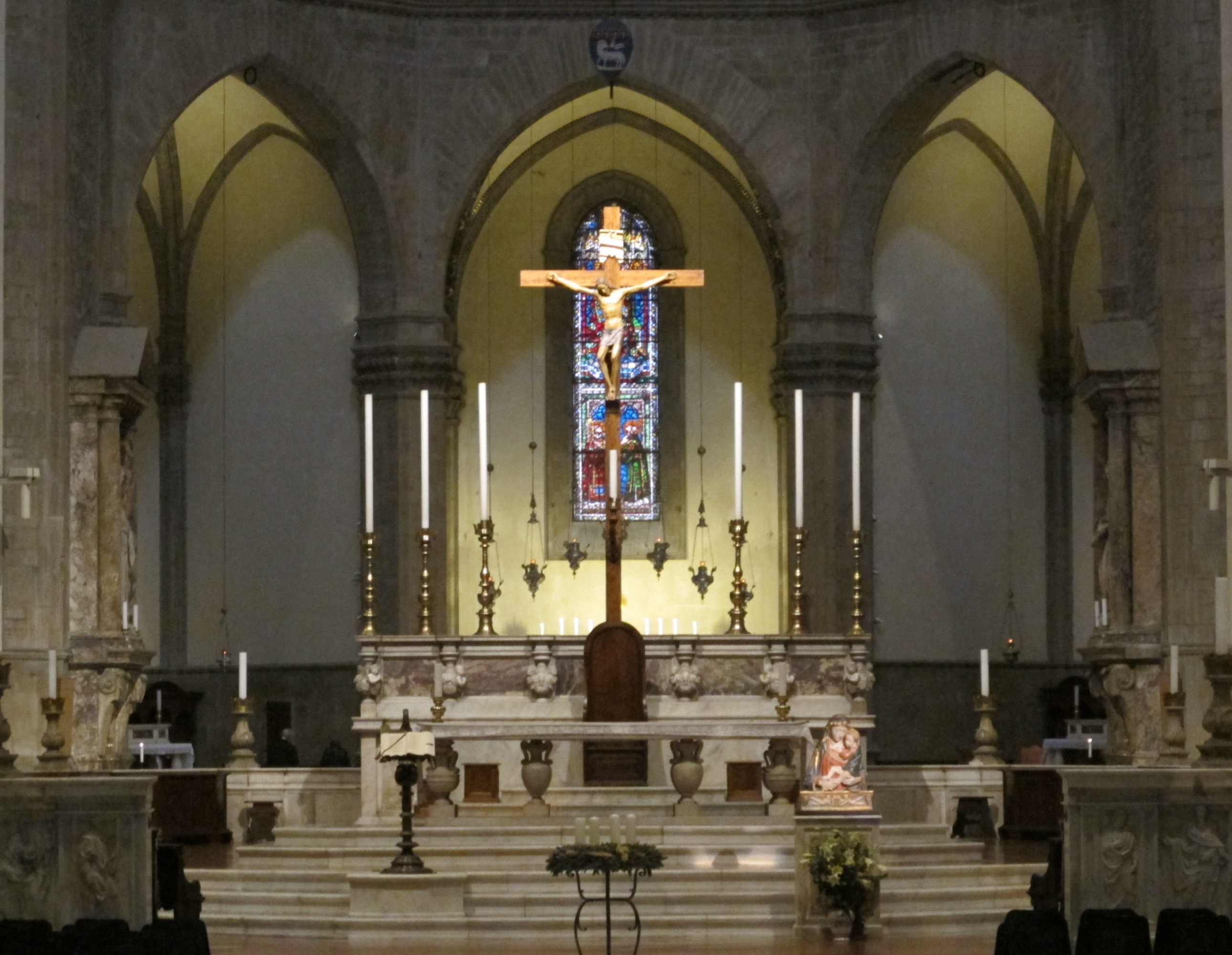
Il coro nel 2011: si notino in posizione avanzata l'ambone costituito da un leggio a forma di aquila bronzeo (ruotato verso la navata al di fuori delle celebrazioni liturgiche), il busto della Madonna col Bambino attribuito a Filippo Brunelleschi, e il crocifisso di artista anonimo del XV secolo in luogo di quello di Benedetto da Maiano, in restauro.

Nel 1996 il cardinale arcivescovo Silvano Piovanelli indisse per l'anno successivo una "Consultazione Internazionale per la riorganizzazione del presbiterio", cui parteciparono otto architetti (Mario Botta, Klaus Theo Brenner, Roberto Gabetti e Aimaro Isola, Michael Graves, Hans Hollein, Arata Isozaki, Jean Nouvel, Aldo Rossi) scelti da un apposito comitato scientifico, finalizzata a produrre proposte che, pur rifacendosi in qualche modo alle impostazioni spaziale brunelleschiana e visiva bandinelliana, risolvesse la problematica costituita dal recinto ottagonale già semplificato nel XIX secolo e considerato «una barriera» che «offende la sensibilità liturgica ed ecclesiale del nostro tempo», non con finalità operative, bensì con lo scopo di avviare una ricerca sul tema. Nel 2010 iniziò il restauro del crocifisso ligneo policromo di Benedetto da Maiano, coperto da una patina a finto bronzo applicata nel 1867 da Giovanni Duprè; l'intervento venne condotto dall'Opificio delle pietre dure (che lo portò a termine nel 2014), durante il quale la scultura è stata sostituita da un crocifisso di artista fiorentino anonimo della seconda metà del XV secolo (già sull'altare brunelleschiano prima dell'acquisto del crocifisso di Benedetto da Maiano e caratterizzato da un forte pathos), dal 2015 esposto permanentemente nel Museo dell'Opera del Duomo. Nel novembre 2011 venne donato alla cattedrale un busto policromo raffigurante la Madonna col Bambino attribuito a Filippo Brunelleschi, collocato nell'area presbiterale in occasione di alcune celebrazioni. Nel 2010 l'Opera di Santa Maria del Fiore indisse un nuovo concorso per la realizzazione di un ambone che potesse «armonizzare il nuovo con l'antico»; vi parteciparono sei artisti (Mario Botta, Massimo Lippi, Mimmo Paladino, Filippo Rossi, Enrico Savelli, Paolo Zermani) e nessuno dei progetti presentati venne approvato. Un nuovo ambone mobile, in sostituzione del precedente costituito da un leggio a forma di aquila (attualmente nel presbiterio del battistero di San Giovanni), fu realizzato da Etsurō Sotoo e inaugurato il 1º novembre 2015 dal cardinale arcivescovo Giuseppe Betori. Nello stesso anno, in occasione del Convegno ecclesiale nazionale, venne realizzata da Giuseppe Rosini un'installazione permanente in ceriscultura, consistente in sette ceri per il dossale, due (utilizzati sporadicamente) per l'altare maggiore e ventidue per il recinto del coro.

## Descrizione

### Collocazione e dimensioni

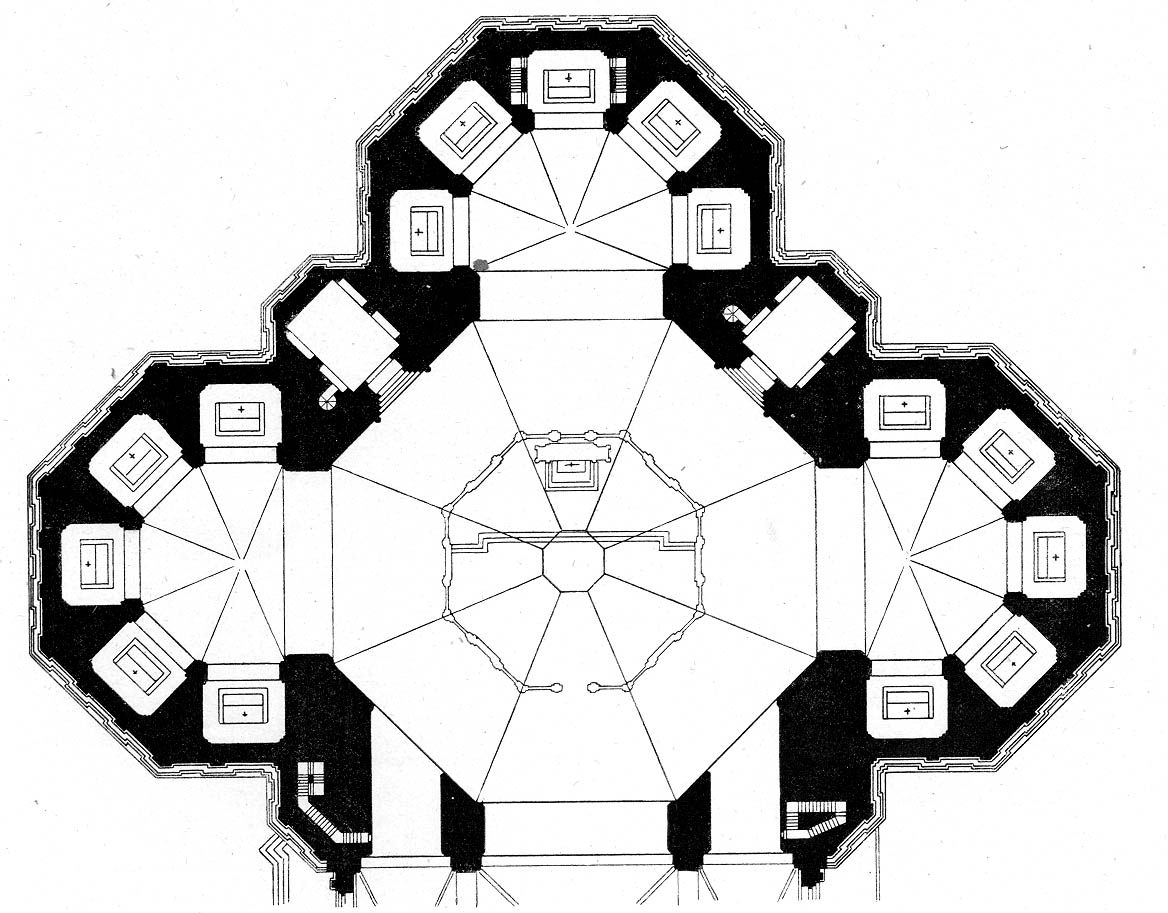
Pianta del capocroce con il coro (prima delle modifiche novecentesche).

La soluzione del coro centrale venne adottata anche in altre chiese di Firenze. Lo stesso Brunelleschi nella basilica di San Lorenzo lo avrebbe voluto al di sotto della cupola, al centro della crociera, ma su disposizione di Cosimo il Vecchio venne posizionato nell'abside quadrangolare, alle spalle dell'altare maggiore. Quello della basilica di Santo Spirito (con l'altare al suo interno) venne posto anch'esso all'incrocio fra transetto e navata centrale dai continuatori dell'artista, e nella medesima collocazione fu rifatto da Giovanni Battista Caccini nel 1599-1608. Nella basilica della Santissima Annunziata, Michelozzo ideò un ampio ambiente a pianta circolare posto al termine della navata maggiore (costruito nel 1444-1476 anche con la partecipazione di Leon Battista Alberti) per accogliere l'ottagonale coro dei frati; quest'ultimo fu oggetto più volte di rimaneggiamenti, fino ad assumere la sua redazione definitiva nel 1665 con Alessandro Malavisti su disegno di Pier Francesco Silvani, mentre l'altare fu completato nel 1703 con un intervento di Giovacchino Fortini. Nella Santissima Annunziata l'altare maggiore è collocato in posizione avanzata, sul perimetro del coro, come anello di congiunzione tra quest'ultimo e la navata, mentre in Santo Spirito esso è posizionato al centro della crociera e del coro stesso, ed è sormontato da un ciborio monumentale.
Il coro di Santa Maria del Fiore è posto al centro dell'ambiente ottagonale coperto dalla cupola del Brunelleschi intorno al quale si sviluppano i tre bracci del capocroce con le relative cappelle, secondo uno schema basato sulla centralità e la simmetricità tipiche dell'architettura fiorentina. Esso è definibile come «coro centrale» in quanto isolato e con la possibilità di girarvi intorno su ogni lato.
Lo stesso spazio brunelleschiano prima e bandinelliano poi, venne concepito come fulcro della cattedrale da un punto di vista sia architettonico, sia liturgico, andando a costituire il punto di congiunzione tra l'elemento longitudinale della chiesa (le navate) con quello a pianta centrale (il capocroce, direttamente derivato dalle edicole dei martyria paleocristiani) grazie anche alla visibilità dell'altare maggiore da gran parte della chiesa; il coro è lo spazio sacro per eccellenza verso il quale convergono i vari ambienti della cattedrale e le loro linee direttrici (sia sul piano orizzontale, sia su quello verticale), e costituisce con il battistero un percorso spaziale che ha inizio in San Giovanni, prosegue tra le navate di Santa Maria del Fiore ed ha il suo culmine nell'ottagono centrale e nelle tre tribune, con lo spazio coperto dalla cupola e posto al di fuori del coro inteso come deambulatorio. La recinzione (sia quella lignea quattrocentesca, sia quella marmorea cinquecentesca) al di là dei fini pratici aveva il compito al tempo stesso di delimitare l'area di rispetto costituita dal coro e dalla sua sacralità, sia di sottolinearne visibilmente l'importanza nel fulcro della chiesa.
Il diametro dell'ottagono del coro brunelleschiano era di 36 braccia (21 m); Baccio Bandinelli e Giuliano di Baccio d'Agnolo lo portarono a 40 braccia (23,34 m), quasi pari a metà di quello interno della soprastante cupola (la cui lunghezza totale è di 45,5 m) e di poco minore a quello interno del battistero di San Giovanni (che è di circa 42 braccia), con esplicito richiamo alla chiesa battesimale.

### Recinto marmoreo

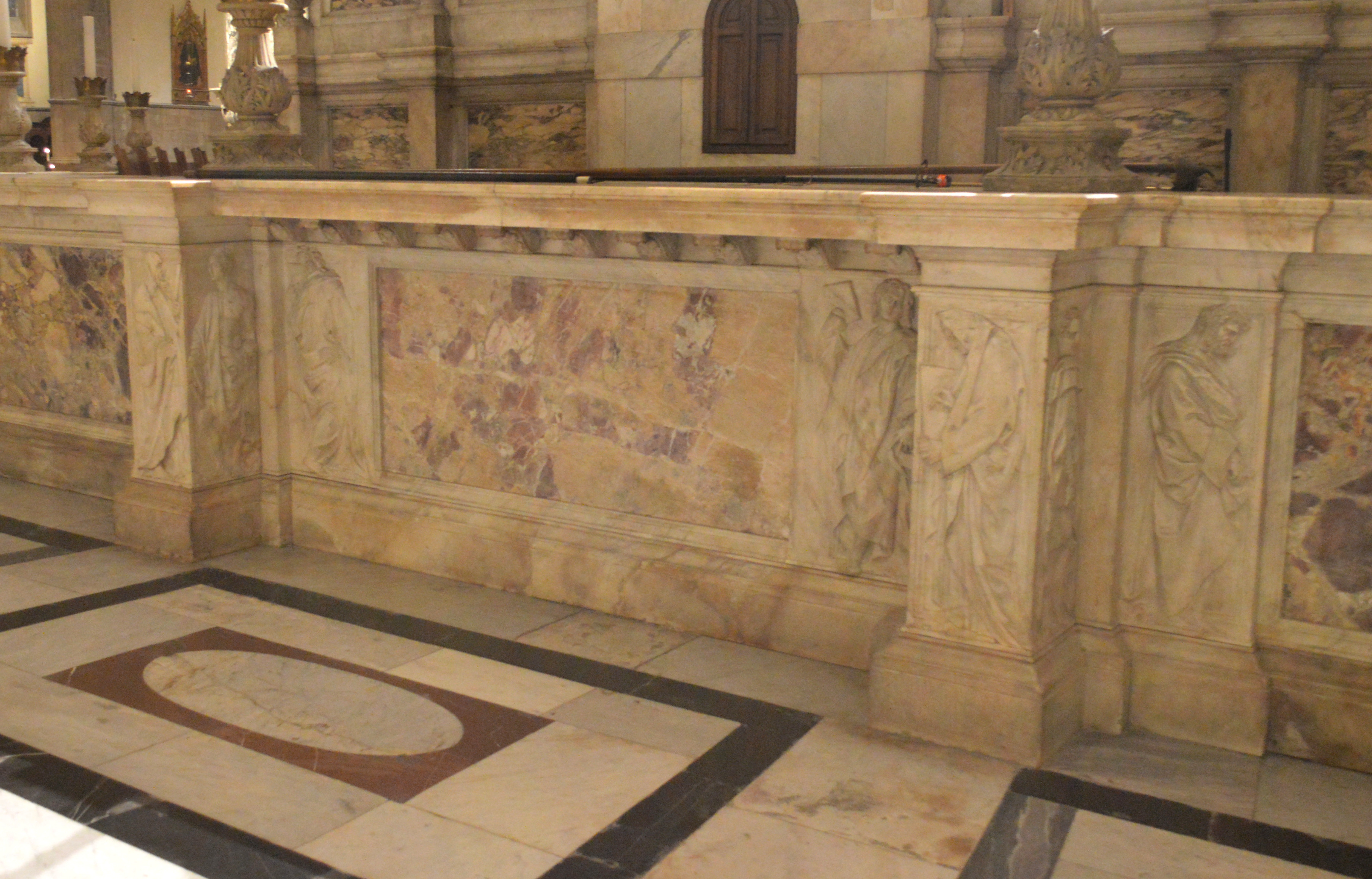
Il lato orientale del recinto, con gli elementi aggettanti come in origine e la specchiatura centrale in breccia medicea in luogo dell'iscrizione.

L'area del coro è delimitata da un recinto marmoreo, costruito da Baccio Bandinelli e Giuliano di Baccio d'Agnolo nel XVI secolo (che lo concepirono come podio alla soprastante cornice architettonica) e ampiamente modificato da Gaetano Baccani a partire dal 1830 mediante, tra gli altri interventi, l'eliminazione degli zoccoli aggettanti sui quali poggiavano le colonne perpendicolari ai due pilastri centrali di ogni lato (mantenuti solo nel lato orientale, alle spalle dell'altare maggiore) e la demolizione di gran parte del lato occidentale, che costituisce l'accesso principale al coro, in asse con la navata centrale; due ingressi minori occupano i settori centrali dei lati nord-est (a ridosso del quale fino agli anni 1960 si trovava la cattedra) e sud-est, in corrispondenza delle porte delle due sacrestie della cattedrale. Il recinto è alto 2 braccia e 1/2 (circa 1,5 m), e la lunghezza di ciascuno dei suoi lati misura all'incirca 16 braccia (circa 9,3 m).
Ognuno dei sette lati del recinto è tripartito e presenta esternamente specchiature in breccia medicea, che rimanda alle dodici edicole con le statue degli Apostoli realizzate nel medesimo materiale (in alcuni casi imitato dalla pittura) su disegno di Bartolomeo Ammannati a partire dal 1573; il settore centrale del lato orientale, originariamente, presentava la seguente epigrafe (testimoniata come ancora in loco nel 1790 e probabilmente rimossa intorno al 1842 e sostituita da una lastra marmorea liscia, se non da quest'ultima occultata):
(Epigrafe originariamente sul lato est.)
Il medesimo lato è inoltre caratterizzato da una cimasa più aggettante rispetto agli altri (per la presenza, in origine, del gruppo scultoreo di Adamo ed Eva e l'albero del peccato al di sopra di essa), sostenuta da dieci mensole marmoree decorate a rilievo con volute e foglie di acanto.

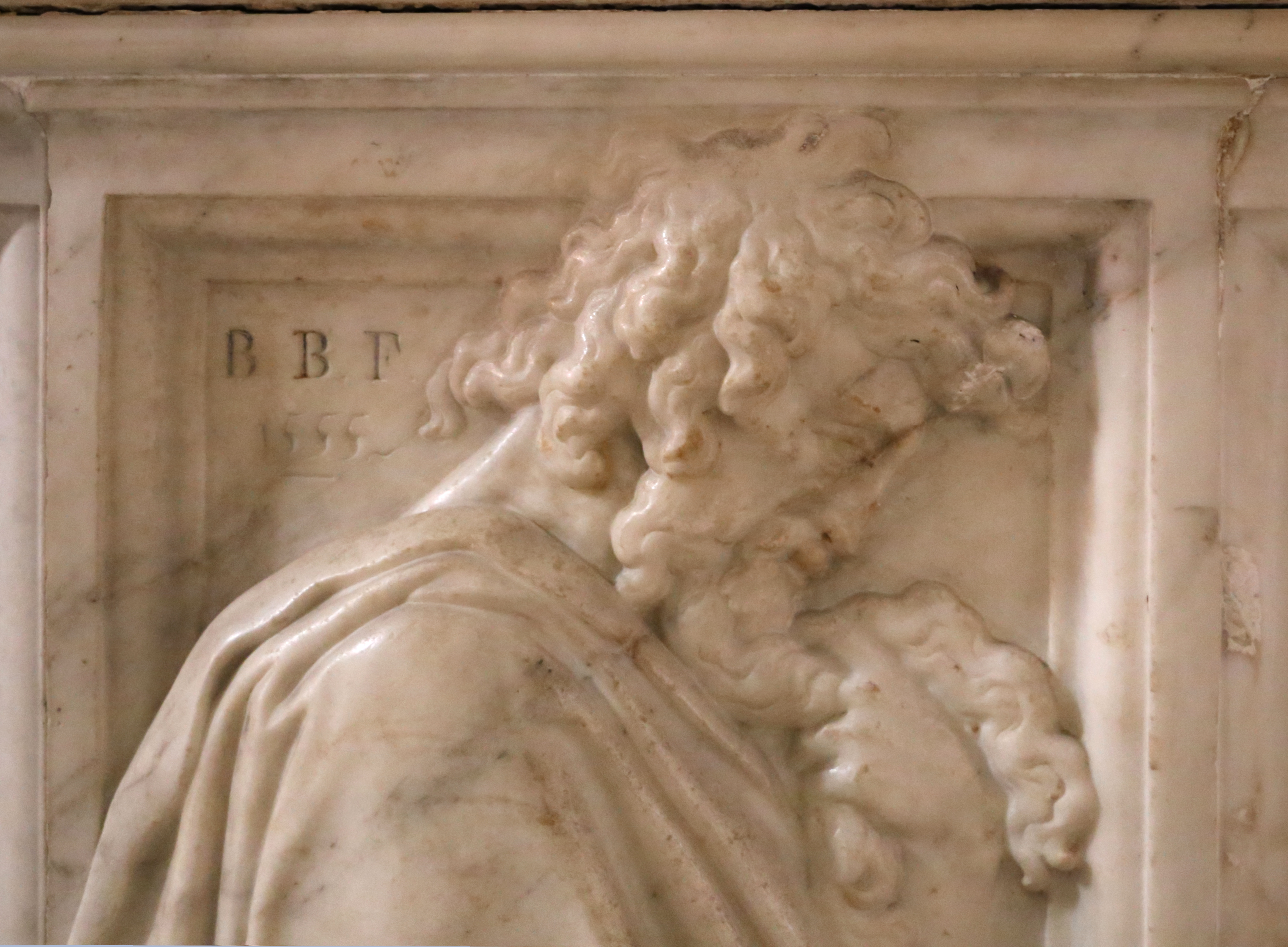
Firma di Baccio Bandinelli e data (1555) sul bassorilievo raffigurante Uomo stante in atteggiamento meditabondo con barba, nel lato sud-orientale.

In corrispondenza dei pilastri del colonnato smantellato dal Baccani, sulla parete esterna del recinto vi sono dei bassorilievi che ritraggono figure maschili nella loro interezza, che non mantengono la loro collocazione originaria, ma vennero riposizionati nel corso dei restauri ottocenteschi; nel progetto primitivo essi dovevano essere trecento, poi in quello definitivo ottantotto e attualmente, in seguito alla demolizione degli zoccoli aggettanti, sessantaquattro (i restanti ventiquattro sono esposti presso il Museo dell'Opera del Duomo). Le realizzazione delle sculture (messe in opera nel 1572) venne curata in minima parte da Baccio Bandinelli (per le quali fece diversi disegni preparatori) e portata a termine dai suoi allievi Bartolomeo Ammannati, Clemente Bandinelli (figlio di Baccio), Vincenzo de' Rossi e Giovanni Bandini, in particolare da quest'ultimo che vi si cimentò a partire dal 1563-64. Al maestro sono ascrivibili sicuramente soltanto cinque bassorilievi autografi recanti la sigla «B.B.F.» e la data (1555), che si distinguono dagli altri per la pesantezza e dalla sporgenza del drappeggio, e da un «particolarismo minuto» lontano dalla «signorile risolutezza» propria soprattutto delle sculture del Bandini; essi si trovano tutti ancora ad ornamento del recinto e raffigurano rispettivamente un uomo stante con lunga barba, un uomo stante in atteggiamento meditabondo con barba, un uomo imberbe di spalle con lungo bastone in mano (lato sud-est), un uomo stante di tre quarti con barba corta e un uomo imberbe con braccia conserte (lato nord-est).
Le figure ritratte nei bassorilievi sono Profeti, Apostoli e Santi dell'Antico e del Nuovo Testamento; esse sono volutamente connesse alla tematica veterotestamentaria che, secondo il progetto originario bandinelliano, doveva caratterizzare l'intera recinzione marmorea del coro: i bassorilievi, infatti, erano stati ideati come suddivisione tra le varie Scene dell'Antico Testamento mai realizzate, sebbene senza alcuna stretta correlazione tra le singole raffigurazioni. Venuti meno quest'ultimi, le figure vennero collocate accostando posture tra di loro speculari per sottolinearne i tratti anatomici. Tutti i personaggi, che presentano un atteggiamento di meditazione relativamente al mistero dell'azione redentrice di Cristo celebrato all'interno del recinto del coro, sono raffigurati con diverse caratteristiche anatomiche e posture, con una prevalenza di figure vestite con panneggi drappeggiati (alcuni di essi con il capo velato, altri caratterizzati da un turbante) e in posizione eretta (l'unico seduto, proveniente dal lato meridionale, è esposto presso il Museo dell'Opera del Duomo); alcune figure tengono in mano oggetti, quali bastoni, libri, rotoli, una maschera e un teschio (elemento, quest'ultimo, strettamente legato al tema della salvezza dell'anima che avviene attraverso il sacrificio espiatorio di Cristo). I vari personaggi non sono identificabili; tuttavia, nei loro volti sono stati individuati alcuni probabili ritratti che riprendono i lineamenti di figure illustri dell'epoca, quali Tommaso Cavalcanti, Michelangelo Buonarroti e Filippo Brunelleschi.
Lo stile fonde insieme una rielaborazione della scultura classica greca e romana con il richiamo all'arte michelangiolesca, presente soprattutto nei ricchi drappeggi dei mantelli e nelle folte capigliature, e all'espressionismo del Rosso Fiorentino, mentre i due nudi esposti presso il Museo dell'Opera del Duomo e rispettivamente l'uno ripiegato su sé stesso, l'altro con in mano un libro, sono un rimando ad Agnolo Bronzino, mentre lo è ad Andrea del Sarto la figura stante avvolta da un drappo. Il classicismo dei rilievi del Bandini è non inferiore a quello del Bandinelli, ma è reso con toni «più calmi e più semplici», filtrando in chiave antiquaria attraverso un'«idealità soave» il linguaggio aspro del maestro.
La parete interna del recinto ripropone, con semplici specchiature, l'articolazione di quella esterna.
Al di sopra del recinto, in luogo dei pilastri del coronamento architettonico originario, si trovano ventidue torciere in stile neorinascimentale, realizzate nel corso dei restauri ottocenteschi in stucco dipinto di bianco e caratterizzate da una decorazione ad intaglio con motivi ornamentali e vegetali; al di sopra di ciascuna di esse vi è uno dei ceri che costituiscono l'installazione permanente in ceriscultura del coro, realizzata nel 2015 da Giuseppe Rosini.

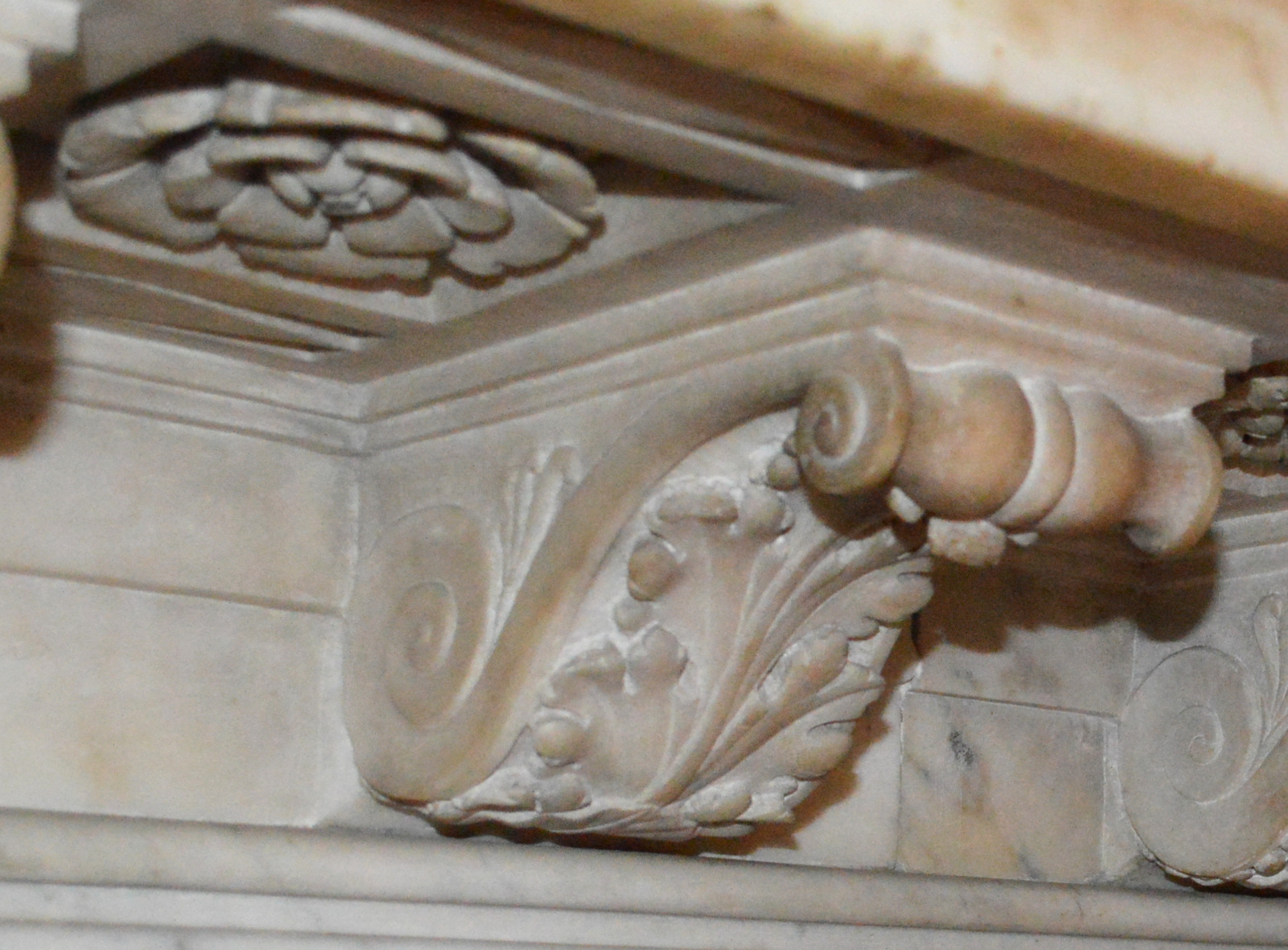
Rosetta e mensola del lato orientale
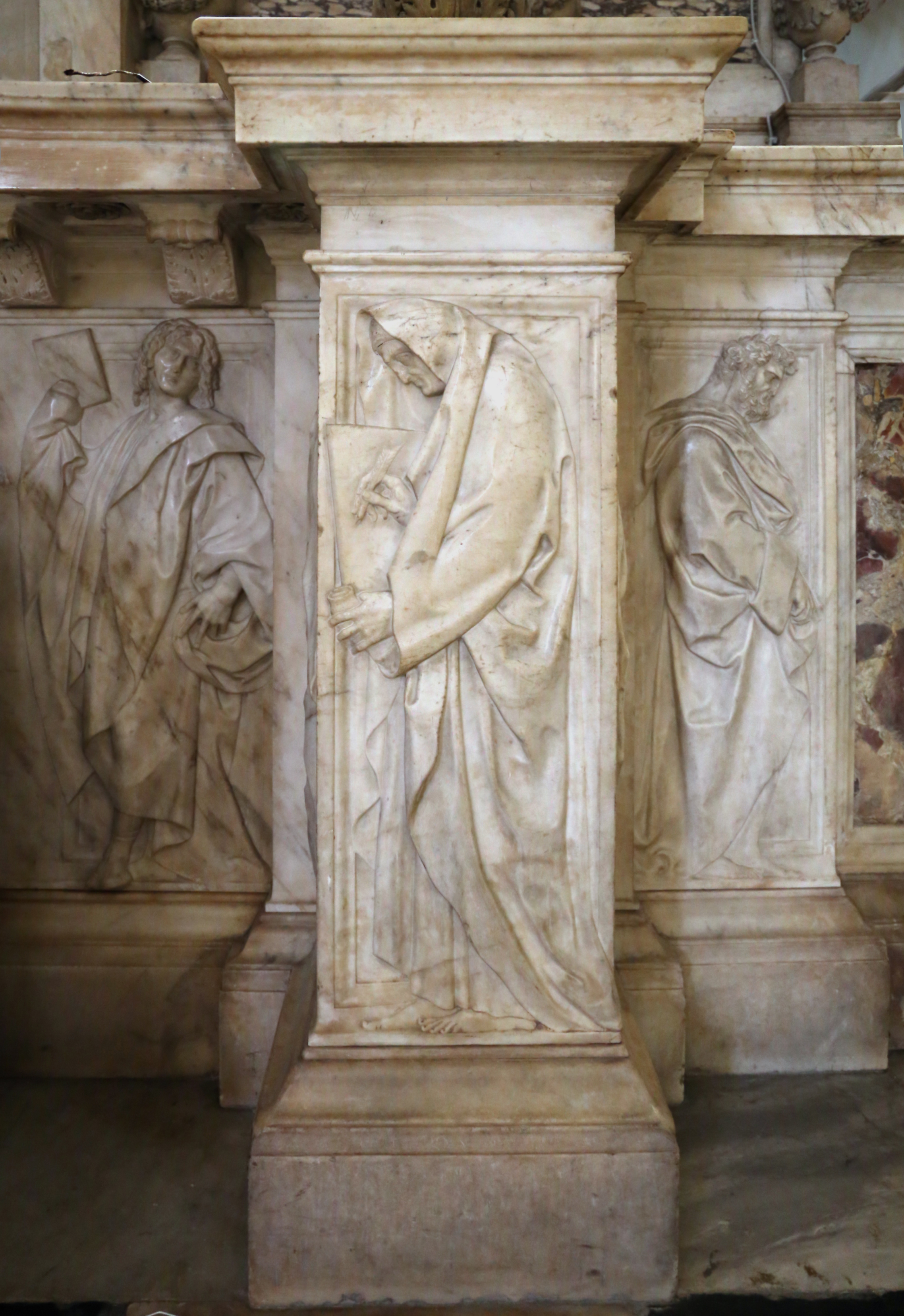
Bassorilievi aggettanti del lato est
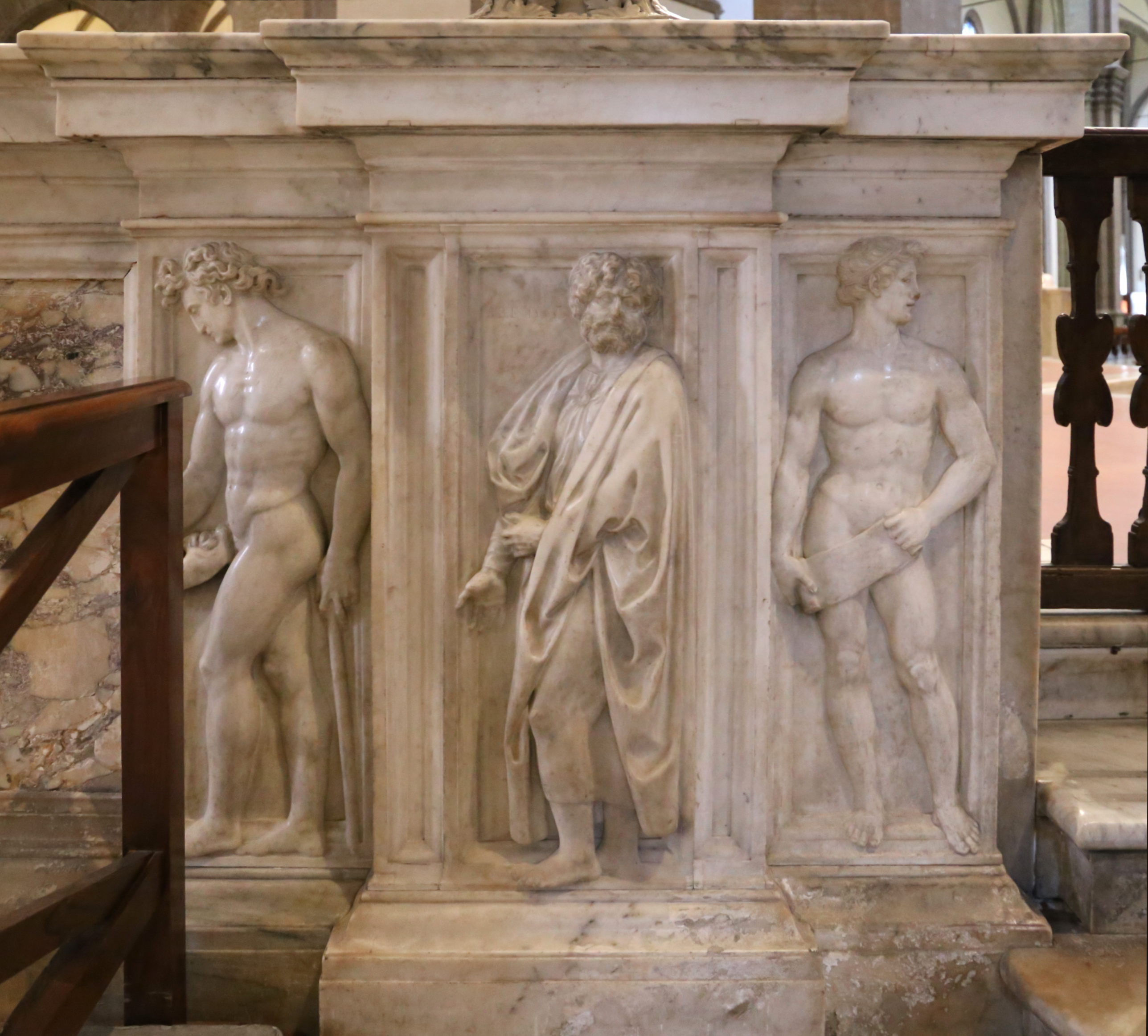
Bassorilievo bandinelliano (al centro) del lato nord-est
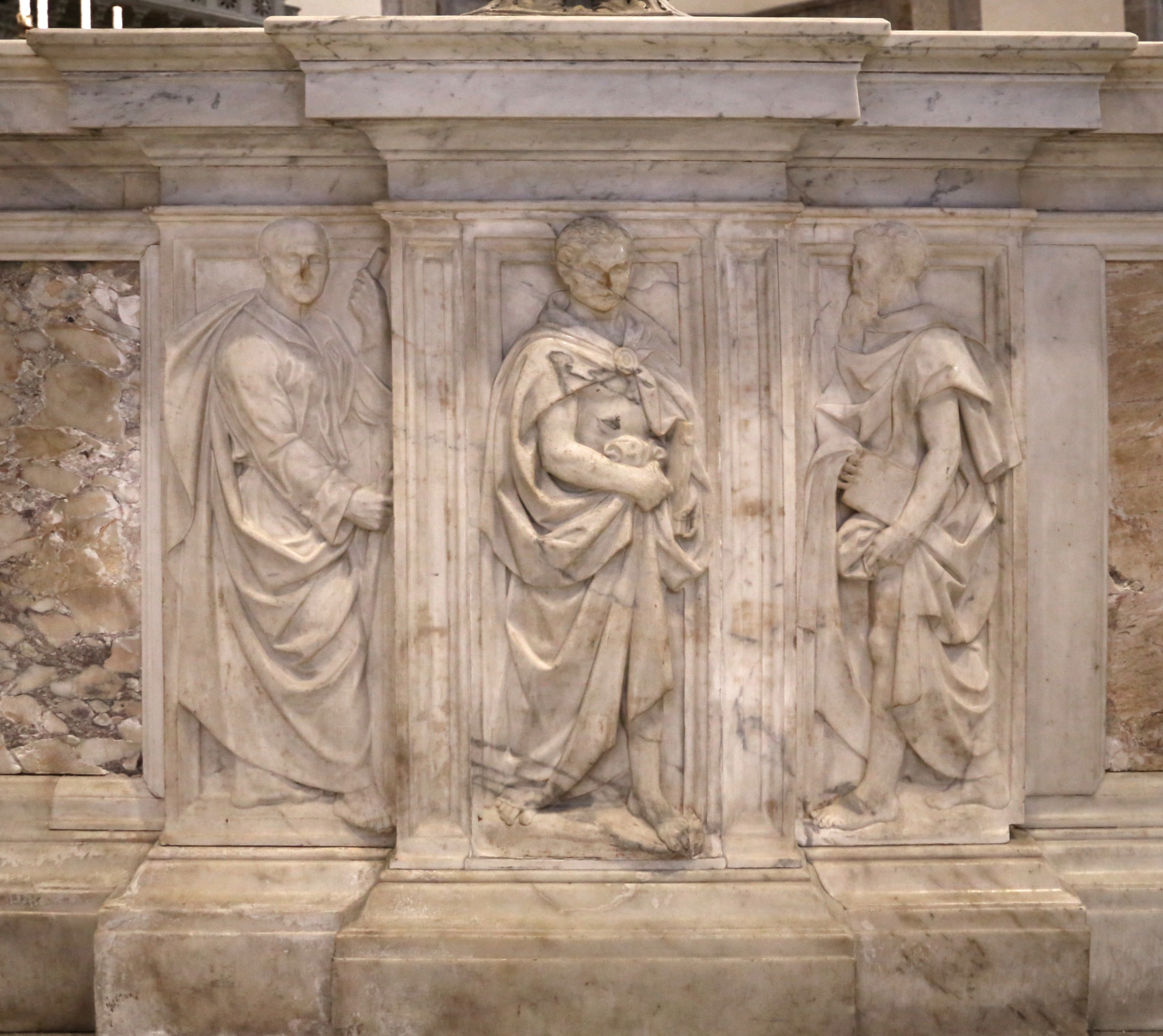
Bassorilievi del lato nord
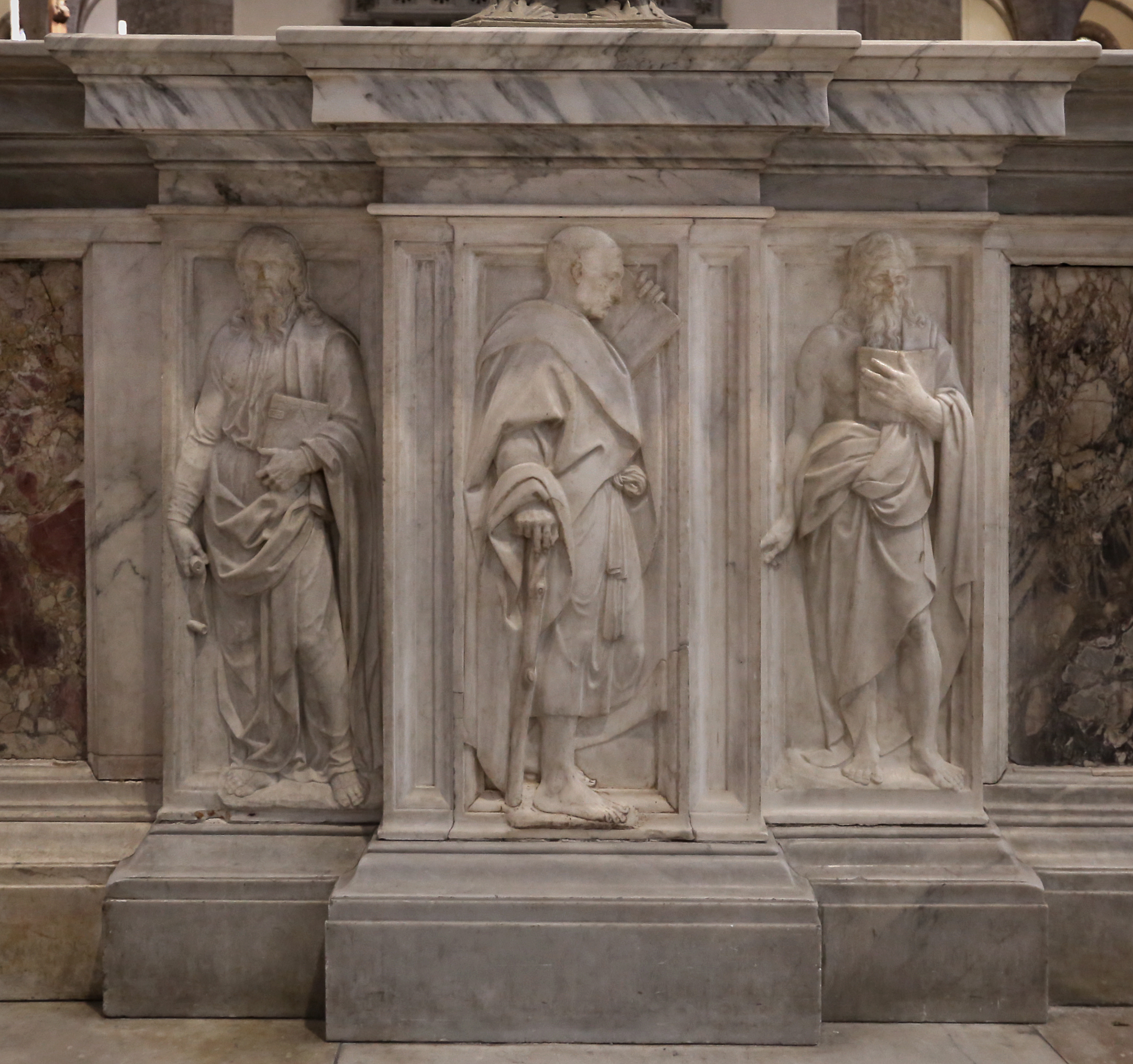
Bassorilievo bandinelliano (al centro) del lato nord-ovest
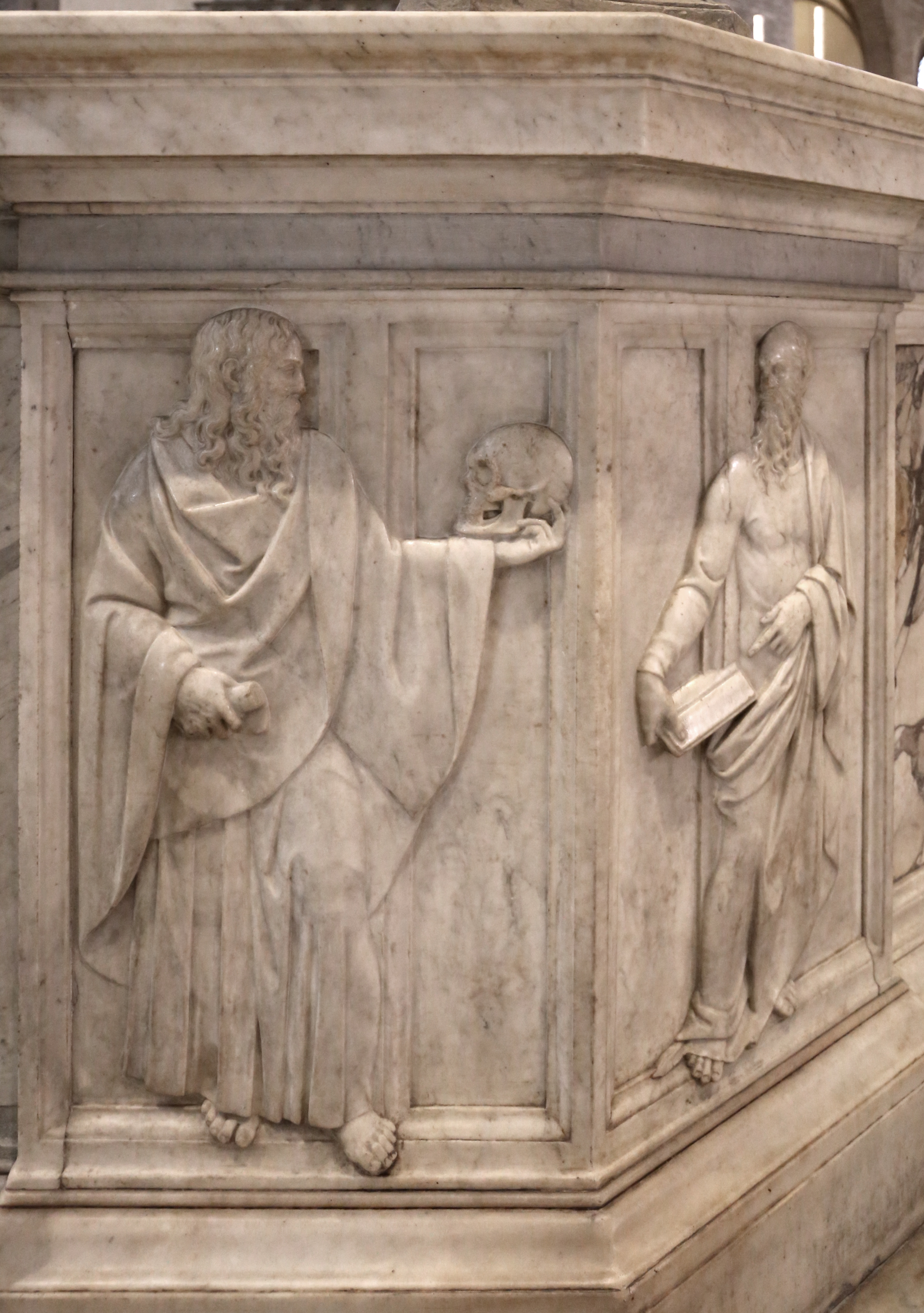
Bassorilievo tra i lati sud-ovest e sud
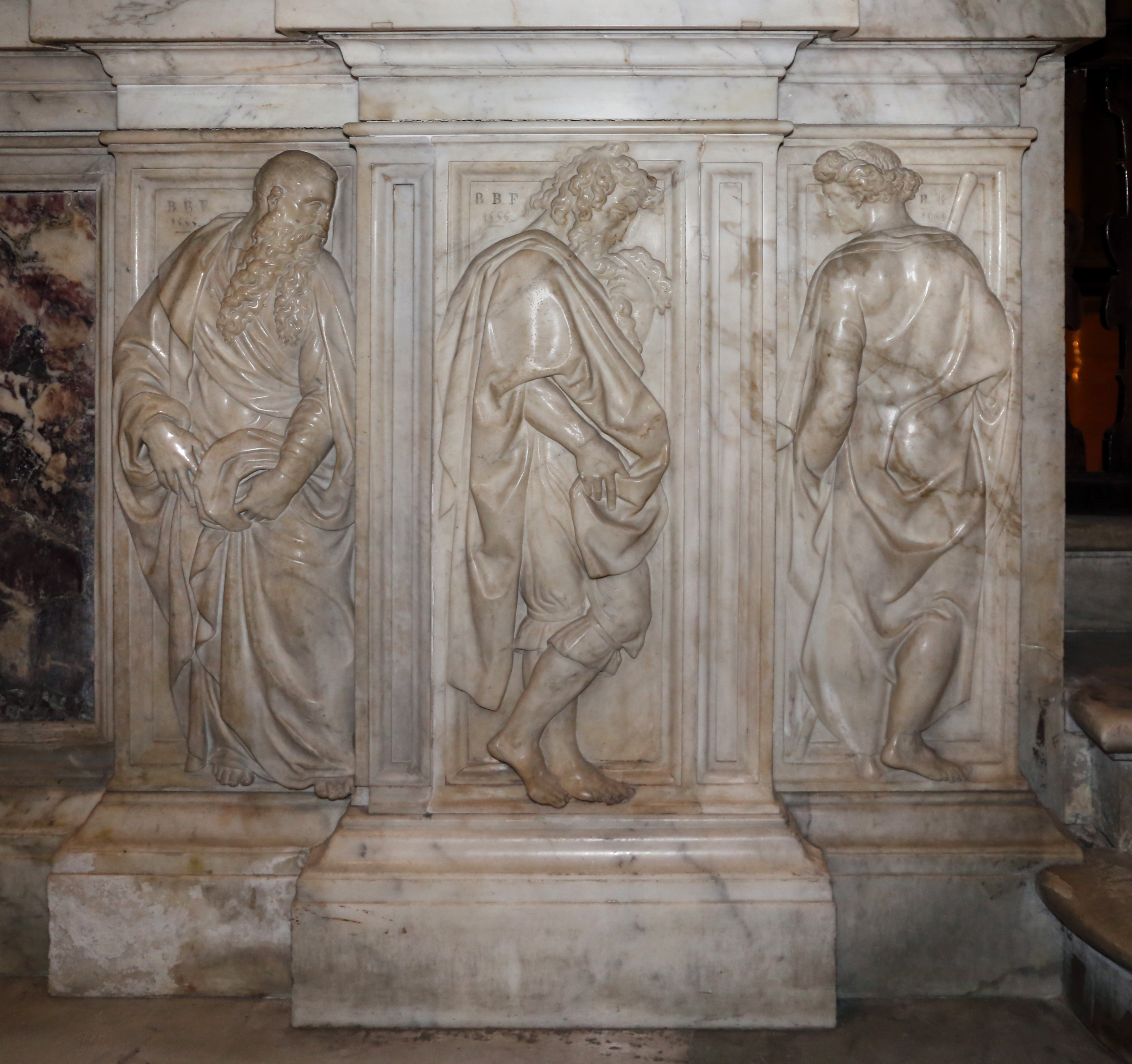
Bassorilievi bandinelliani del lato nord-est
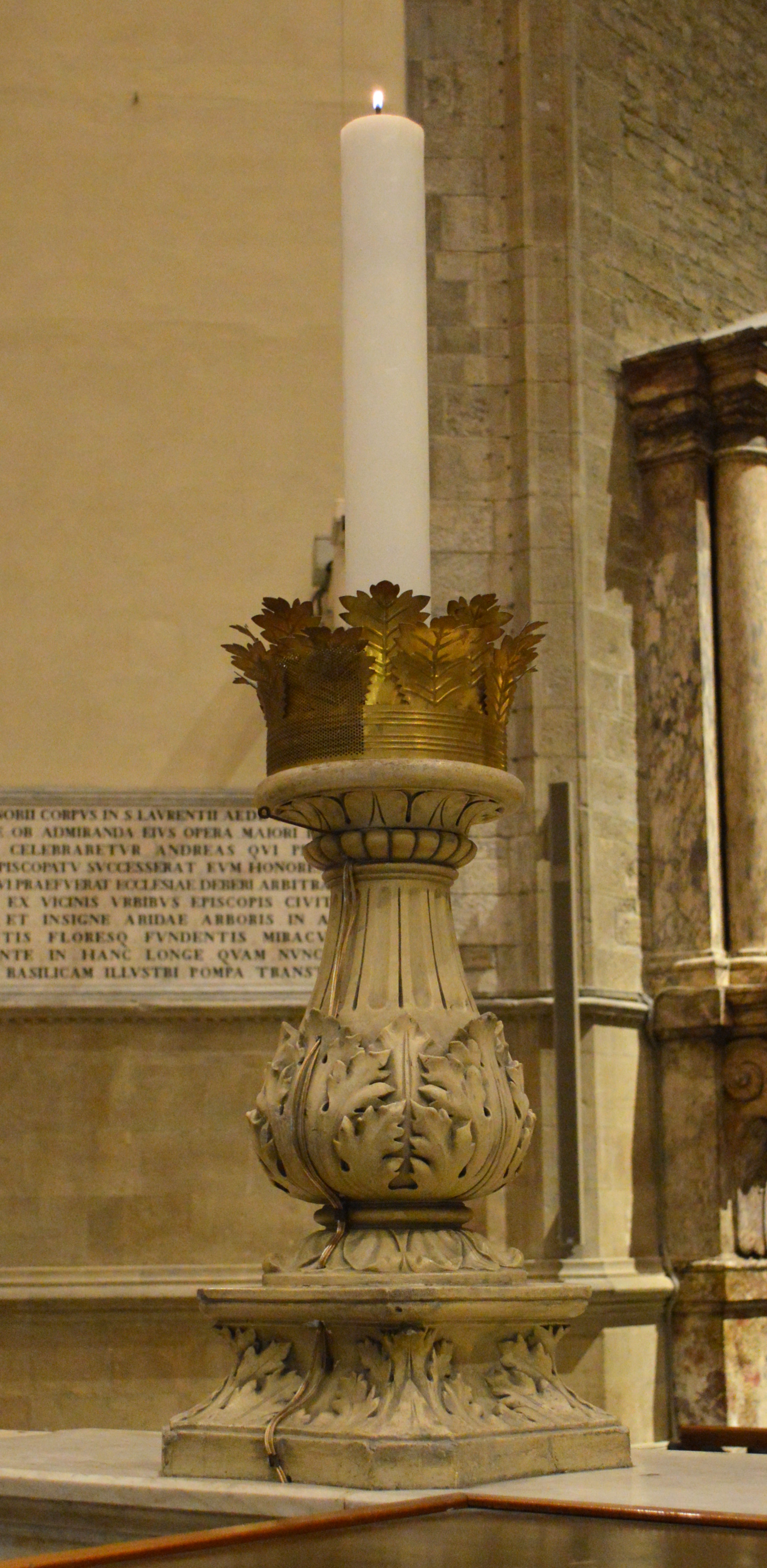
Torciera

### Pavimento, stalli del coro e organo a canne

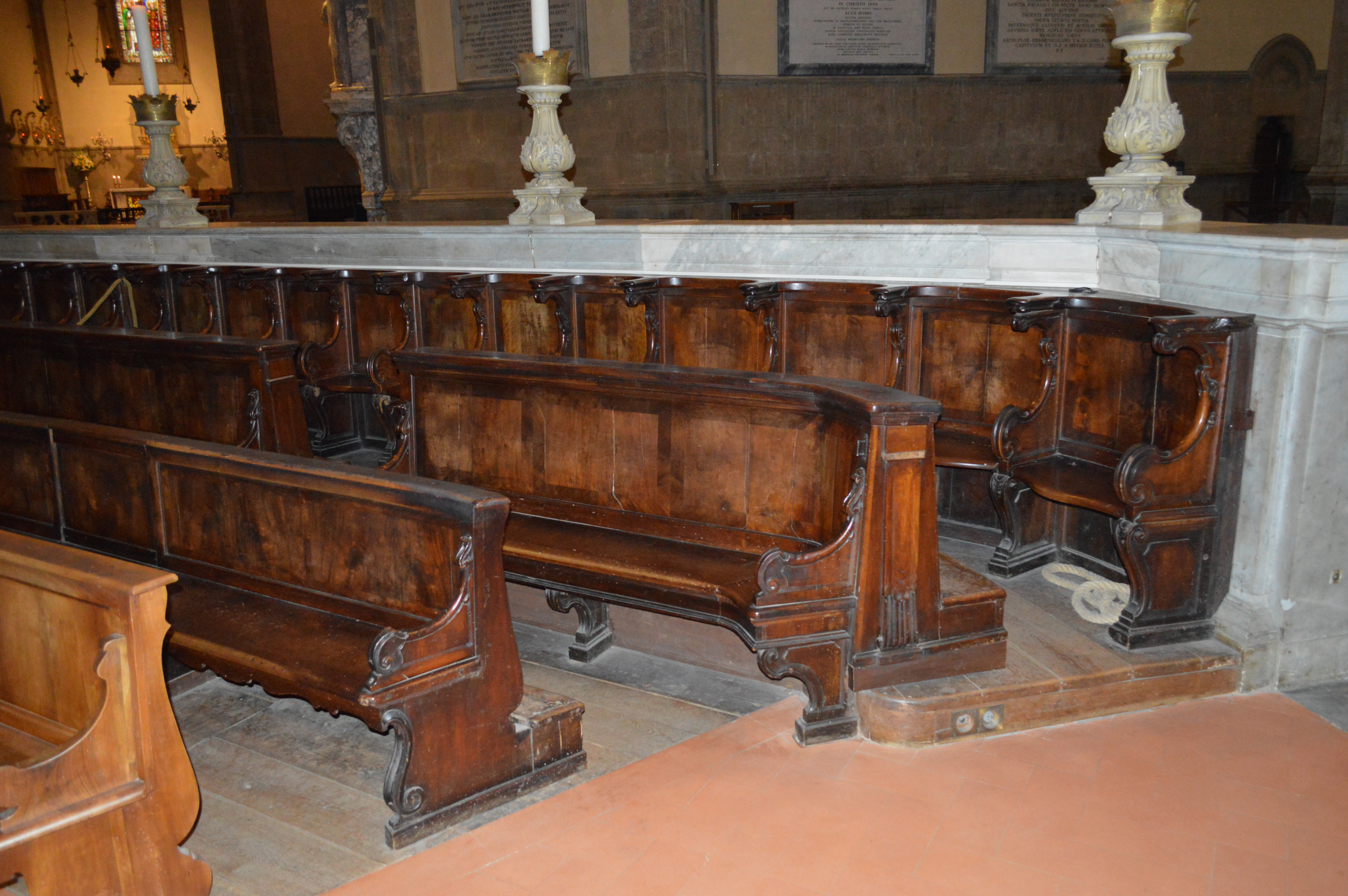
Particolare degli stalli lignei e delle panche di destra.

Il coro è l'unica area dell'intera cattedrale a mantenere la pavimentazione in cotto come era stato, seppur in forma provvisoria, fino agli inizi del XV secolo: fu infatti l'area al di fuori dell'ottagono ad essere pavimentata per prima tra il 1520 e il 1524, con trapezi marmorei policromi digradanti verso il centro, su disegno di Simone del Pollaiolo (morto nel 1508). Il pavimento attuale non è più quello originario (costituito da spicchi in cotto con bordature marmoree che riproponevano in pianta i soprastanti costoloni della cupola e la lanterna), ma è frutto degli interventi della seconda metà del XX secolo ed è costituito da piastrelle rettangolari in cotto lucido con i gradini in marmo bianco, ad eccezione dell'area occupata dagli stalli del coro, dove è in legno; unici elementi superstiti della pavimentazione antica sono i due gruppi di tre esagoni marmorei ciascuno, disposti parallelamente ai lati nord-ovest e sud-ovest, che avevano la funzione di indicare durante la liturgia la posizione dei sei chierici cantori e dei cerofori.
I seggi, il cui assetto attuale risale all'intervento ottocentesco, si articolano in tre ordini: quello superiore è costituito dagli stalli cinquecenteschi (rimaneggiati alla metà del XIX secolo per adattarli alla mutata planimetria del coro), destinati in origine ai canonici, mentre i due inferiori, costituiti da panche, erano riservati agli altri sacerdoti. Gli stalli, in totale quarantasei (venticinque nel settore settentrionale, ventuno in quello meridionale, sono privi di particolari decorazioni: di modesta altezza (tale che non superino il retrostante recinto marmoreo), come le panche presentano semplici modanature sui braccioli e sui sostegni delle sedute, ribaltabili.

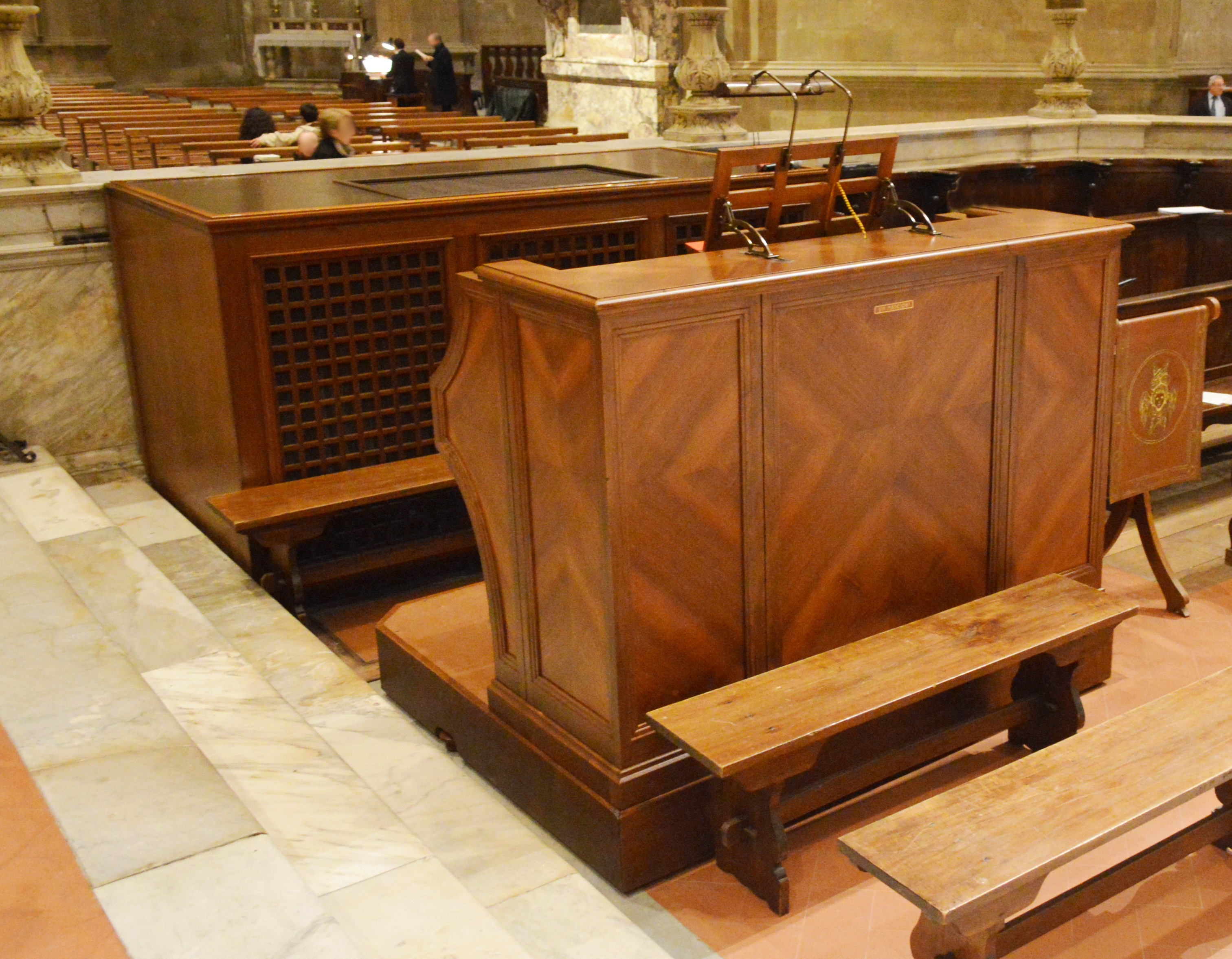
Il corpo corale e la consolle a quattro manuali dell'organo a canne.

I seggi posti a ridosso del lato sud dell'ottagono si interrompono alcuni metri prima dei gradini del presbiterio, asimmetricamente rispetto a quelli del lato nord, per lasciare spazio al corpo corale dell'organo a canne della cattedrale (Mascioni, opus 805) realizzato nel 1961, costituito da dieci registri corrispondenti alla relativa sezione del primo manuale e del pedale, per un totale di 821 canne; il materiale fonico è posto a 1,55 m al di sotto del piano di calpestio del coro ed è interamente alloggiato entro una cassa lignea dalla semplice fattura geometrica, che presenta un grigliato per lo sfogo del suono sia sulla parte anteriore, sia sulla copertura. Di fronte ad essa trova luogo la consolle mobile a quattro manuali (ivi installata nel 2017 in luogo di quella originaria a tre, spostata nella cappella di San Jacopo Maggiore), che comanda l'intero strumento, che tra il 1961 e il 2017 è stato più volte oggetto di ampliamento da parte della ditta costruttrice; essa presenta una sobria decorazione costituita da specchiature che riprendono la forma del mobile, con il nome della ditta costruttrice intarsiato al centro della parete posteriore.

### Presbiterio

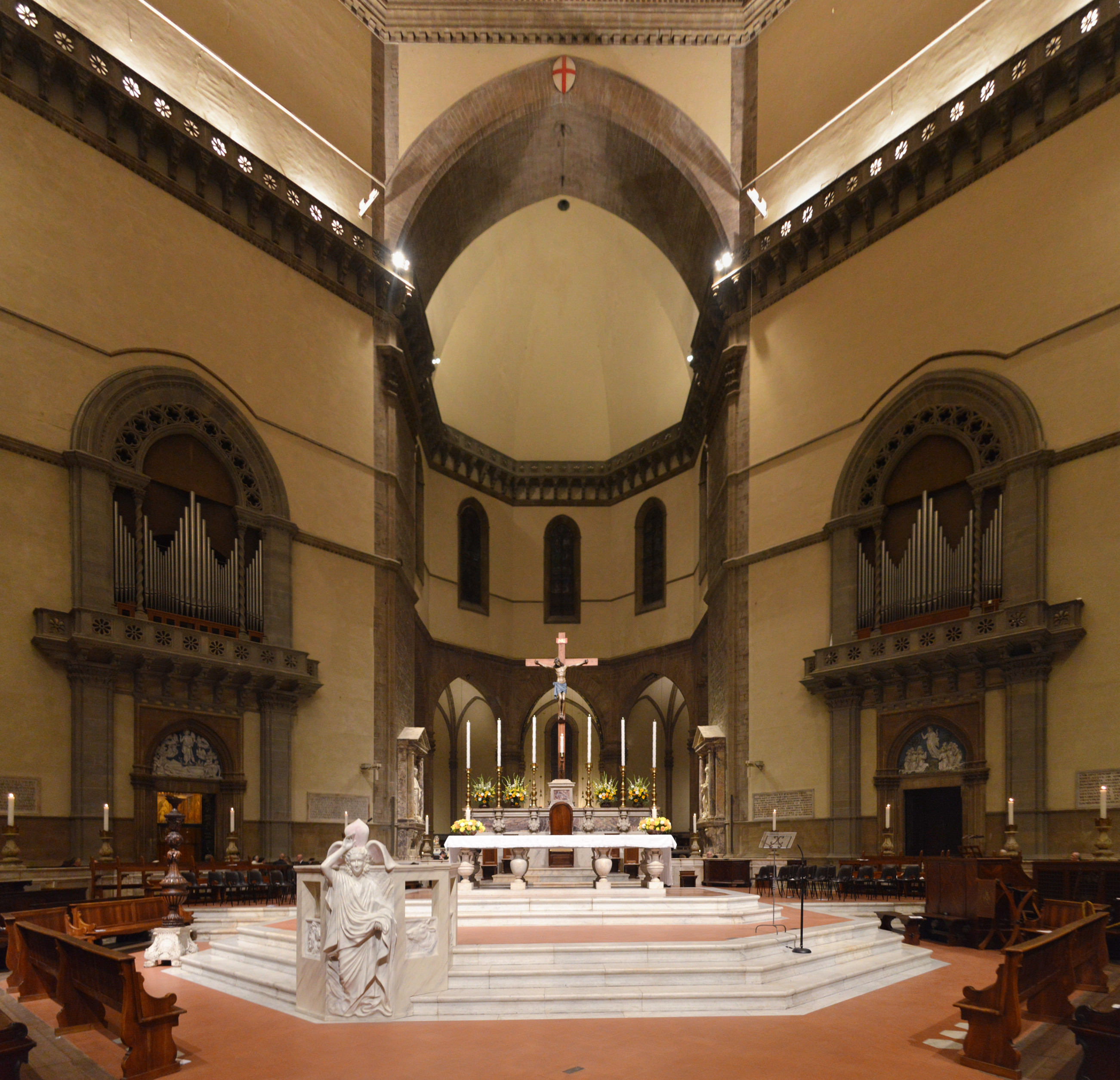
Veduta d'insieme del presbiterio.

Il presbiterio occupa l'area centrale ed orientale del coro e, nel suo assetto attuale, risale al 1973. Esso è sopraelevato di tre gradini rispetto al resto del coro e, in corrispondenza del centro dell'ottagono, dove si trova l'altare maggiore, si protende in avanti assumendo esso stesso la forma di metà ottagono irregolare. Ai lati del dossale, in diagonale, sono posti gli attuali sedili riservati ai canonici, costituiti da due moderne serie di seggi singoli uniti fra di loro, con inginocchiatoi. Nelle celebrazioni non presiedute dall'arcivescovo viene allestita come sede per il celebrante una sedia lignea non sopraelevata, posta alla sinistra del dossale in posizione leggermente avanzata rispetto a quest'ultimo.

#### Altare maggiore
L'altare maggiore sorge al centro dell'ottagono ed è sopraelevato di due gradini rispetto al presbiterio; di questi, quello superiore ha il piano di calpestio in legno e amovibile in quanto, a ridosso del lato settentrionale della mensa, vi è il vertice meridionale dello gnomone solare di Paolo dal Pozzo Toscanelli (1450 circa), visibile quasi nella sua interezza nella tribuna di sinistra del capocroce.

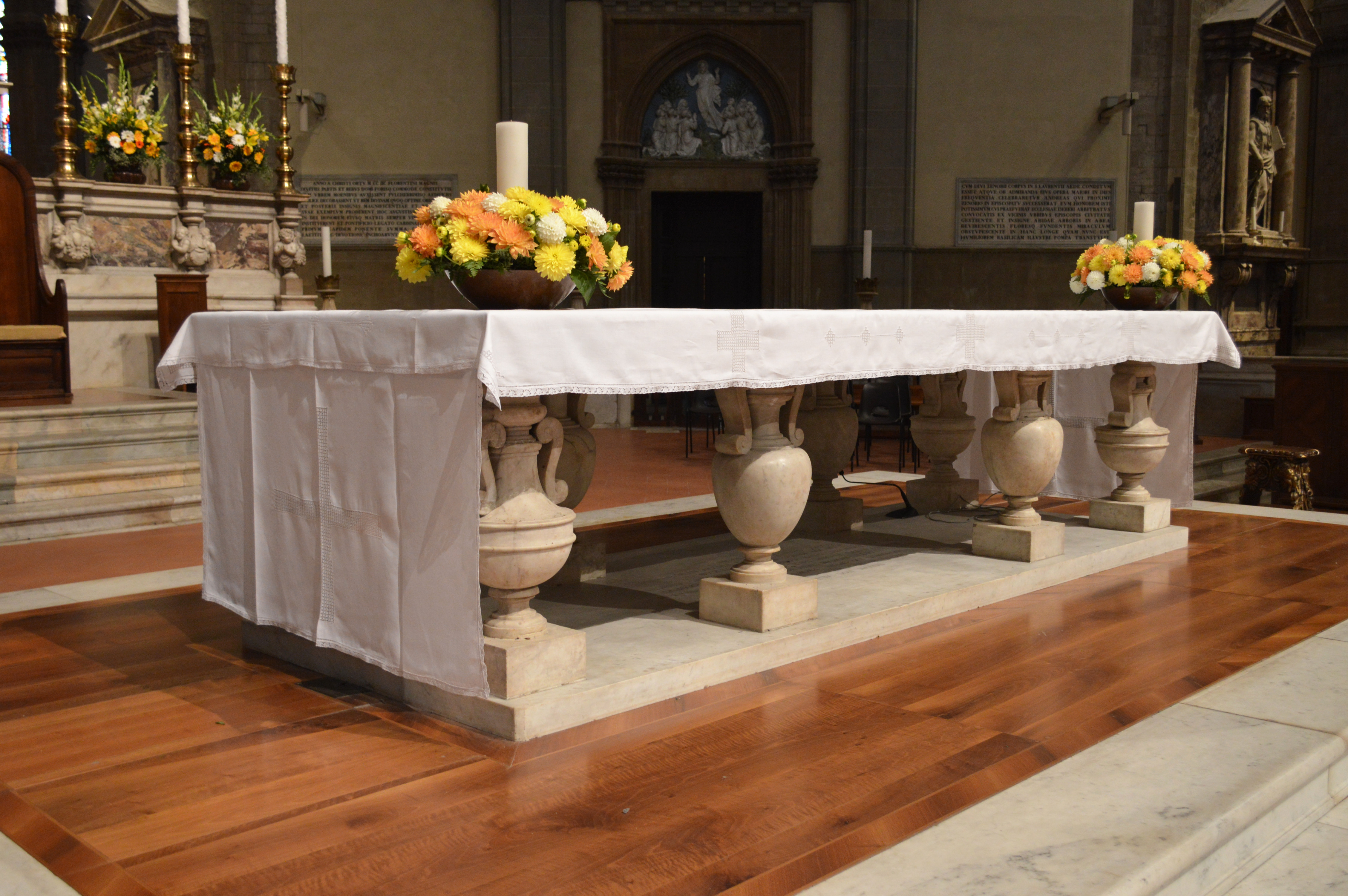
L'altare maggiore.

L'altare, realizzato riadattando gli elementi della mensa di quello bandinelliano e consacrato il 21 giugno 1973 in onore della Vergine Maria Assunta, è in marmo ed è costituito da una mensa rettangolare realizzata negli anni 1970, sorretta da otto vasi biansati scolpiti, originali. Essi si rifanno alla tradizione fiorentina quattrocentesca rivisitata dal Bandinelli in chiave contemporanea, di raffigurare (prevalentemente sugli sportelli dei tabernacoli, come in quello realizzato nel 1446 da Luca della Robbia per la chiesa di Santa Maria a Peretola) un vaso nel quale viene raccolto il sangue di Gesù, in stretta correlazione con la statua di Cristo morto originariamente posta al di sopra della mensa. I vasi hanno la forma di severe anfore prive di particolari decorazioni, e sono di due tipi: le quattro laterali sono caratterizzate da un corto piede svasato, corpo espanso che richiama quello del lagynos, spalla distinta, lungo collo con bordo arrotondato e anse a nastro con volute; le quattro centrali, invece, hanno piede analogo, corpo ovoide, spalla distinta, alto collo, orlo ingrossato e sagomato, anse a nastro desinenti in volute.
Sulla lastra marmorea su cui poggiano gli otto vasi è scolpita l'epigrafe dedicatoria in lingua latina, composta dal filologo Dino Pieraccioni:
(Epigrafe dedicatoria dell'altare maggiore.)
All'interno della mensa durante il rito di consacrazione vennero inserite le reliquie di diversi santi legati alla chiesa fiorentina: san Feliciano martire, san Zanobi, sant'Antonino Pierozzi arcivescovo, san Giovanni Gualberto abate, santa Maria Maddalena de' Pazzi vergine, Santa Caterina de' Ricci vergine, santa Verdiana vergine e santa Giuliana Falconieri vergine.

#### Dossale e cattedra

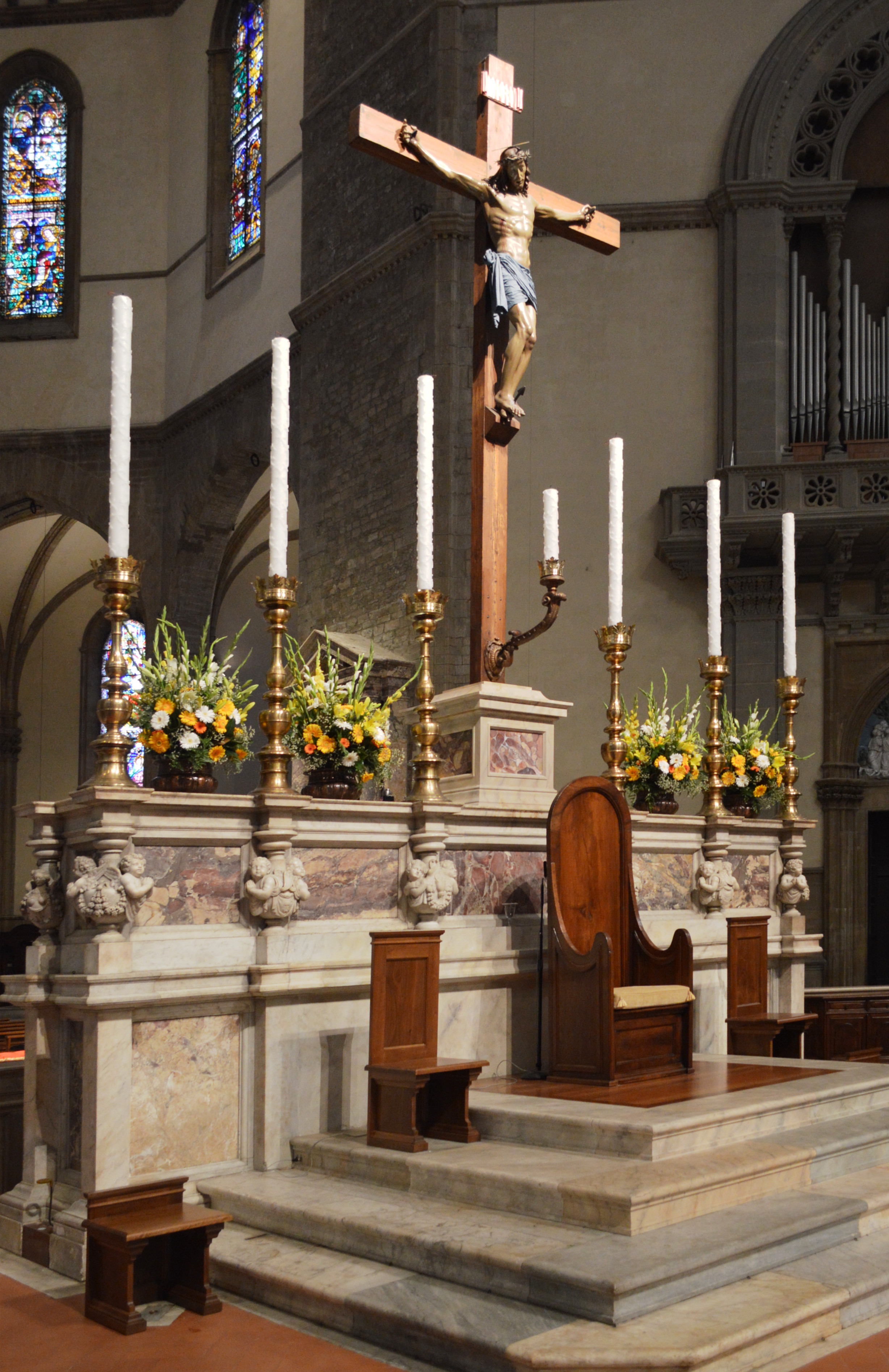
Il dossale con la cattedra arcivescovile, il Crocifisso di Benedetto da Maiano e l'installazione in ceriscultura di Giuseppe Rosini.

In asse con l'altare maggiore e in posizione notevolmente arretrata corrispondente a quella originaria, leggermente distaccato dal lato orientale della transenna, si trova il dossale dell'altare bandinelliano. Esso è in marmo ed è caratterizzato dalla bicromia ottenuta accostando il marmo di Carrara alla breccia medicea delle specchiature, installata nel 1569 in luogo dei previsti bassorilievi con Scene della Passione di Gesù. Il dossale è suddiviso in due ordini sovrapposti da un semplice cornicione; in quello superiore, alternati alle suddette specchiature, si trovano dodici balaustri che richiamano, nella forma, le anfore della mensa dell'altare. Esso sono decorati ad altorilievo con diversi soggetti: ciascuno dei sei del lato anteriore presenta due busti di cherubini oranti con festoni (balaustri angolari), il velo della Veronica (balaustri laterali esterni) e il calice con l'ostia (balaustri laterali interni), con riferimento alla Passione di Cristo; sui sei del lato posteriore, invece, oltre a festoni sono raffigurati i simboli del male, quali busti di arpie (balaustri angolari) e grifi (balaustri laterali), che dovevano fare da sfondo all'Albero del peccato. Al centro della parete posteriore del dossale vi è il tabernacolo degli oli santi, realizzato nell'ambito dei restauri condotti da Gaetano Baccani, che presenta verso l'esterno un'apertura ad arco a tutto sesto chiusa da due sportelli in legno privi di particolari decorazioni. Il dossale, realizzato su disegno di Giuliano di Baccio d'Agnolo, è sormontato da sei candelabri in ottone, ciascuno dei quali è sormontato da un cero facente parte dell'installazione permanente in ceriscultura realizzata nel 2015 da Giuseppe Rosini e caratterizzato da una decorazione a rilievo (un settimo cero è situato su un apposito braccio ligneo scolpito che sporge dalla faccia anteriore del crocifisso).
A ridosso della parete anteriore del dossale, sopraelevata di quattro gradini dei quali i due inferiori marmorei e i due superiori dipinti a finto marmo, si trova la cattedra arcivescovile. Essa venne realizzata nel XV secolo e rimase in uso fino al 1918, per poi essere riportata in cattedrale nel 1990. È costituita da un semplice seggio in legno scuro, dall'alto schienale con terminazione ad arco a tutto sesto, con sull'esterno dei braccioli sagomati, semplici modanature che riprendono la forma di questi ultimi. La cattedra è priva di particolari decorazioni in quanto, in origine, veniva rivestita con stoffe in base al colore liturgico del giorno corrispondente. Secondo la tradizione, la cattedra sarebbe stata utilizzata anche da sant'Antonino Pierozzi, arcivescovo di Firenze dal 1446 al 1459; venne usata all'interno della cattedrale da papa Pio VII e papa Pio IX (che vi celebrarono rispettivamente il 1º giugno 1815 e il 23 agosto 1857) e in occasione della visita di papa Francesco (10 novembre 2015) fu portata nello stadio Artemio Franchi per la celebrazione della messa presieduta dal pontefice.

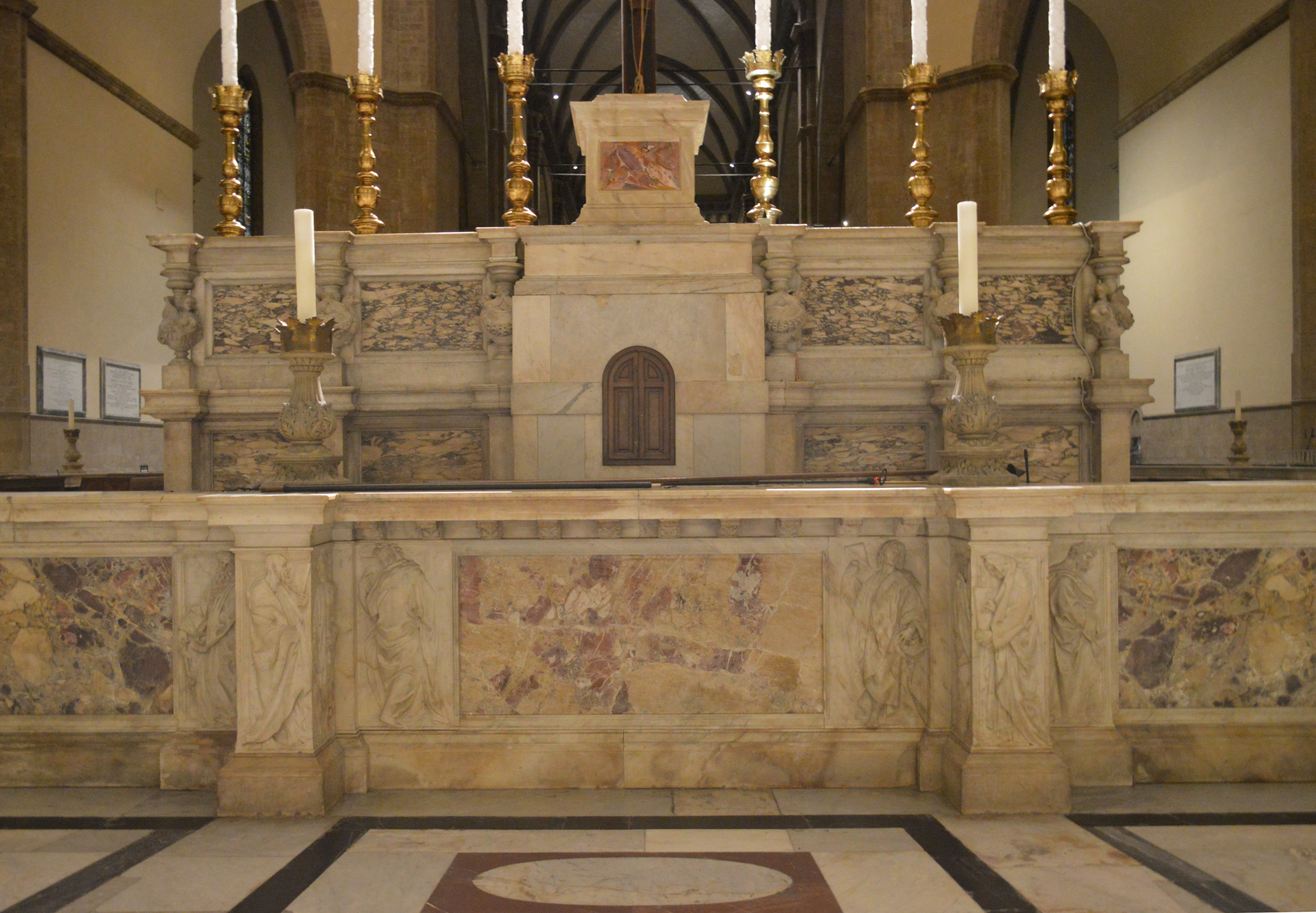
Il retro del dossale
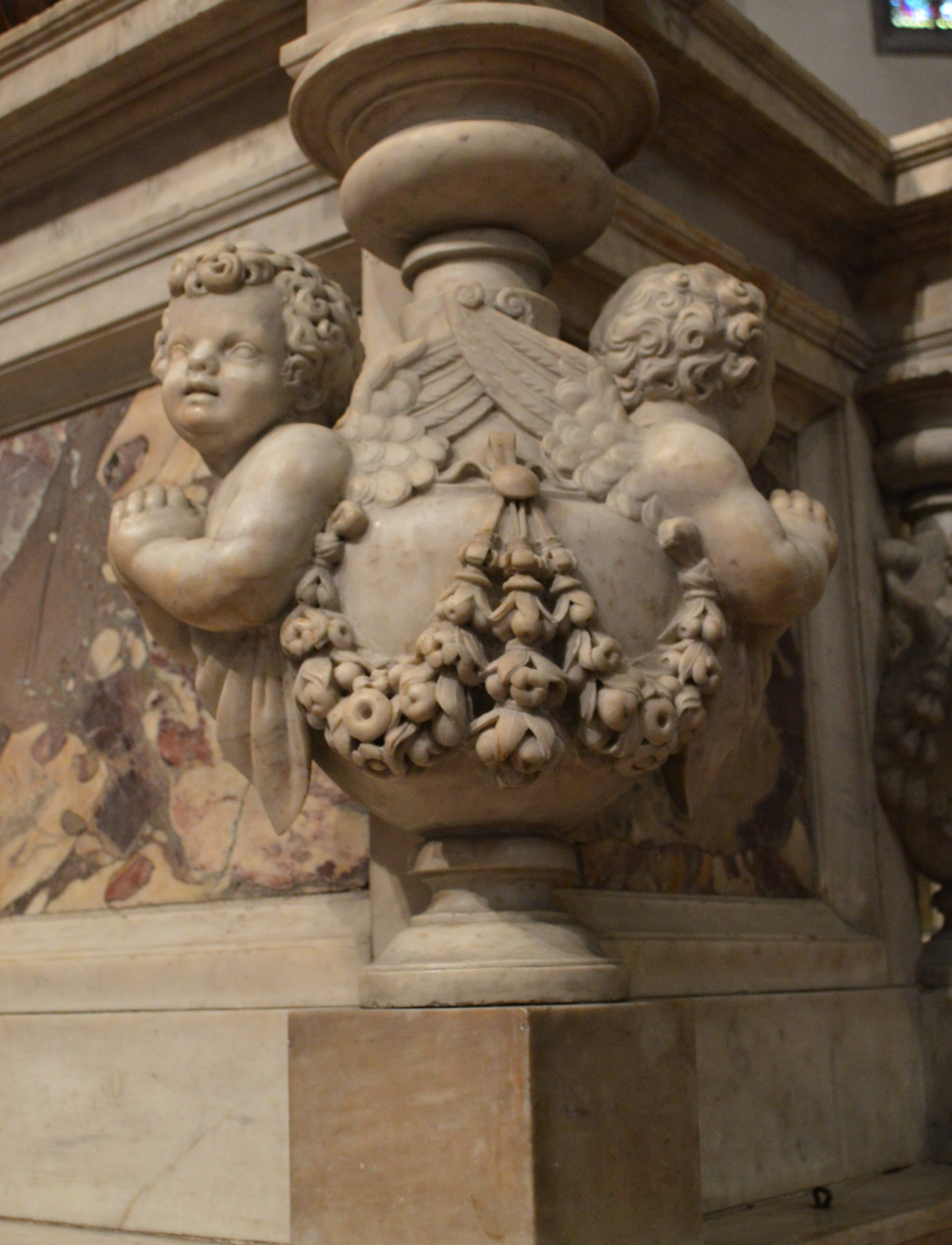
Anfora con festoni
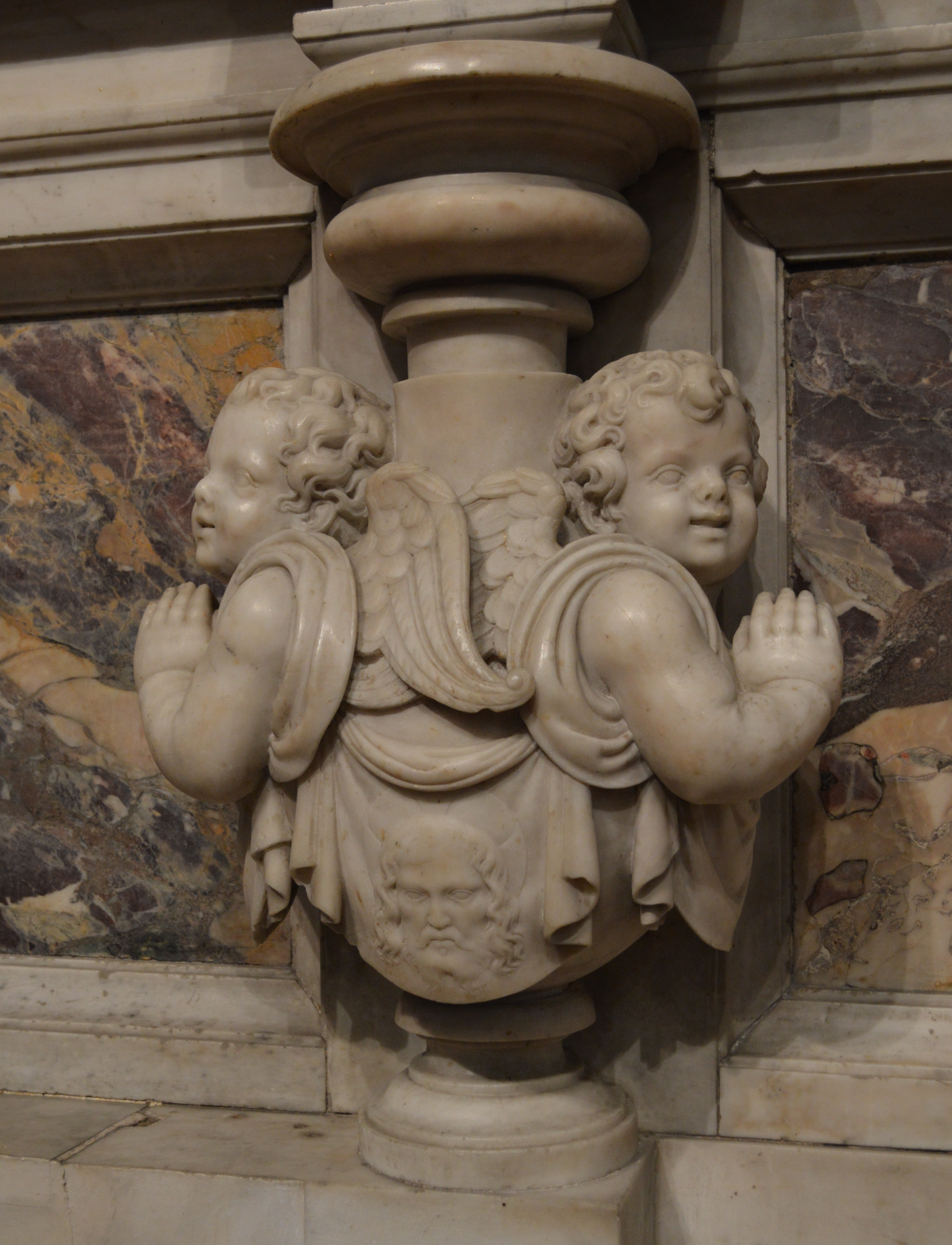
Anfora con velo della Veronica
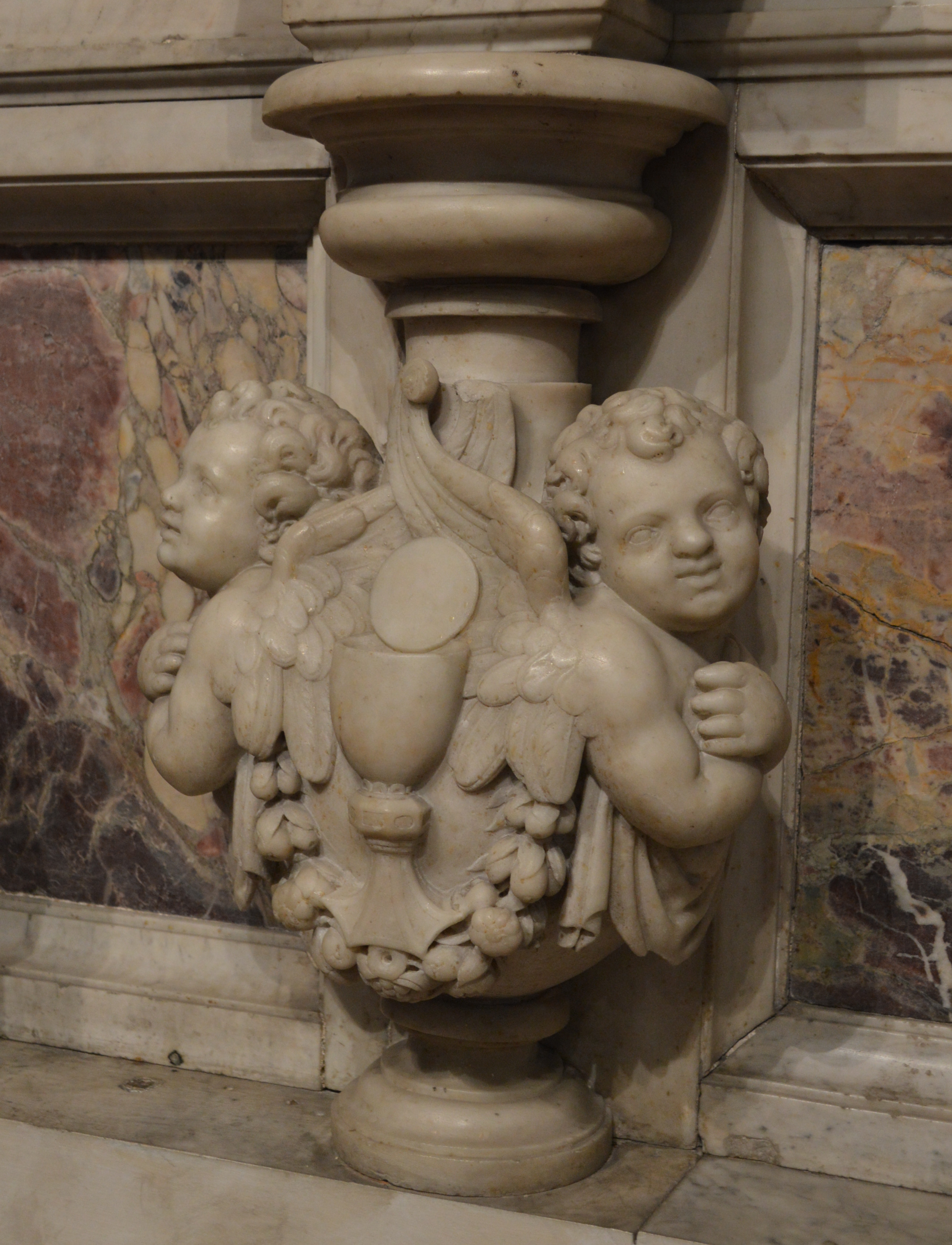
Anfora con calice e ostia
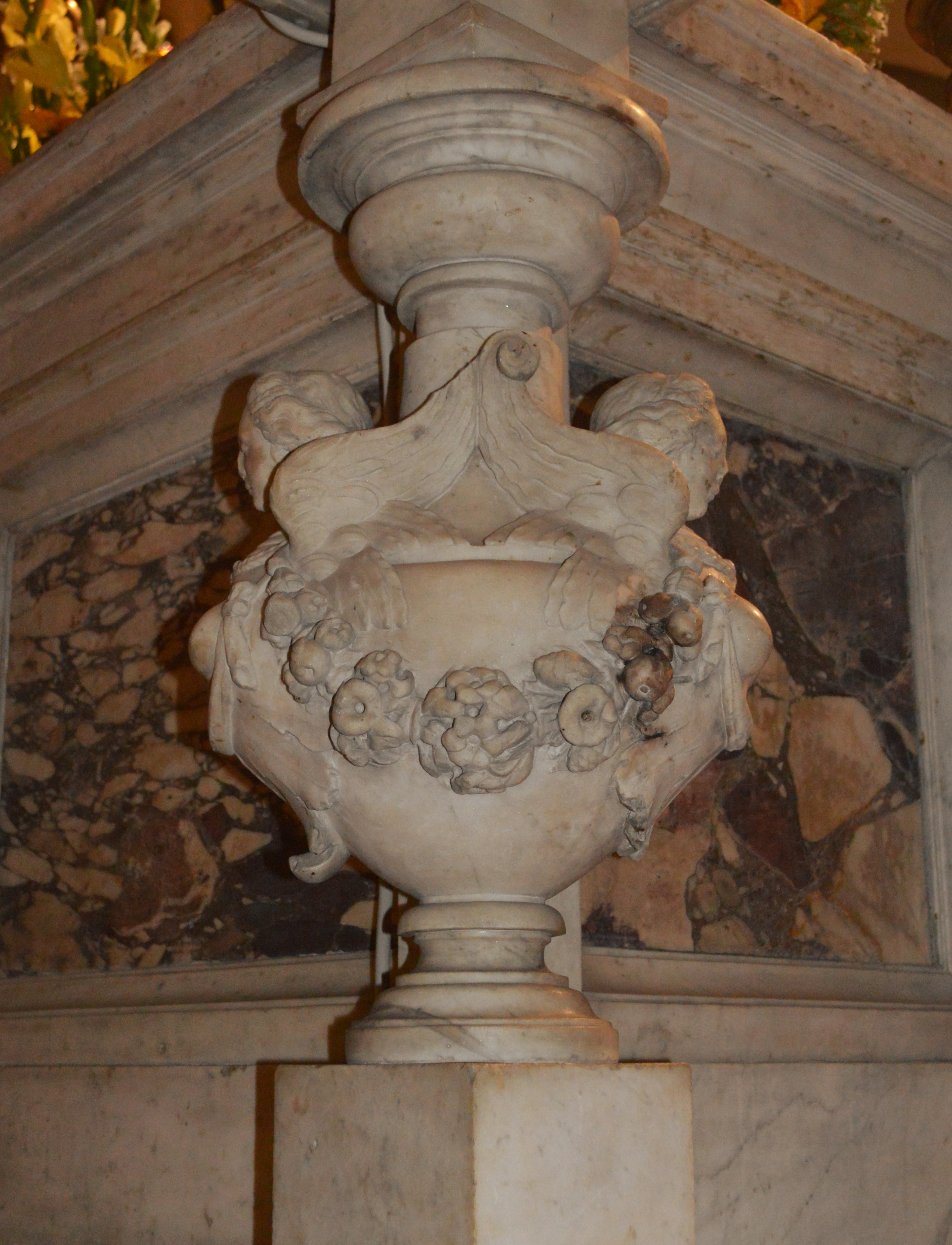
Anfora con arpie
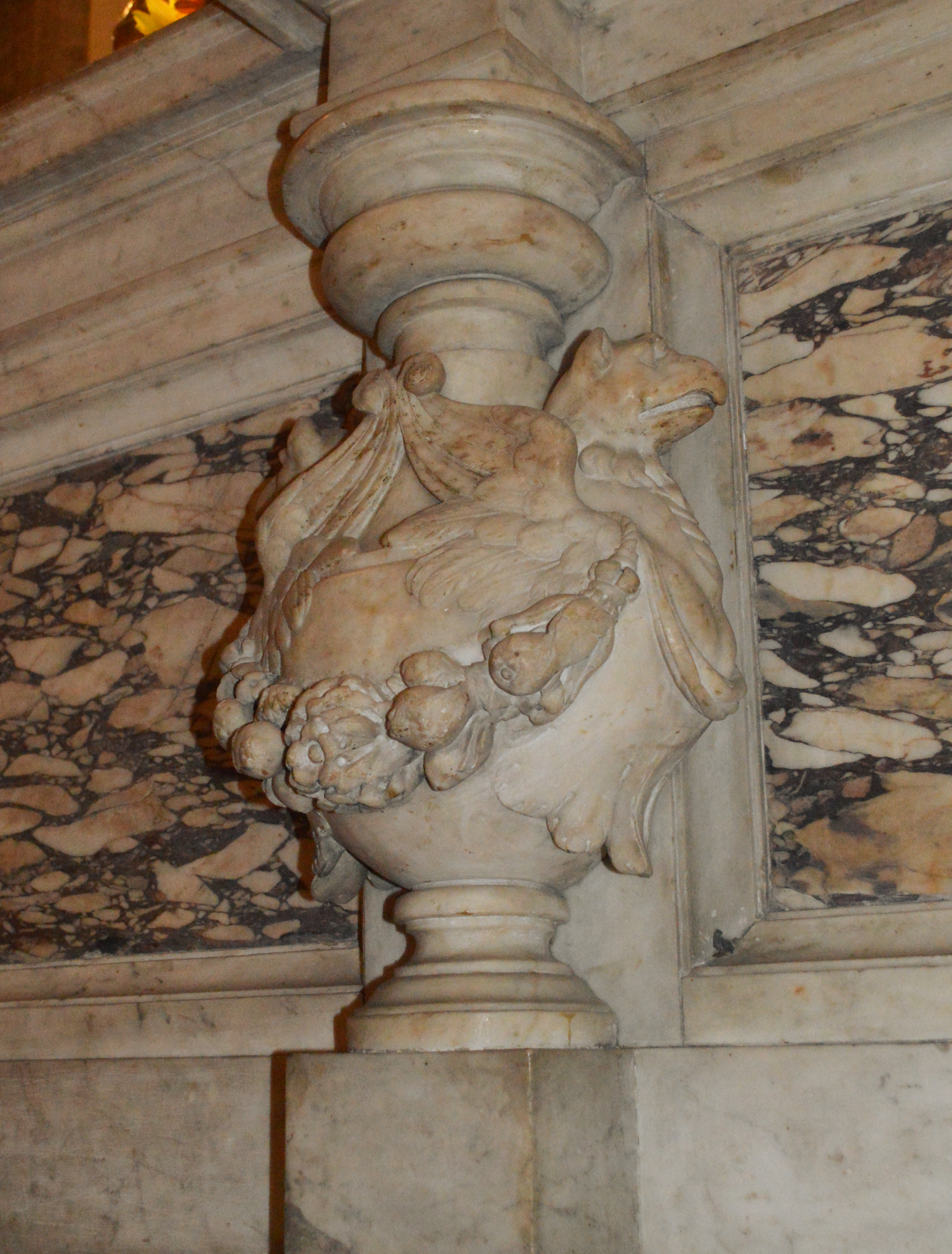
Anfora con grifi
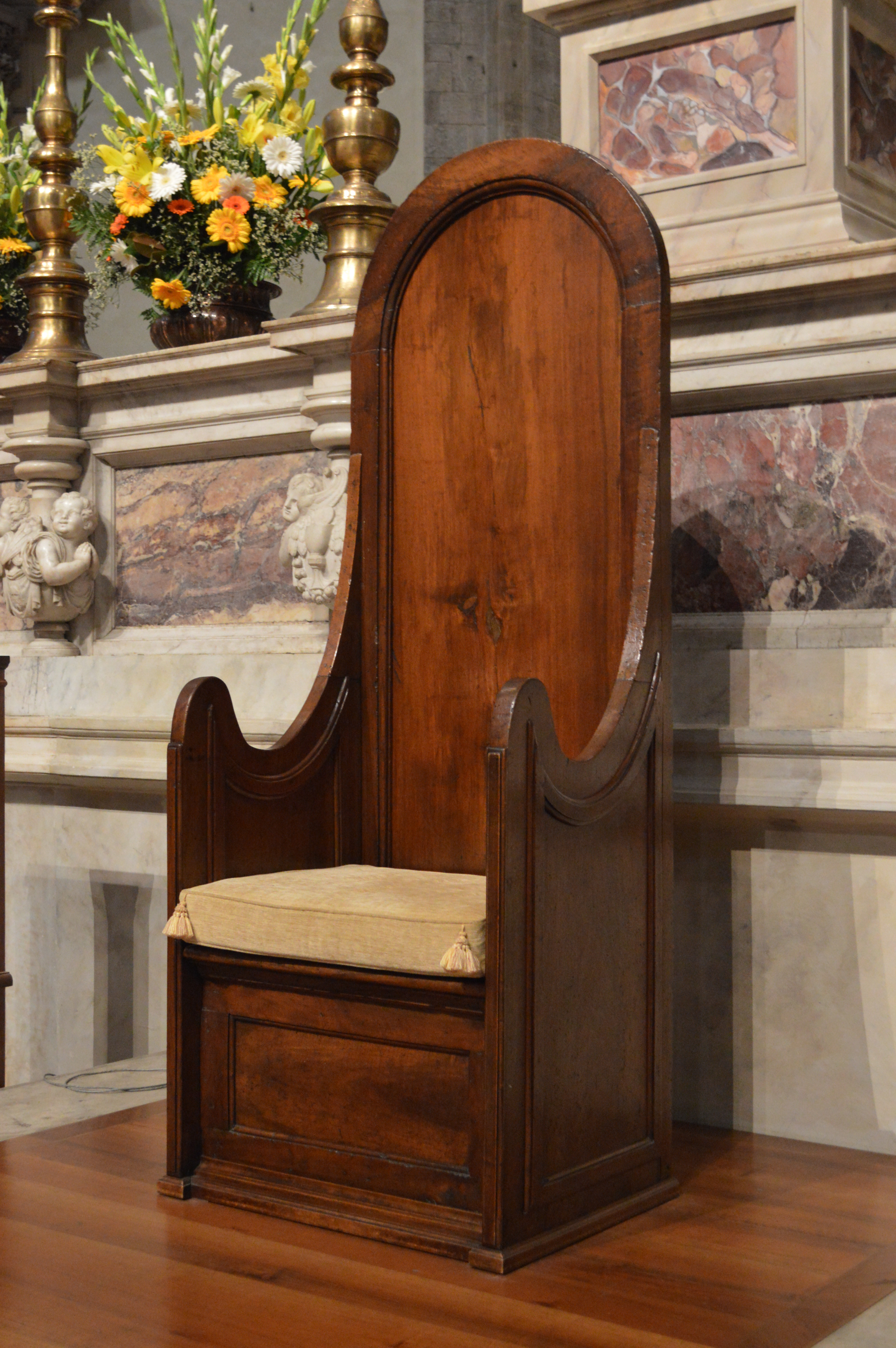
La cattedra
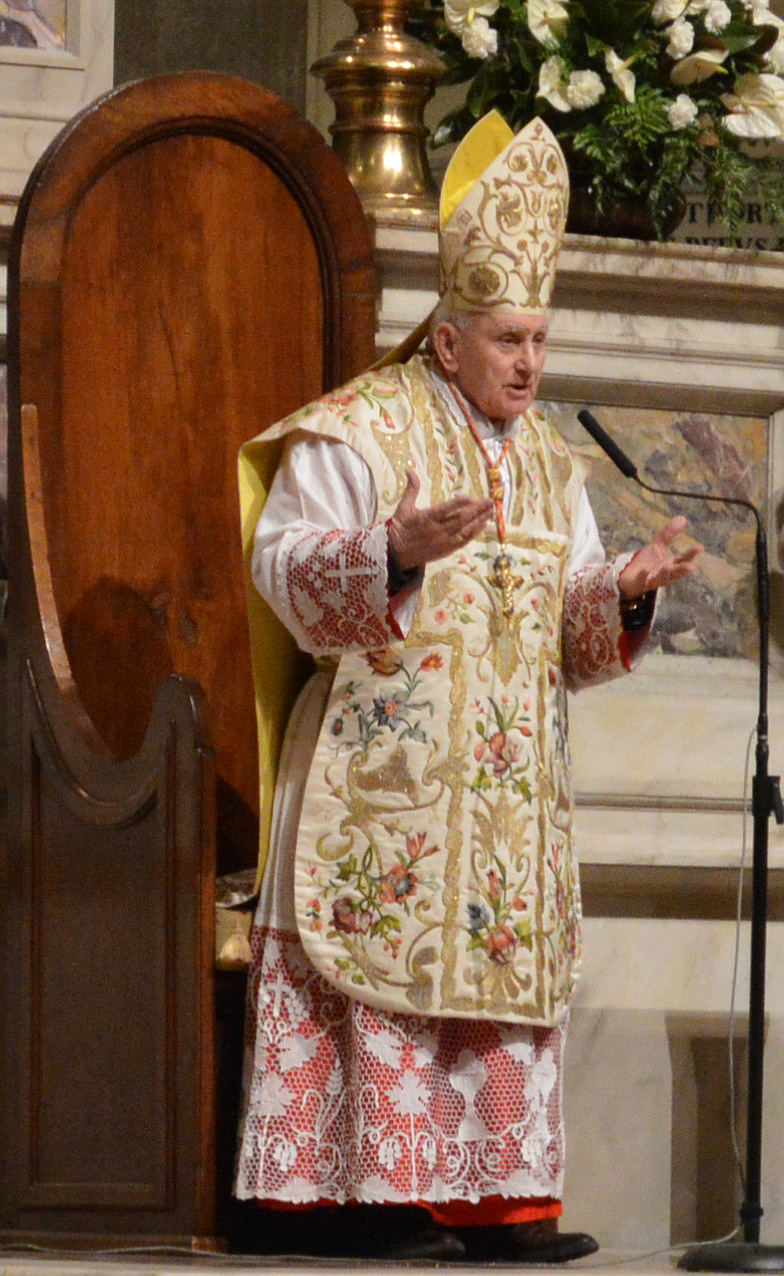
La cattedra durante una celebrazione

#### Crocifisso

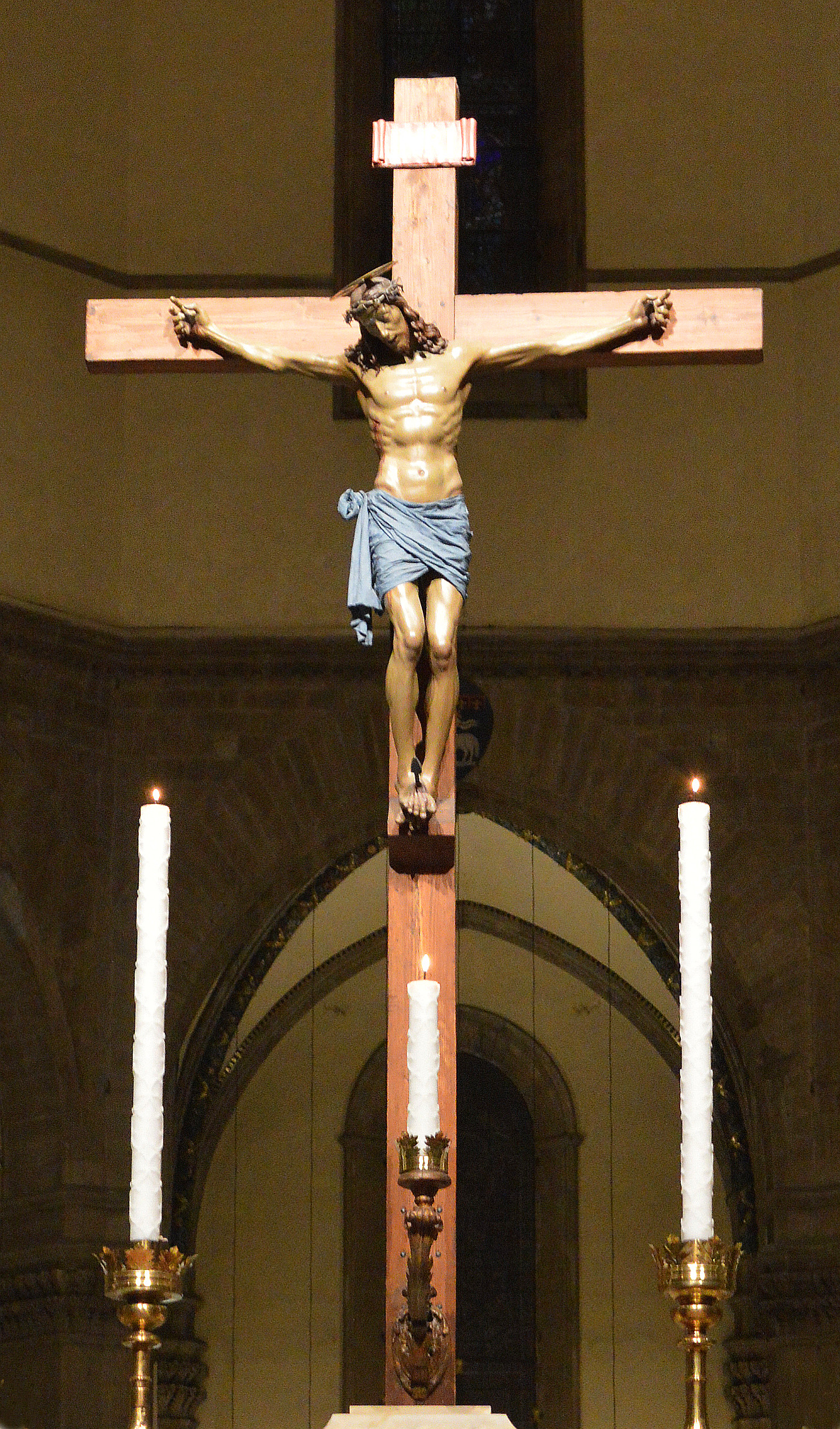
Il Crocifisso di Benedetto da Maiano (1495 circa).

In posizione centrale sul dossale, innestato su un piedistallo in finto marmo, si trova il Crocifisso opera di Benedetto da Maiano che lo realizzò intorno dal 1495; si tratta della medesima scultura acquistata nel 1509 presso il figlio Giovanni e collocata sull'architrave della recinzione del coro brunelleschiano, in asse con l'altare maggiore; nel 1510 essa venne dipinta in policromia da Lorenzo di Credi e, nello stesso anno, venne adornata da una corona di spine e un diadema realizzati in rame dorato dall'ottonaio Michelagnolo di Guglielmo. La scultura è di grandi dimensioni, con il corpo crocifisso di Gesù che misura in altezza 190 cm e in larghezza 170 cm; inadatto pertanto per la sua grandezza ad altre chiese fiorentine, venne fin dall'origine commissionato da parte dell'Opera di Santa Maria del Fiore a Benedetto da Maiano nell'ultimo decennio del XV secolo (probabilmente sotto l'influsso della riforma savonaroliana), che dunque lo realizzò appositamente per la cattedrale; rimasto allo stato grezzo alla morte dello scultore, venne completato con la policromia soltanto dopo l'acquisto (posticipato dai tumulti di quegli anni). Coperto con una patina pittorica ad imitazione del bronzo nel 1867 da Giovanni Duprè, il crocifisso ha riacquistato i suoi colori originari con un restauro condotto tra il 2010 e il 2014 ad opera dell'Opificio delle Pietre Dure.
Il crocifisso è caratterizzato da un'intensa carica drammatica, resa attraverso l'utilizzo del legno come materiale e la policromia, e da una severa solennità. Il corpo di Gesù, ricavato da un unico blocco di legno scavato dal retro secondo la tradizione fiorentina, è reso con un intenso naturalismo ed una particolare attenzione ai vari dettagli anatomici, in particolare a quelli della vigorosa muscolatura. Cristo è raffigurato morto e il suo capo è reclinato sulla spalla destra e cinto da una corona di spine; intorno ai suoi fianchi vi è il perizoma, ricostruito nel corso dei restauri del 2010-2014 in lino tinto di azzurro, recuperando la cromia di quello originario, andato perduto, in base alle poche tracce di colore rimaste. Il cartiglio recante il titulus crucis venne realizzato anch'esso da Benedetto da Maiano e ridipinto con caratteri in oro da Lorenzo di Credi.

#### Ambone e candelabro del cero pasquale
Al limitare del lato anteriore del presbiterio, sulla sinistra, si trova l'ambone, realizzato nel 2015 dallo scultore Etsurō Sotoo; amovibile, è in resina patinata a finto marmo. Il manufatto è impostato su un'alta pedana avente la forma di cinque lati di un ottagono regolare, che lo pone allo stesso livello dell'area presbiterale, superando il dislivello dei tre gradini; il piano di calpestio è delimitato da un parapetto traforato che, nella parte inferiore, presentano bassorilievi raffiguranti i simboli degli evangelisti: da destra a sinistra, l'Aquila di Giovanni, il Bue di Luca, il Leone di Marco e l'Angelo di Matteo. Sul lato anteriore vi è la statua dell'Angelo della risurrezione (in riferimento a Mc 16,5, sormontata dal Giglio di Firenze, addossato al leggio).
In posizione notevolmente arretrata rispetto all'ambone, ai piedi dei gradini del presbiterio si trova il candelabro del cero pasquale, che venne fatto realizzare dall'Arte della Lana nel 1477. Il candelabro è in legno, già dipinto di bianco, e originariamente presentava una corona in rame dorato composta da gigli, andata perduta come la parte terminale del manufatto; esso presenta una ricca decorazione ad intaglio con motivi architettonici, foglie di acanto e volute. Il basamento è in marmo bianco ed è ascrivibile ad un artista della bottega di Andrea del Verrocchio, in quegli anni attivo nella cattedrale di Santa Maria del Fiore. Quest'ultimo nel 1891 entrò a far parte dell'allestimento del Museo dell'Opera del Duomo, sormontato da un altro candelabro per cero pasquale in rame dorato, realizzato probabilmente da Michelozzo negli anni 1440. La base ha la forma di un tronco di piramide, poggia su quattro zampe di leone ed è decorata a bassorilievo con foglie di acanto lungo gli spigoli e festoni di lauro o olivo; sulle quattro facce sono rispettivamente scolpiti lo stemma dell'Arte della Lana (ovest e sud), la croce del popolo fiorentino (est) e il giglio di Firenze (nord). In origine il candelabro ligneo con il suo basamento non erano collocati stabilmente all'interno del presbiterio, bensì soltanto in occasione delle celebrazioni pasquali, mentre per il resto dell'anno erano custoditi all'interno della sacrestia dei canonici.

#### Altri arredi mobili

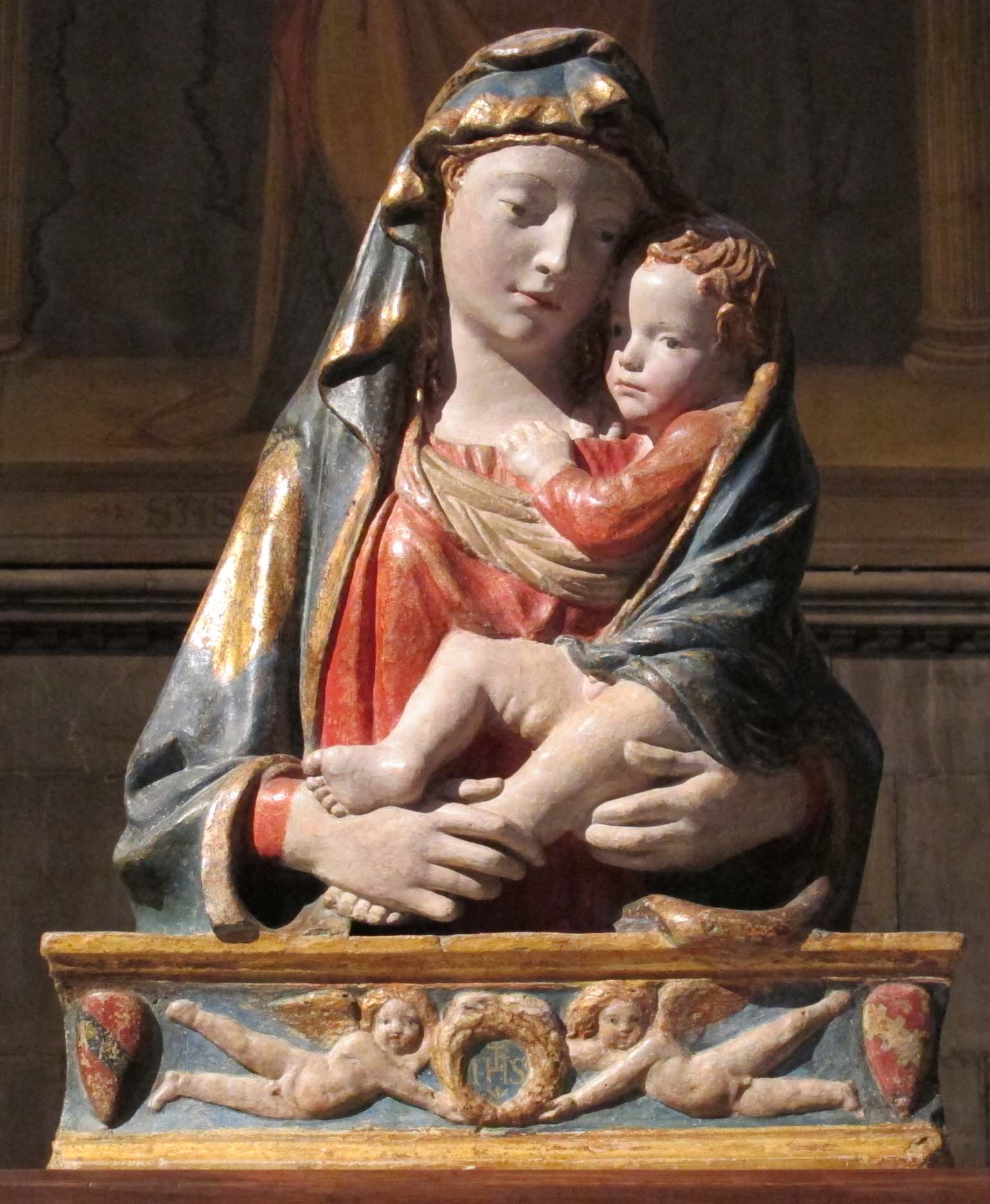
Madonna col Bambino attribuita a Filippo Brunelleschi (secondo decennio del XV secolo).

In occasione di alcune celebrazioni solenni, viene esposta sui gradini di destra del presbiterio una scultura raffigurante la Madonna col Bambino attribuita a Filippo Brunelleschi, risalente probabilmente alla fine del secondo decennio del XV secolo e donata alla cattedrale da Massimo Ersoch nel 2011 primariamente per l'uso liturgico; essa, ordinariamente collocata al di sopra dell'altare della cappella di San Pietro (seconda di sinistra della tribuna centrale), è costituita da un busto in stucco dipinto policromo, e presenta forti analogie con altre sculture, tra cui la cosiddetta Madonna di Fiesole in terracotta dipinta, opera del Brunelleschi ad essa precedente databile agli inizi dello stesso secolo. La Vergine, innestata su un basso basamento che sulla parte anteriore presenta (fra due stemmi ipoteticamente identificati con quelli delle famiglie Salviati e Strozzi) due putti alati che reggono una corona d'alloro contenente il trigramma IHS, è raffigurata pensosa ma serena, mentre tiene in braccio Gesù infante, trattenendone il piede sinistro con la sua mano destra e avvolgendone gran parte del corpo nel suo manto ceruleo; la scena è presentata con un «delicato naturalismo», in un'aura di «intimità spontanea e soave».
Per la solennità della Natività di san Giovanni Battista trova posto sui gradini del presbiterio specularmente all'ambone (mentre precedentemente veniva posta al centro del dossale), una reliquia del Precursore. Il battistero e la cattedrale posseggono diversi frammenti appartenenti secondo la tradizione al corpo del Battista, due dei quali sono esposti presso il Museo dell'Opera del Duomo all'interno dei rispettivi reliquiari, quest'ultimi opera degli orafi Matteo di Giovanni (prima metà del XV secolo, in stile tardogotico, contenente una porzione di dito) e Pietro o Tommaso Cerluzi (1564, in stile rinascimentale, contenente la mascella); in cattedrale, invece, vi sono altri due frammenti di dita (tra cui la parte apicale dell'indice), ciascuno entro il proprio reliquiario.
Durante alcune celebrazioni presiedute dall'arcivescovo, in base alle esigenze liturgiche viene posizionato davanti all'altare ed utilizzato dall'ordinario un faldistorio bronzeo, realizzato da Massimo Lippi nel 2013, decorato con tralci di vite, altri simboli cristiani e le effigi della Madonna, San Giovanni Battista, San Zanobi e Santa Reparata.

### Opere
- Sebastiano Serlio, I Sette libri dell'architettura, libro IV, Venezia, Francesco Marcolini, 1537, ISBN non esistente.
- Giorgio Vasari, Le vite de' più eccellenti pittori, scultori e architettori, V, II, Firenze, Giunti, 1568, ISBN non esistente.
- Bernardo Sansone Sgrilli, Descrizione e studi dell'insigne fabbrica di S. Maria del Fiore, Metropolitana Fiorentina, in varie carte, Firenze, Bernardo Paperini, 1733, ISBN non esistente.
- Giuseppe Richa, Quartiere di S. Giovanni, collana Notizie Istoriche delle Chiese Fiorentine, VI, Firenze, Viviani, 1757, ISBN non esistente.
- Marchionne di Coppo Stefani, Istoria fiorentina, a cura di Ildefonso di San Luigi, IX, Firenze, Gaetano Cambiagi, 1781, ISBN non esistente.
- Giuseppe del Rosso, Giuseppe Molini e Giovanni Battista Clemente Nelli, La metropolitana fiorentina illustrata, Firenze, Giuseppe Molini e Comp. all'insegna di Dante, 1820, ISBN non esistente.
- Pietro Zani, Enciclopedia metodica critico-ragionata delle belle arti, pt. I, vol. III, Parma, Tipografia ducale, 1820, ISBN non esistente.
- Luisa Becherucci e Giulia Brunetti (a cura di), Il Museo dell'Opera del Duomo a Firenze, voll. I-II, Firenze, Cassa di risparmio di Firenze, 1971, ISBN non esistente.
- Umberto Baldini, L'opera completa di Michelangelo scultore, Milano, Rizzoli, 1973, ISBN non esistente.
- Luciano Zappegno, Dal Manierismo al Barocco, collana Guida all'Italia, Milano, Mondadori, 1975, ISBN non esistente.
- Alessandro Parronchi e Eugenio Maria Casalini, Le due cupole. Conferenze tenute all'Annunziata il 12 e il 13 dicembre 1977, Firenze, Convento della Santissima Annunziata, 1977, ISBN non esistente.
- Giovanni Gaetano Bottari e Stefano Ticozzi (a cura di), Raccolta di lettere sulla pittura, scultura ed architettura, I, Sala Bolognese, Arnaldo Forni, 1979  [1822], ISBN non esistente.
- Carla Pietramellara, Il duomo di Siena. Evoluzione della forma dalle origini alla fine del Trecento, Firenze, EDAM, 1980, ISBN non esistente.
- Umberto Baldini (a cura di), Santa Maria Novella: la basilica, il convento, i chiostri monumentali, Firenze, Nardini, 1981, ISBN non esistente.
- Umberto Baldini e Bruno Nardini (a cura di), Il complesso monumentale di Santa Croce: la basilica, le cappelle, i chiostri, il museo, Firenze, Nardini, 1983, ISBN non esistente.
- Margaret Haines, La Sacrestia delle Messe del Duomo di Firenze, traduzione di Laura Corti, Firenze, Cassa di Risparmio di Firenze, 1983, ISBN non esistente.
- Giovanni Poggi, Il Duomo di Firenze: documenti sulla decorazione della chiesa e del campanile tratti dall'archivio dell'Opera, I, 2ª ed., Firenze, Medicea, 1988, ISBN non esistente.
- Giovanni Poggi, Il Duomo di Firenze: documenti sulla decorazione della chiesa e del campanile tratti dall'archivio dell'Opera, II, Firenze, Medicea, 1988, ISBN non esistente.
- Luciano Berti (a cura di), La chiesa di Santa Maria del Carmine a Firenze, Firenze, Cassa di risparmio di Firenze, 1992, ISBN non esistente.
- Timothy Verdon (a cura di), La Cattedrale di Santa Maria del Fiore, collana Alla riscoperta di piazza del Duomo in Firenze - La Cattedrale di Santa Maria del Fiore, vol. 2, Firenze, Centro Di, 1993, ISBN 978-88-7038-234-1.
- Gabriele Giacomelli e Enzo Settesoldi, Gli organi di S. Maria del Fiore di Firenze: sette secoli di storia dal '300 al '900, Firenze, L.S. Olschki, 1993, ISBN 8822240537.
- Francesco Gurrieri (a cura di), La cattedrale di Santa Maria del Fiore a Firenze, I, Firenze, Cassa di risparmio di Firenze, 1994, ISBN non esistente.
- Timothy Verdon (a cura di), La Cupola di Santa Maria del Fiore, collana Alla riscoperta di piazza del Duomo in Firenze - La Cattedrale di Santa Maria del Fiore, vol. 4, Firenze, Centro Di, 1994, ISBN 9788870382341.
- AA.VV., Il "Giudizio" ritrovato: il restauro degli affreschi della cupola di Santa Maria del Fiore, Firenze, Cooperativa Firenze 2000, 1995, ISBN non esistente.
- Cristina Acidini Luchinat (a cura di), La cattedrale di Santa Maria del Fiore a Firenze, II, Firenze, Cassa di risparmio di Firenze, 1995, ISBN non esistente.
- Umberto Baldini, Il Duomo e il Battistero di Firenze, Firenze, Istituto Geografico De Agostini, 1995, ISBN non esistente.
- Cristina Acidini Luchinat (a cura di), La chiesa e il convento di Santo Spirito a Firenze, Firenze, Cassa di risparmio di Firenze, 1996, ISBN non esistente.
- Domenico Cardini (a cura di), Il bel San Giovanni e Santa Maria Del Fiore. Il centro religioso di Firenze dal Tardo Antico al Rinascimento, Firenze, Le lettere, 1996, ISBN 8871662822.
- Cristina De Benedictis (a cura di), Altari e committenza: episodi a Firenze nell'eta della Controriforma, Firenze, Pontecorboli, 1996, ISBN 9788885207486.
- (EN, IT) AA.VV., Sotto il cielo della Cupola: il coro di Santa Maria del Fiore dal Rinascimento al 2000, Milano, Electa, 1997, ISBN 9788843561612.
- Alessandro Bicchi e Alessandro Ciandella, Testimonia Sanctitatis. Le reliquie e i reliquiari del Duomo e del Battistero di Firenze, Firenze, La Mandragora, 1999, ISBN 9788885957312.
- Enzo Carli, Il Duomo di Siena e il Museo dell'Opera, Firenze, Scala, 1999, ISBN 978-88-8117-077-7.
- Irving Lavin, Santa Maria del Fiore. Il Duomo di Firenze e la Vergine incinta, traduzione di Silvia Panichi, Roma, Donzelli, 1999, ISBN 9788879894852.
- (FR) Timothy Verdon, Florence chrétienne: percours de méditation à travers l'art, Firenze, Studio Editoriale Fiorentino, 1999.
- (EN) Margaret Haines (a cura di), Santa Maria del Fiore: the Cathedral and its sculpture, Fiesole, Cadmo, 2001.
- Timothy Verdon e Annalisa Innocenti (a cura di), La Cattedrale e la città: saggi sul Duomo di Firenze, collana Atti del VII centenario del Duomo di Firenze, Firenze, Edifir, 2001, ISBN non esistente.
- Timothy Verdon e Annalisa Innocenti (a cura di), La Cattedrale come spazio sacro: saggi sul Duomo di Firenze, collana Atti del VII centenario del Duomo di Firenze, Firenze, Edifir, 2001.
- Alessia Giuffrida, Le architetture lignee dei cori: il settecentesco coro ligneo della Chiesa Madre di Linguaglossa, Roma, Aracne, 2005.
- Vittorio Franchetti Pardo (a cura di), Arnolfo di Cambio e la sua epoca: costruire, scolpire, dipingere, decorare, Roma, Viella, 2006, ISBN 978-88-8334-242-4.
- AA.VV., Guida d'Italia, Firenze e provincia, Milano, Touring Club Italiano, 2007, ISBN non esistente.
- Alessandro Bicchi (a cura di), Madonna Ersoch. Santa Maria del Fiore, Firenze, La Mandragora, 2011, ISBN 978-88-7461-175-1.
- Antonio Paolucci (a cura di), Testi. Seggi e schede, collana Firenze: Battistero di San Giovanni, I, Modena, Franco Cosimo Panini, 2011, ISBN 978-88-570-0418-1.
- Antonio Lattuchella, I cori di Santa Maria del Fiore e le proposte di adeguamento liturgico, Firenze, La Mandragora, 2013, ISBN 978-88-7461-200-0.
- Giorgio Livi, I Papi a Firenze, Firenze, Nicomp L. E., 2013, ISBN 978-88-97142-33-1.
- Detlef Heikamp e Beatrice Paolozzi Strozzi (a cura di), Baccio Bandinelli: scultore e maestro (1493-1560), Firenze, Milano, Giunti, 2014, ISBN 978-88-09-78825-1.
- Carlo Sisi (a cura di), La Basilica della Santissima Annunziata dal Seicento all'Ottocento, Firenze, Edifir, 2014, ISBN 978-88-7970-675-9.
- Lucrezia Giordano, Lucio Bigi e Mario Mureddu, Gli Affreschi della Cupola di Santa Maria del Fiore, Firenze, Libreria Editrice Fiorentina, 2015, ISBN 978-88-6500-108-0.
- Timothy Verdon, Il Nuovo Museo dell'Opera del Duomo, collana Il Grande Museo del Duomo di Firenze, Firenze, La Mandragora, 2015, ISBN 978-88-7461-267-3.
- AA.VV., Fece di scoltura di legname e colorì: scultura del Quattrocento in legno dipinto a Firenze, Firenze-Milano, Giunti, 2016, ISBN 978-88-09-82913-8.
- Giancarlo Santi, Il rinnovamento liturgico delle chiese in Italia dopo il Vaticano II, Milano, VP, 2016, ISBN 978-88-343-3193-4.
- Timothy Verdon, Il Duomo, il Battistero, il Campanile, collana Il Grande Museo del Duomo di Firenze, Firenze, La Mandragora, 2016, ISBN 978-88-7461-263-5.
- Michele Manganelli (a cura di), Il monumentale organo della Cattedrale di Santa Maria del Fiore. Il restauro e l'ampliamento dell'Organo Mascioni op. 805, Firenze, Opera di Santa Maria del Fiore, 2017, ISBN non esistente.
- Franco Mariani, Paolo VI a Firenze: la venuta di un angiolo, Firenze, LudovicaGreta, 2018, ISBN 978-88-949152-9-7.

### Periodici
- Bollettino dell'Arcidiocesi di Firenze. Organo ufficiale diocesano, n. 1, Firenze, Curia Arcivescovile, 31 gennaio 1918 (X n.s.), ISSN 2458-1607 (WC · ACNP).
- Rivista d'Arte[collegamento interrotto], XI, n. 4, Leo S. Olschki, 1929 (I n.s.), ISSN 1122-0732 (WC · ACNP).
- Paragone, n. 175, Milano, Rizzoli, luglio 1964 (15), ISSN 1120-4745 (WC · ACNP).
- Bollettino diocesano. Organo ufficiale dell'Arcidiocesi di Firenze, n. 5-6, Firenze, Curia arcivescovile, maggio-giugno 1973 (VI n.s.), ISSN non esistente.
- Journal of the Society of Architectural Historians, n. 2, Oakland, University of California Press, maggio 1981 (40), ISSN 0037-9808 (WC · ACNP).
- Timothy Verdon (a cura di), L'uomo in cielo. Il programma pittorico della cupola di S. Maria del Fiore: teologia e iconografia a confronto, collana Vivens homo. Rivista di teologia e scienze religiose, n. 1, Bologna, EDB, gennaio-giugno 1996 (VII), ISSN 1123-5470 (WC · ACNP).
- (EN, IT) Timothy Verdon (a cura di), Lo spazio del sacro. Luoghi e spostamenti, collana Vivens homo. Rivista di teologia e scienze religiose, n. 2, Bologna, EDB, luglio-dicembre 1997 (VIII), ISSN 1123-5470 (WC · ACNP).
- Nuova Rivista Storica, vol. LXXXVI, fascicolo I, Roma, Società editrice Dante Alighieri, gennaio-aprile 2002, ISSN 0029-6236 (WC · ACNP).
- Memorie Domenicane, n. 43, Firenze, Nerbini, 2012, ISSN 1121-9343 (WC · ACNP).
- Medicea, n. 11, Firenze, Centro Di, giugno 2012, ISSN 1974-7004 (WC · ACNP).
- Arte Cristiana, vol. CIII, fasc. 891, Milano, Scuola Beato Angelico, novembre-dicembre 2015, ISSN 0004-3400 (WC · ACNP).
- Vivens homo. Rivista di teologia e scienze religiose, n. 2, Bologna, EDB, luglio-dicembre 2017 (XXXVIII), ISSN 1123-5470 (WC · ACNP).